# Hanoï
Pour les articles homonymes, voir Hanoï (homonymie).
Hanoï (/a.nɔj/, en vietnamien : Hà Nội /hàː nôjˀ/  « la ville entre les fleuves » ; chữ nho : 河內) est la capitale du Viêtnam. Située au nord du pays, au centre du delta du fleuve Rouge et sur les rives du fleuve Rouge (Sông Hồng), sa population est estimée à environ 7,5 millions d'habitants en 2018, dont 2,6 millions dans la ville-centre. Son aire métropolitaine abrite près de 16 millions d'habitants. Si Hanoï est la capitale du pays, elle n'est par sa population que la deuxième ville du Viêt Nam, après Hô Chi Minh-Ville (8,6 millions d'habitants en 2018), située à 1 760 km au sud. Son paysage urbain est marqué par la présence de nombreux lacs, de grandes artères arborées, d'une vieille ville marchande parsemée de nombreux édifices religieux, de l'ancien quartier français, ainsi qu'une périphérie en pleine expansion. La cité impériale de Thang Long, située au cœur de l'ancienne citadelle est classée au patrimoine mondial de l'UNESCO.
Conglomérat de petits villages artisanaux, Hanoï est officiellement fondée par le roi Ly Thai To en 1010, et demeure jusqu'en 1802 le cœur politique du Viêt Nam. La ville est éclipsée par Huế, la capitale impériale du pays durant la dynastie Nguyễn (1802–1945), mais devient la capitale de l'Indochine française de 1902 à 1954. Elle est ensuite la capitale de la République démocratique du Viêt Nam, jusqu'en 1976, et devient celle de la République socialiste du Viêt Nam après la victoire du Nord lors de la guerre du Viêt Nam. En octobre 2008, la ville de Hanoï absorbe la province de Hà Tây et des territoires ruraux, ce qui fait doubler sa population. En octobre 2010, des grandes festivités, Le Millénaire de Hanoï, commémorent la fondation de la ville.
À partir de la seconde moitié du XXe siècle, la ville connaît une forte croissance démographique et un développement économique soutenu qui font d'elle, une métropole émergente d'Asie du Sud-Est. De nombreux gratte-ciels ont émergé, à l'image de tour Keangnam, l'une des plus hautes du pays. La ville possède un métro entré en fonction en 2021.Centre politique, universitaire et culturel national, Hanoï abrite les principales institutions politiques, grandes écoles et musées du pays, dont le musée national d'Histoire du Vietnam, le musée des beaux-arts du Viêt Nam, ou encore le musée d'ethnographie du Viêt Nam. Elle est désignée "Ville de la Paix" par l'UNESCO en 1999 et fait partie du réseau des villes créatives UNESCO dans la catégorie design, depuis 2019.

## Géographie

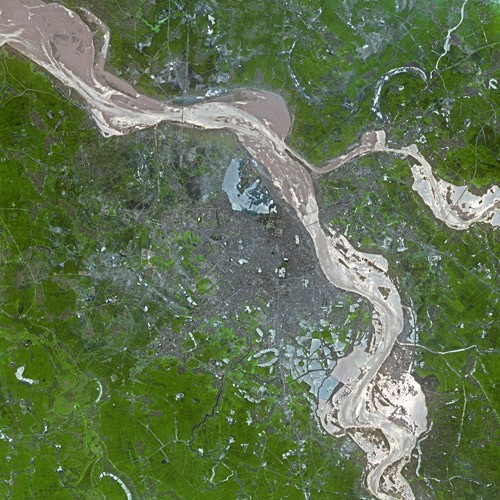
Hanoï dans le coude du fleuve Rouge vu par satellite en 2002.

Hanoï se trouve au centre de la plaine du delta du fleuve Rouge, qui charrie ses eaux boueuses depuis les montagnes du Nord-Vietnam vers le golfe du Tonkin. Le fleuve Rouge forme un coude et entre dans la cité par le nord-ouest et en ressort par le sud-est. Depuis toujours, la ville a tourné le dos à son fleuve, même si celui-ci a joué un rôle crucial dans l'histoire des contacts de Hanoï avec l'extérieur. Se cachant derrière ses digues, Hanoï n'est pas définie comme étant une ville fluviale, mais une ville aquatique et lacustre,.
Les districts centraux sont essentiellement plats et ne comportent aucun relief particulier, mais comportent en revanche près de 77 lacs. Au début du XIXe siècle, la ville comptait près de 404 lacs recensés, couvrant une surface de 80 hectares, soit plus de 10 % des terres imposées (selon les registres fonciers de 1805-1837). Ces lacs jouent un rôle capital dans la protection de la ville face à la montée des eaux, participent à la beauté paysagère de la cité et font l'objet de nombreuses vénérations légendaires. Les plus connus sont le lac de l'Épée restituée (Hoàn Kiếm), le plus touristique, le lac de l'Ouest (Hồ Tây), le plus étendu de la ville et le lac de Truc Bach, l'un des plus pittoresques.
Les reliefs du territoire hanoïen sont la chaîne de montagnes de Ba Vì, à l'ouest de Hanoï dont le point culminant est 1296m. Et les collines du district de Sóc Sơn, situées dans le nord de la ville, près de l'aéroport international de Noi Bai.
Même si le golfe du Tonkin est situé à moins de 100 km à vol d'oiseau de Hanoï, la ville est située à une altitude proche du niveau de la mer, ce qui la rend particulièrement vulnérable aux inondations. L'eau fait partie intégrante de la ville et y joue un rôle non négligeable en tant qu'élément structurant. Mais elle constitue également une menace importante car le fleuve Rouge est l'un des fleuves les plus dangereux de la planète, avec ses crues très fréquentes et brutales, concentrées sur les mois d'été, lorsque 75 % des 2 000 mm de pluies se déversent pendant la mousson. Pour s'en protéger, la ville s'est entourée de digues d'une longueur totale de 150 km et le débit de l'eau est contrôlé par des barrages construits en amont de la cité.
À partir de la seconde moitié du XXe siècle, la physionomie de la ville se retrouve bouleversée par une extension urbaine et industrielle très importante, dus à l'exode rural et au développement économique du pays. Elle se traduit dans le paysage urbain par une élévation des bâtiments, une forte densité de population et un empiètement important sur les écosystèmes (rizières, marais) qui jadis entouraient la ville. Le comblement de nombreux lacs, additionné à un système de drainage obsolète et inadapté à l’extension de la ville, font que ces espaces naturels n'assurent plus la fonction de déversoirs naturels. Ainsi de nombreuses inondations submergent certains quartiers. Mais l'une des conséquences les plus graves, est certainement l'endiguement et la pollution de certains cours d'eau, comme la rivière Tô Lịch, émissaire du lac de l'Ouest (Hồ Tây).

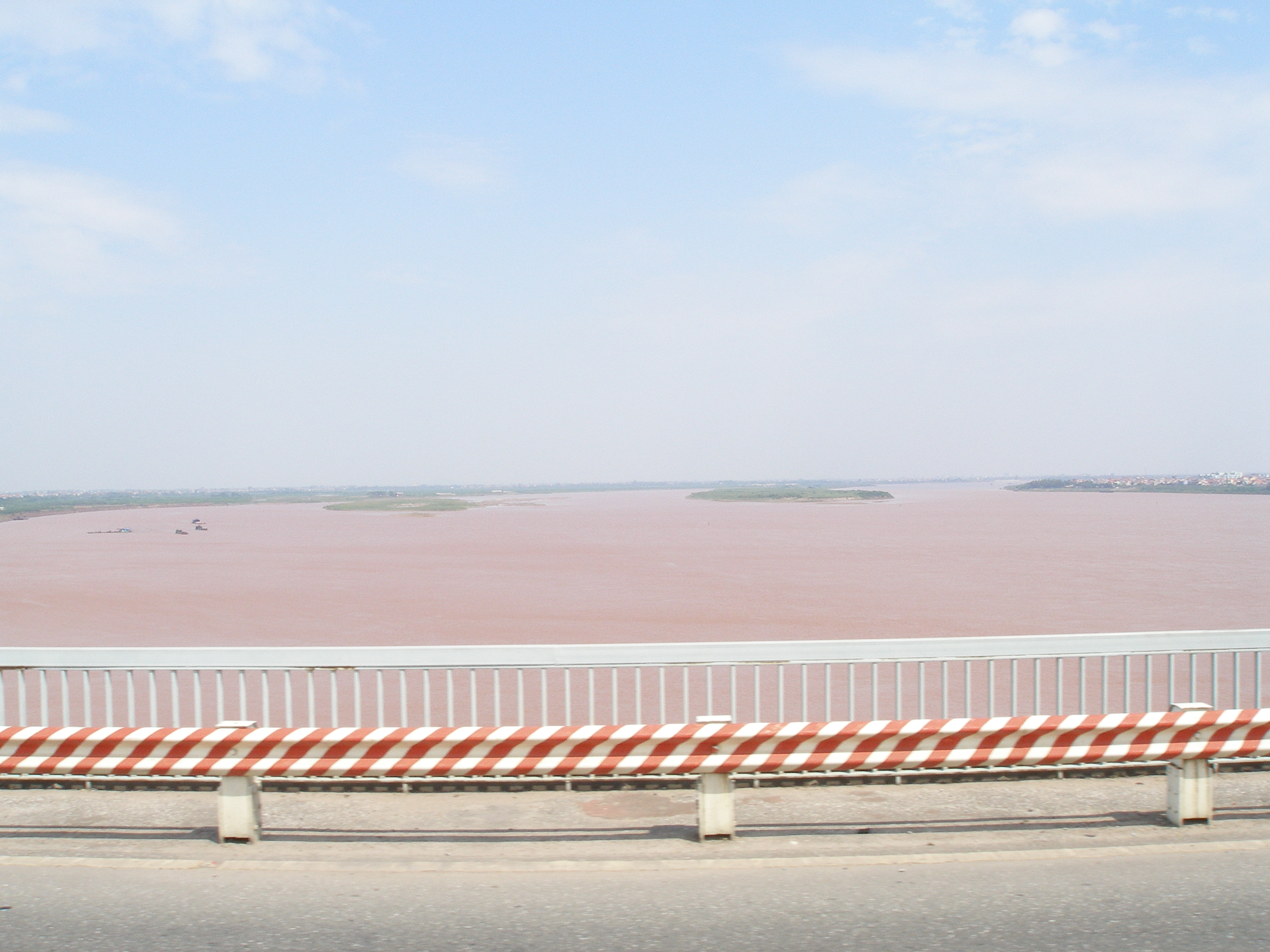
Le fleuve Rouge tient son nom de la couleur des alluvions arrachés des montagnes du Nord Vietnam.
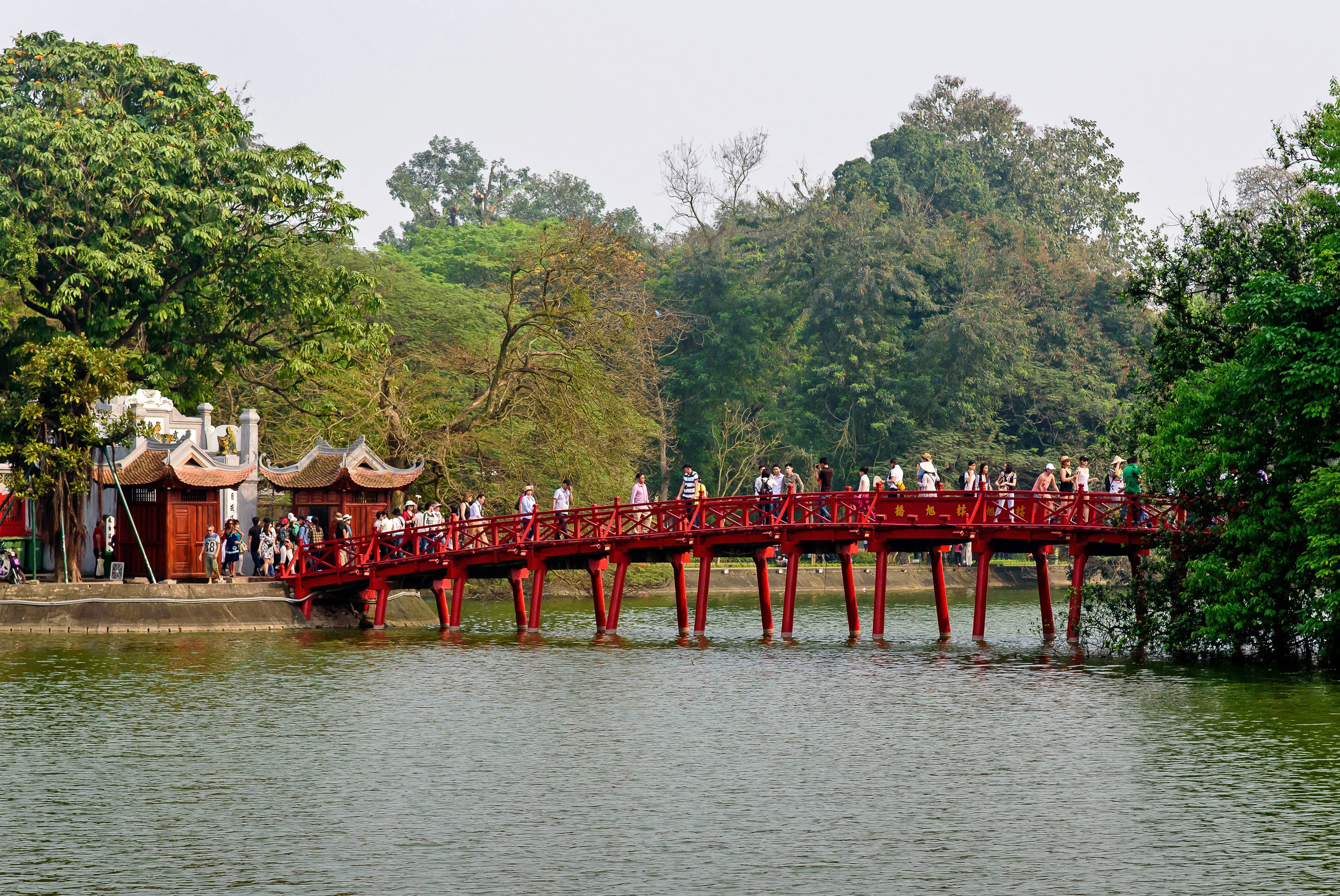
Hanoï compte environ 77 lacs.
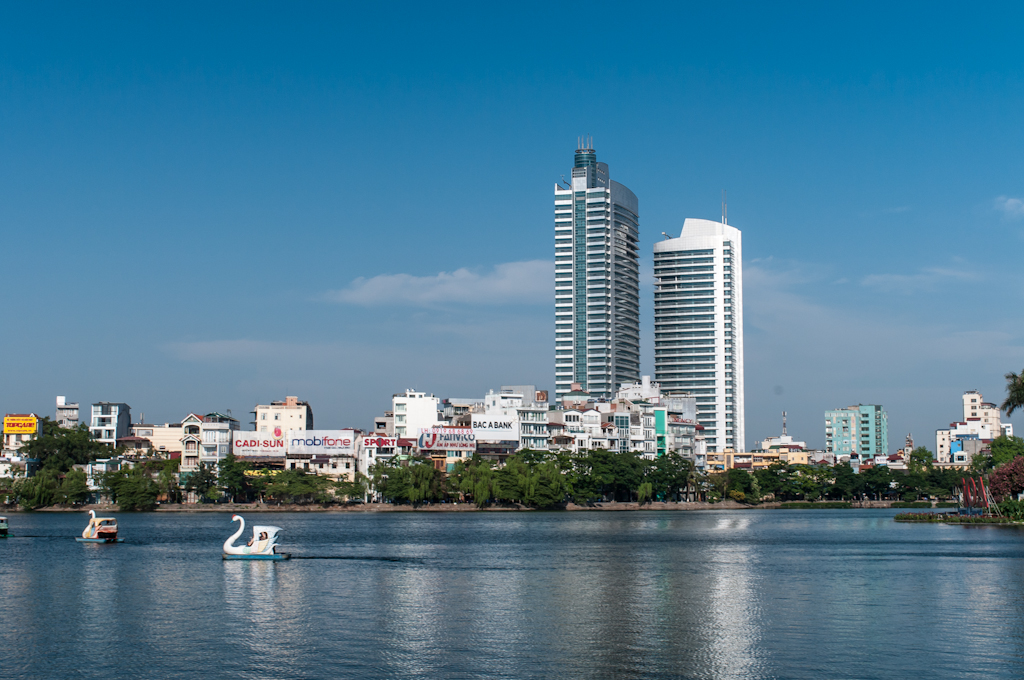
Le lac de Truc Bach
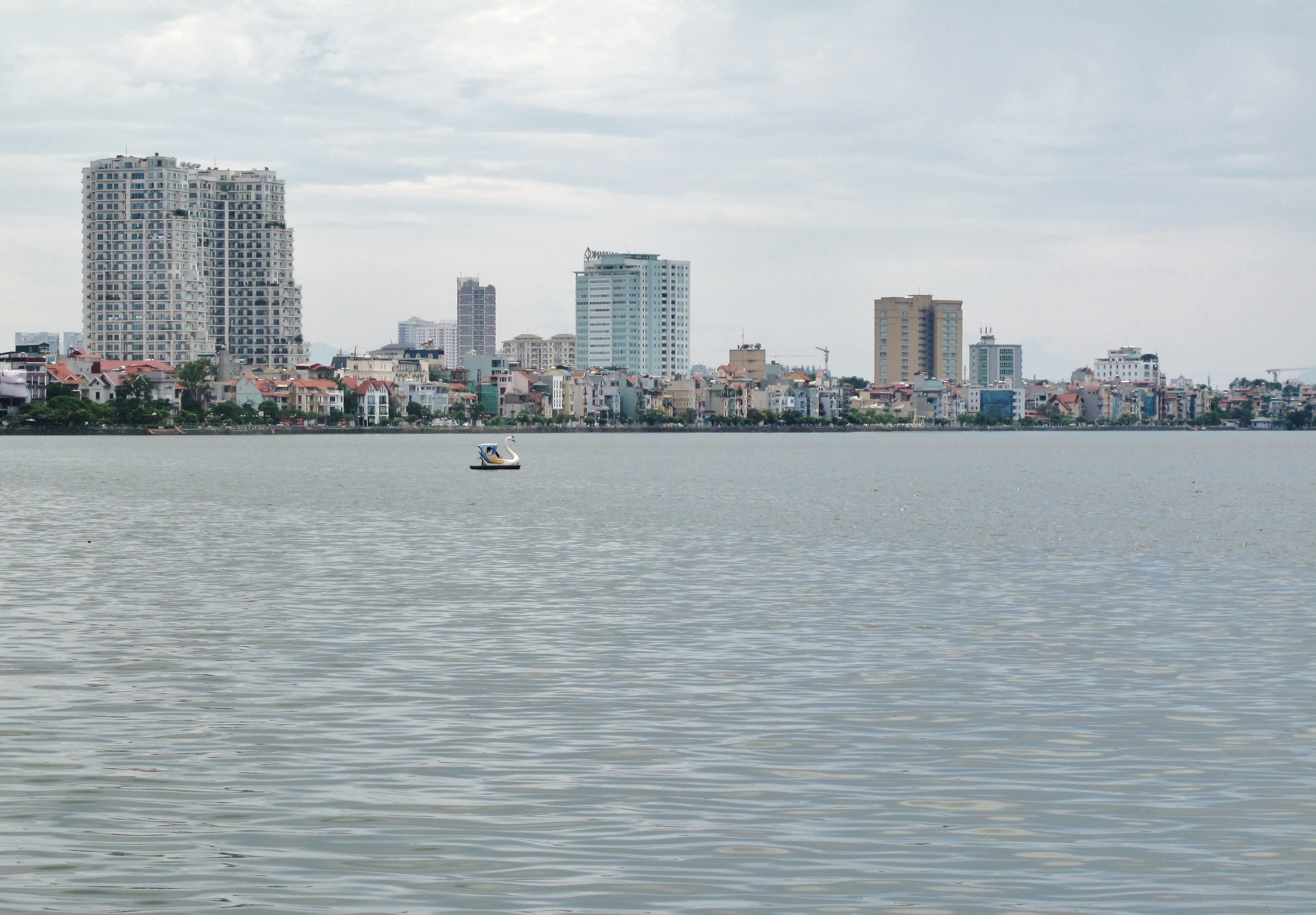
Le lac de l'Ouest (Hồ Tây) est le plus étendu de la ville.

### Géologie
Hanoï est située dans une vaste dépression formée à l'ère tertiaire. Autrefois la région était envahie par la mer. Les eaux marines se sont peu à peu retirées et les sédiments répandus par le fleuve Rouge ont peu à peu comblé cet ensellement, profond de plusieurs milliers de mètres. La progression du delta est très rapide à l'échelle géologique. Le sous-sol de Hanoï est composé d'épaisses tourbières qui prouvent que le site était recouvert d'épaisses forêts, composés essentiellement de bambous et de badamiers.

### Toponymie
Au gré des renominations qui ont suivi les différentes dynasties impériales ainsi que les périodes de dominations chinoises, Hanoï est l'une des capitales dont le nom a le plus varié au cours de son histoire. Long Dô, Songping, Đại La, Đông Đô, Bắc Thành, ou Đông Kinh (du chinois 東京 (dong jing), signifiant « capitale de l'Est »), qui fut latinisé en Tonkin. Le nom de Tonkin désigna ensuite la province entourant la ville, c'est-à-dire le Nord du Viêt Nam actuel.
Cependant, c'est le nom Thăng Long (signifiant « l'envol du dragon ») qui a subsisté le plus longtemps. Il est encore parfois utilisé de nos jours comme nom littéraire et poétique de la ville. Ce nom perdure jusqu'en 1831, lorsque la capitale impériale des Nguyen est transférée à Huế. Thăng Long, qui avait une connotation impériale a été rebaptisé Hà Nội, signifiant « la ville entre les fleuves » (de hà « cours d'eau » et ņôi « entre »),.
Les surnoms régulièrement donnés à Hanoï sont Kẻ Chợ (le marché), Tràng An (longue paix), Hà Thành (diminutif de Thành phố Hà Nội, "ville de Hanoï") et Thủ Đô (la capitale).

### Découpage administratif
Les études sur la métropolisation de Hanoï font l'objet de recherches que depuis récemment (Quertamp 2010 ; Söderström et al. 2010 ; Fanchette et al. 2011 ; Leducq et Scarwell, 2018). Ces études ont permis de dresser les processus de la métropolisation de Hanoï, à travers des dynamiques spatiales, économiques et démographiques.
Hanoï s'est agrandi à plusieurs reprises au cours du XXe siècle : en 1961, en 1978, en 1991 et enfin en 2008 par la résolution no 15/2008/QH12 de l’Assemblée nationale (12e législature) sur l’élargissement des limites administratives. Ce nouveau vaste territoire comprenant la province de Hà Tây, le district Mê Linh de la province de Vĩnh Phúc et quelques districts de la province de Hòa Bình, permet de faire concurrence aux autres grandes métropoles en Asie.
Depuis les réformes constitutionnelles des années 2000, Hanoï s'étend avec le progrès des infrastructures de transports et des télécommunications. En 2010, l'aire urbaine de Hanoï atteint 6,6 millions d'habitants, dont 2,7 millions d'habitants dans les districts centraux. La métropolisation se combine avec une série de phénomènes urbains : conurbation, étalement urbain et périurbanisation.
Les élargissements successifs ont pour but de mieux intégrer les villages périphériques de Hanoï dans le processus de métropolisation. De réduire l'écart de vie entre les ruraux, périurbains et urbains. Et de développer les grandes infrastructures de la métropole : la ceinture autoroutière, de nouveaux ponts sur le fleuve Rouge dont le pont Nhật Tân, l'agrandissement de l'aéroport de Nội Bài, entre autres.

Ancien blason de Hanoï durant la colonisation française (1888-1954).
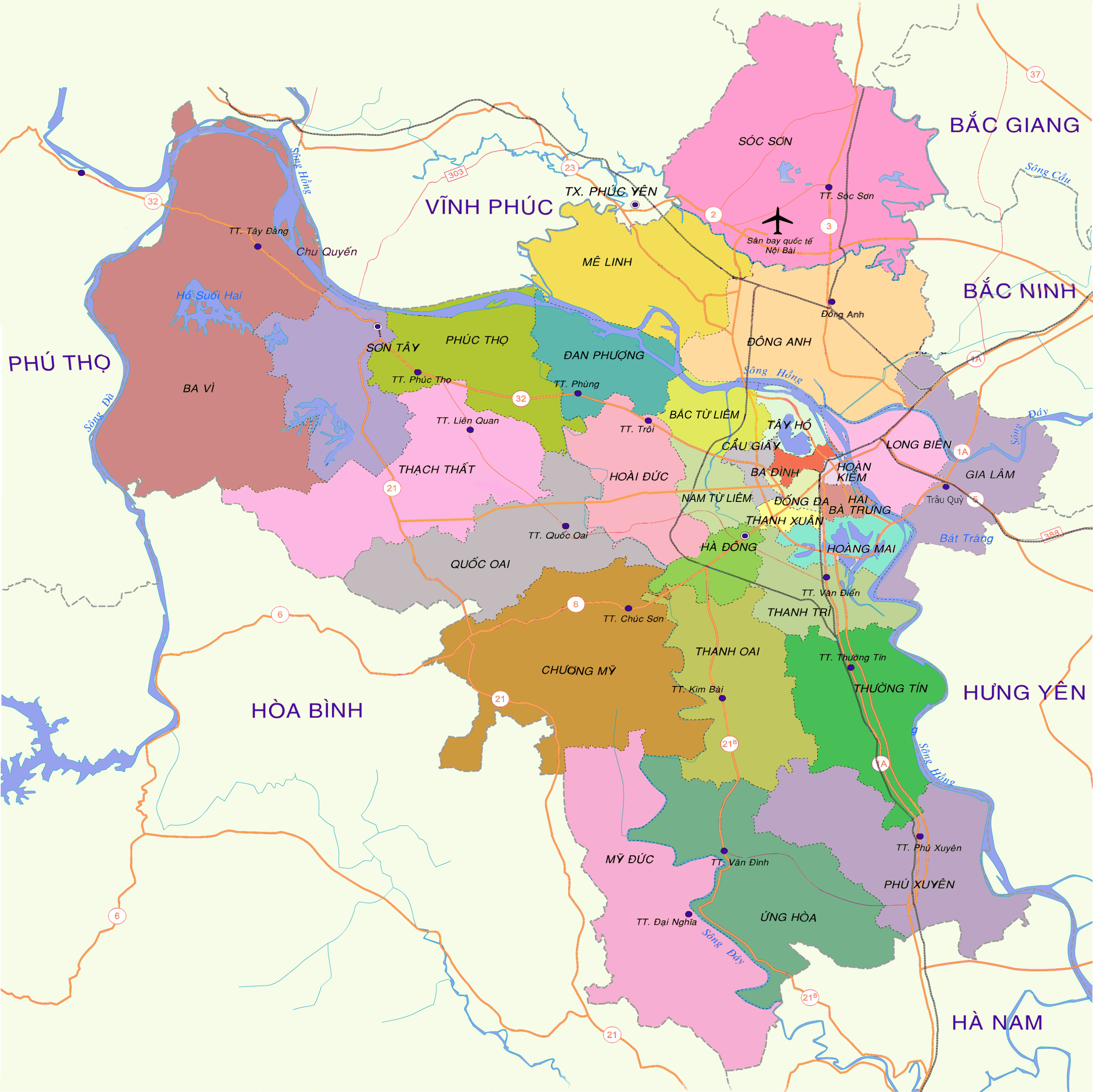
Les différents districts de Hanoï, après l'élargissement de 2008.

### Climat
Le climat de Hanoï, comme dans le nord du Viêt-Nam, est de type subtropical humide à tendance mousson, marqué entre la fin novembre et la fin mars par des hivers secs, frais, gris, avec de nombreux épisodes de crachin. Entre avril et septembre, les étés sont très humides, sous l'influence des averses de pluie de mousson. Durant cette saison, des épisodes de typhons peuvent subvenir.
La ville observe deux petites saisons automnales (octobre-novembre) et printanières (avril-mai) avec un temps et des températures très agréables. Le mois de juin connaît de fortes canicules avec des températures à l'ombre pouvant monter jusqu'à 45 °C.

Le climat joue un rôle crucial dans la dispersion des poussières et de la pollution de l'air à Hanoï, l'une des plus importantes d'Asie. En automne et en hiver, les pics de pollution sont souvent dépassés, avec en cause la rareté du vent, des conditions anticycloniques et surtout aux feux de brûlis de la ceinture agricole de Hanoï. Au printemps et en été, la situation s'améliore grâce au vent et aux averses des pluies de mousson. Globalement, les journées de grand ciel bleu limpide sont très rares sur Hanoï.
| Mois                              | jan. | fév. | mars | avril | mai   | juin  | jui.  | août | sep.  | oct.  | nov. | déc. | année   |
| --------------------------------- | ---- | ---- | ---- | ----- | ----- | ----- | ----- | ---- | ----- | ----- | ---- | ---- | ------- |
| Température minimale moyenne (°C) | 13,7 | 15   | 18,1 | 21,4  | 24,3  | 25,8  | 26,1  | 25,7 | 24,7  | 21,9  | 18,5 | 15,3 | 20,9    |
| Température maximale moyenne (°C) | 19,3 | 19,9 | 22,8 | 27    | 31,5  | 32,6  | 32,9  | 31,9 | 30,9  | 28,6  | 25,2 | 21,8 | 27      |
| Précipitations (mm)               | 18,6 | 26,2 | 43,8 | 90,1  | 188,5 | 239,9 | 288,2 | 318  | 265,4 | 130,7 | 43,4 | 23,4 | 1 676,2 |

## Démographie
La croissance démographique de Hanoï est régulière et se maintient à 3,5% par an. Elle confirme l'attractivité de la principale métropole du Nord-Vietnam et de son rôle de centre politique du pays.
Le nombre de Hanoïens issus d'au moins trois générations ayant vécu dans la ville est devenu bas, si l'on compare par rapport à l'ensemble de la population de la ville. En effet, la plupart des habitants de Hanoï sont aujourd'hui issus de différentes provinces des alentours mais aussi des provinces autrefois éloignées et difficiles d'accès.
Les principales spécificités démographiques de Hanoï sont que les arrondissements centraux connaissent une baisse de la population, notamment Hoàn Kiếm, considéré comme le centre historique de Hanoï. Les anciens arrondissements urbains Ba Đình, Hai Bà Trưng, Đống Đa ont également connu un taux faible de croissance démographique. Alors que les nouveaux arrondissements urbains et plusieurs arrondissements ruraux connaissent une densification généralisée et une hausse sensible de population : Hoàng Mai, Long Biên, Cầu Giấy, Tây Hồ, Thanh Xuân et Hà Đông.
Les recensements officiels ne datent que depuis 1995. Entre 2007 et 2008, on observe un quasi dédoublement de la population de la ville. Cela est dû à l'absorption de la province de Hà Tây et d'autres territoires ruraux.
Au regard des perspectives de croissance envisagées, l’accroissement de la population serait compris d’ici 2020 entre 35% et 45%, soit 15 à 20 millions d’habitants dans un rayon de 40 km autour du centre historique de Hanoï.

## Histoire
L'histoire de Hanoï est touffue, tourmentée, animée par de nombreuses résistances qui illustrent l'histoire nationale du Vietnam. S'étalant sur de nombreuses dynasties, dominations chinoises, régimes politiques et renominations successives, cet ensemble de villages rizicoles et artisanaux vont peu à peu se conglomérer et devenir une cité marchande dépendante de la citadelle impériale.

### Avant l'an 1010
À l'âge de pierre, la région de Hanoï était encore sous les eaux, on n'a ainsi rien retrouvé sur le site actuel de la ville. C'est à la périphérie de la cité, que l'on a retrouvé des traces d'occupation sous la forme de nombreux fragments d'outils (essentiellement des haches, manches de polissoirs, instruments de pêche, colliers, pointes de lances, céramique, etc.) dans des hameaux situés sur des buttes émergeant de l'eau, comme à Triều Khúc, Chùa Thông et Trung Mầu. Tous situés à moins de vingt kilomètres du centre-ville actuel, ils sont un témoignage de la civilisation du Đông Sơn.
La naissance de Hanoï et de la civilisation vietnamienne sont empruntées aux mythes du triomphe légendaire du génie de la Montagne, avec l'avènement de la première dynastie. Un récit qui comprend Lạc Long Quân, le seigneur des Dragons aquatiques du pays des Lạc, et Âu Cơ, divinité de la Montagne, dont l'intrigue se déroule dans la plaine du delta du fleuve Rouge, considérée comme le berceau de la nation vietnamienne.
Un bourg situé au sud du fleuve Rouge fut nommé "Long Dô" : le « Nombril du dragon ». C'est sur cette butte que la citadelle chinoise du IXe siècle fut édifiée. Les souverains vietnamiens construisent les fondements du palais impérial qui s'établira ici durant près de huit siècles. Le tertre Nùng, considéré comme étant le centre du Hanoï ancien et conservant l'esprit du Nombril du dragon était particulièrement vénéré. Ce culte, additionné à celui de la rivière Tô Lịch, transformée en divinité, sont encore pratiqués aujourd'hui au temple Bạch Mã, situé dans le quartier des 36 rues.
Entre le IIe siècle avant notre ère et le VIIIe siècle, Hanoï est intégré à l'empire chinois sous le nom de gouvernement du Jiaozhi. Le bourg reste sous tutelle chinoise jusqu'en 939. C'est durant cette longue période de domination chinoise que les deux Sœurs Trung nées à dix-sept kilomètres de Hanoï, entreprennent une série de révoltes qui restera gravée dans la légende.
Ly Nam Dê, en 544 se déclara "Empereur du Nam Việt". C'est durant son règne, que le site de Hanoï est mentionné pour la première fois dans les annales. Il fonde la Pagode Trấn Quốc et érige les premières fortifications. Au début du IXe siècle, la ville trouve son emplacement définitif. Elle est décrite comme s'enroulant tel un dragon entre le fleuve Rouge, la rivière Tô Lịch et la citadelle.
Entre le IXe siècle et le Xe siècle, Hanoï prend le nom de "Đại La" « la grande enceinte extérieure », qui prospéra sous le règne de Gao Pian, connu pour avoir introduit la géomancie au Vietnam. Il estima que Hanoï était la terre des convergences. Formellement, Đại La dépendait de l'Empire chinois, mais sa tutelle politique étant très allégée, les élites locales transforment la région en une monarchie indépendante. Ainsi de 868 à 1010, la dynastie des Ngô Quyên règne et parvient à unifier pour la première fois le pays : le Jiaozhi prend le nom de "Đại Cồ Việt" « Grand Viet ». Durant la dynastie des Lê antérieurs (980-1010), la capitale est transférée à Hoa Lu.

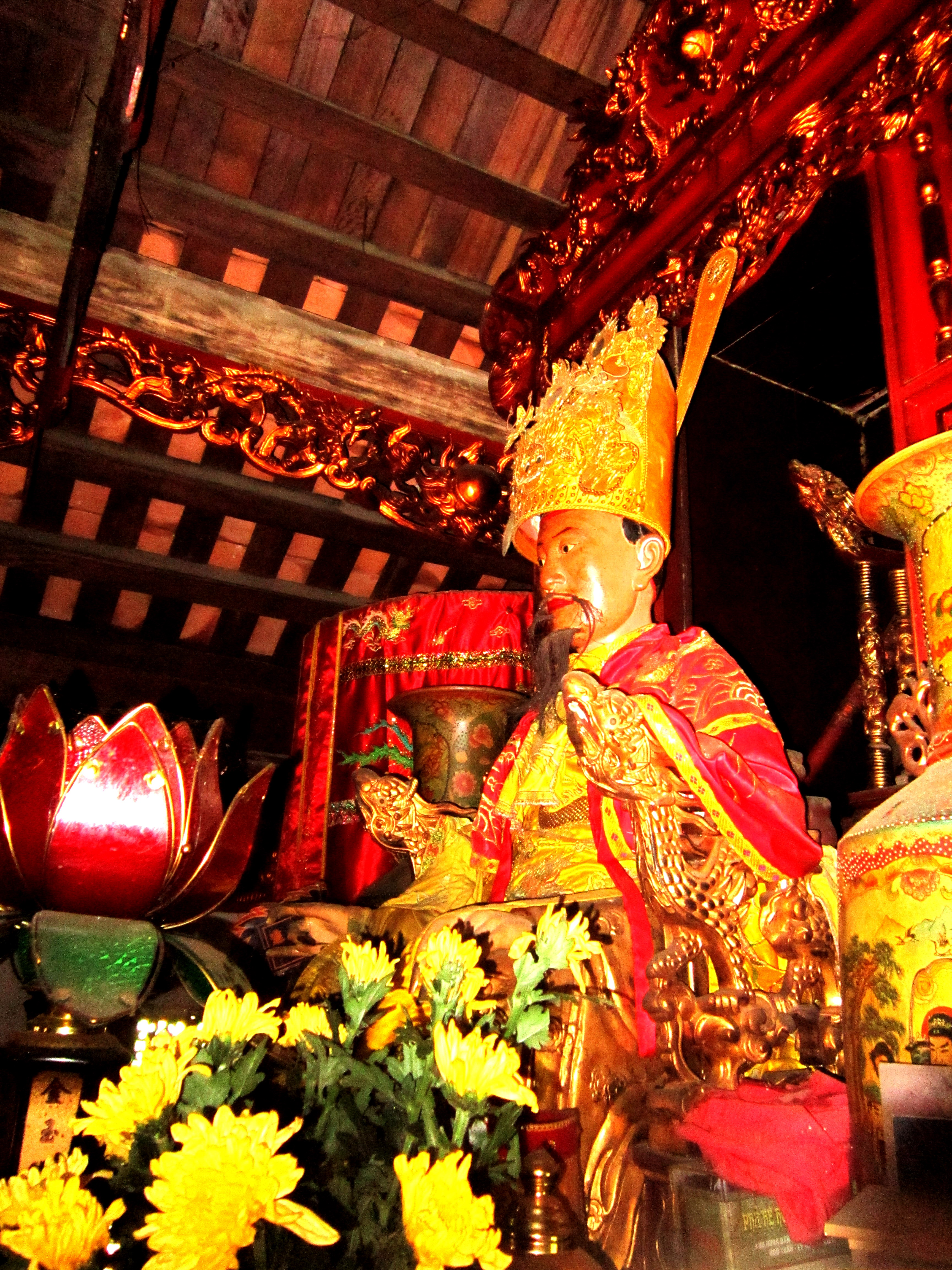
Ngô Quyên, fondateur de la dynastie des Ngo.
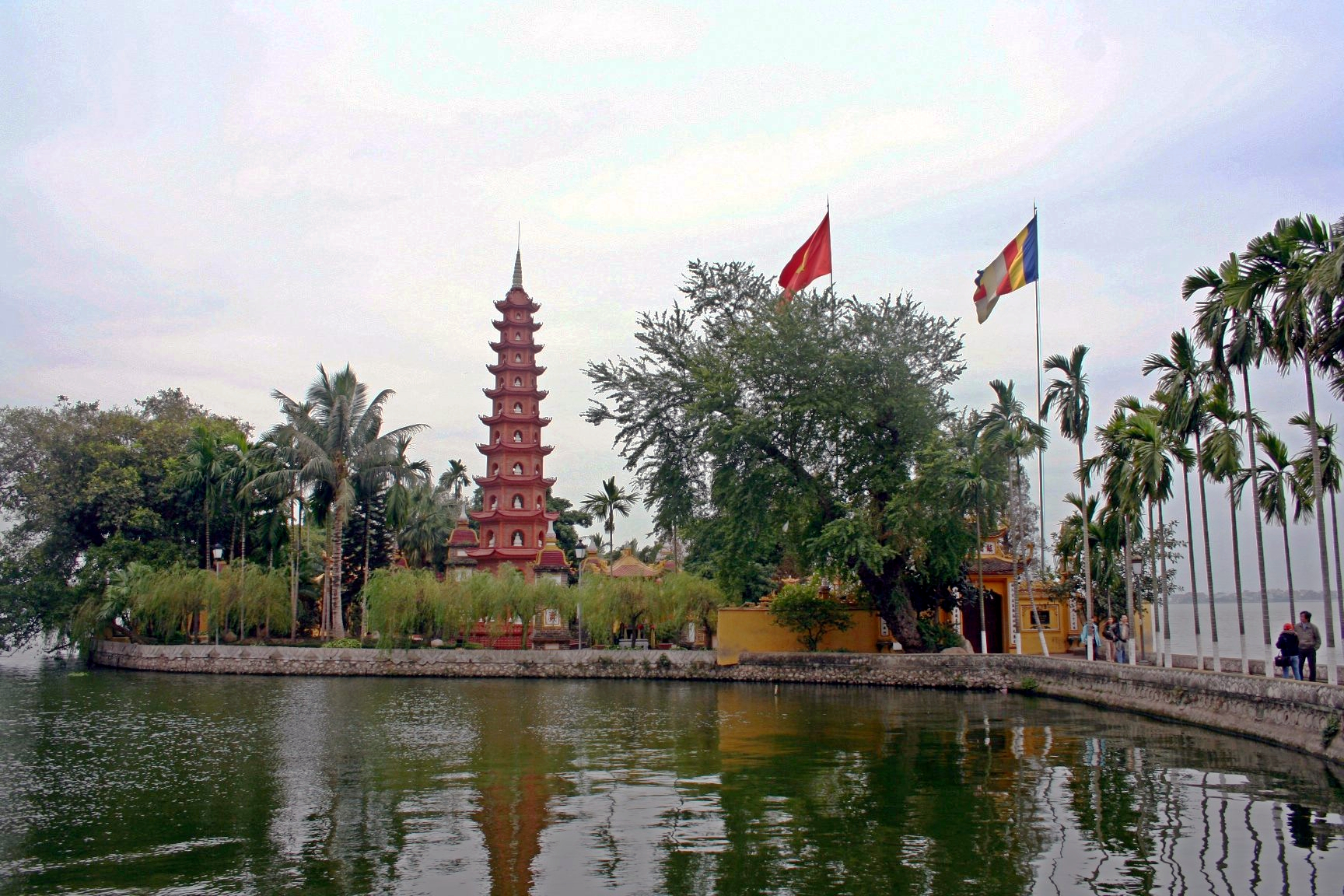
La Pagode Trấn Quốc, la plus ancienne de la ville.
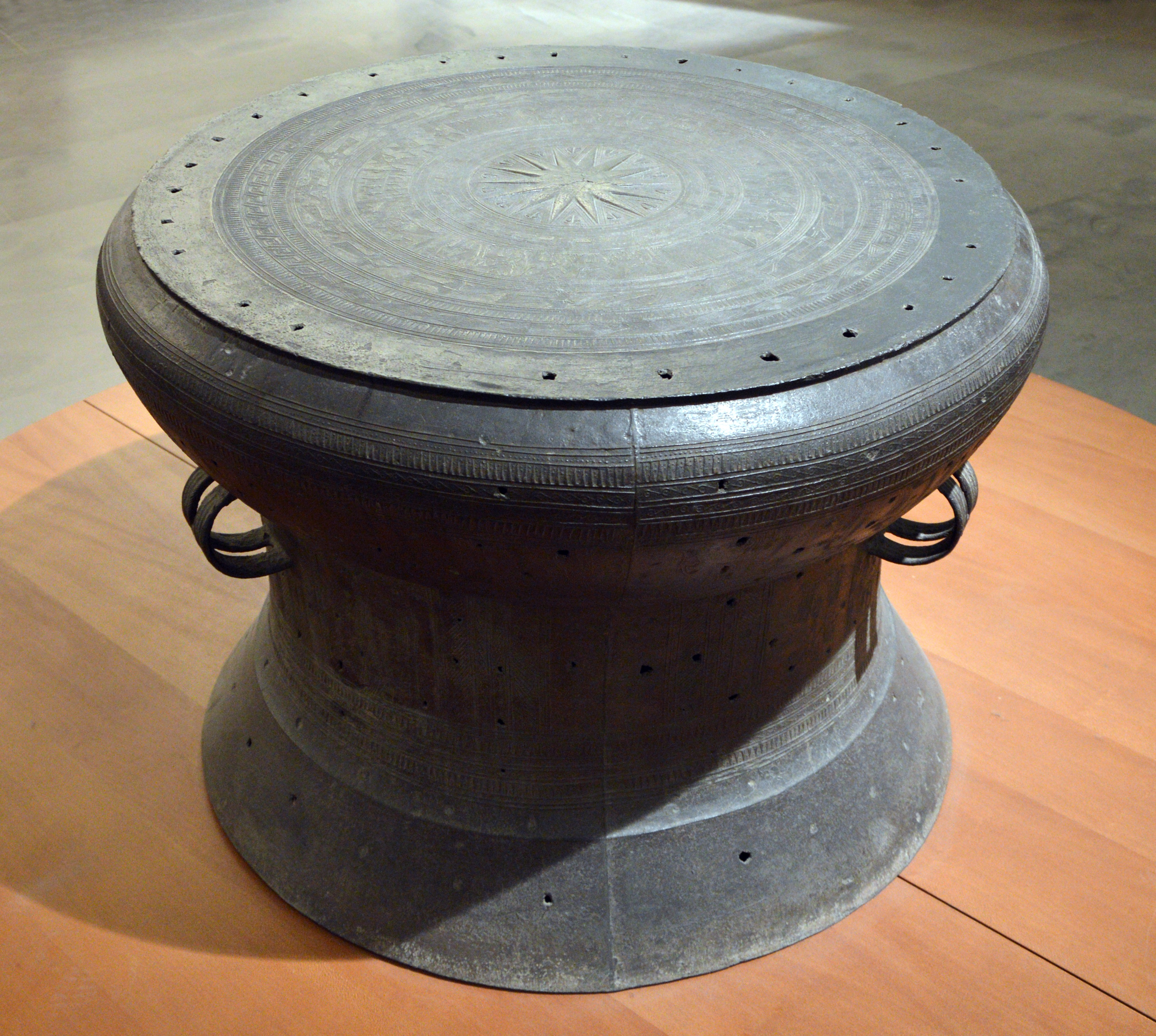
Tambour typique de la culture Đông Sơn.
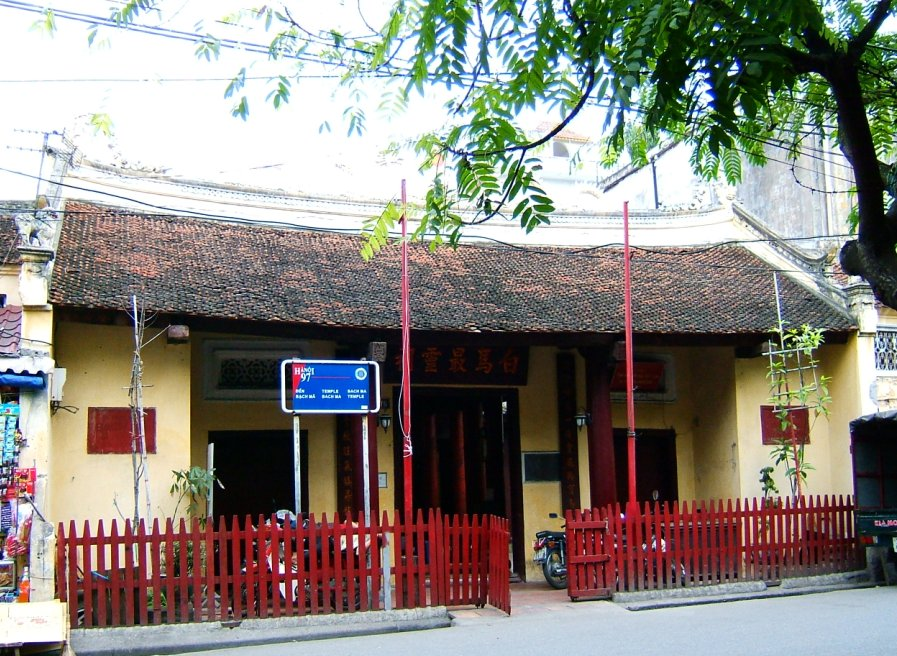
Temple Bạch Mã, où sont honorés le tertre Nung et la rivière Tô Lịch.

### Thang Long, la cité du dragon qui s'élève
C'est en 1010 que débute la véritable histoire millénaire de Hanoï, sous l'impulsion du roi Ly Thai To. Après l'approbation de la cour, le nouvel empereur décida de transférer l'ancienne capitale impériale située à Hoa Lư, dans la province de Ninh Bình à Hanoï. Selon la légende, à son arrivée à la citadelle, le roi aurait vu un dragon prenant son envol. C'est ainsi que la citadelle de Đại La fut renommée "Thăng Long" « la cité du dragon qui s'élève ». Ly Thai To décide de faire de Hanoï, une simple place forte militaire au centre politique, socio-économique et culturel principal de la jeune nation vietnamienne indépendante. C'est à cette époque que le lac de l'Ouest prend son nom, car il se situe à l'ouest de la citadelle. Des nouvelles enceintes flanquées de portes apparurent, ainsi que de nombreux bâtiments et palais au sein de la citadelle. Mais le climat tropical faisant mauvais ménage avec le bâti en bois, il ne reste rien de la capitale impériale des Ly. Jusqu'au XVIIe siècle, Hanoï était recouverte d'habitations basses et précaires faites d'herbe à paillotes, de bois et de bambou, comme à la campagne. Ces matériaux sont à l'origine de différents incendies qui ravagent la cité civile et dont celui de printemps 1278 fut particulièrement sinistre. Pour développer l'économie, on ouvre des manufactures impériales, spécialisées dans la soie, les objets en céramique ou encore les meubles.
En 1054, le royaume avait pris le nom de "Đại Việt" « Grand Viet ». Pour consolider l'indépendance du royaume, l'empereur fit construire en 1070, un monument dédié à Confucius. Appelé initialement "Sanctuaire du Prince propagateur des Lettres", il est aujourd'hui connu sous le nom de temple de la Littérature. C'est dans ce sanctuaire qu'en 1075, eut lieu le premier concours qui permit de sélectionner les maîtres du collège des Fils de la Nation (Quốc Tử Giám), une école réservée aux enfants de la famille impériale et de l'aristocratie. Durant le règne des Ly, la ville et le pays se couvrent de pagodes. À Hanoï, la pagode au pilier unique date de cette époque, elle est un témoignage éminent de l'influence bouddhiste sur la dynastie des Ly. Autre monument de cette époque, le temple Quán Thánh, de confession taoïste est situé au début de la route Cổ Ngự (l'actuelle avenue Thanh Niên).

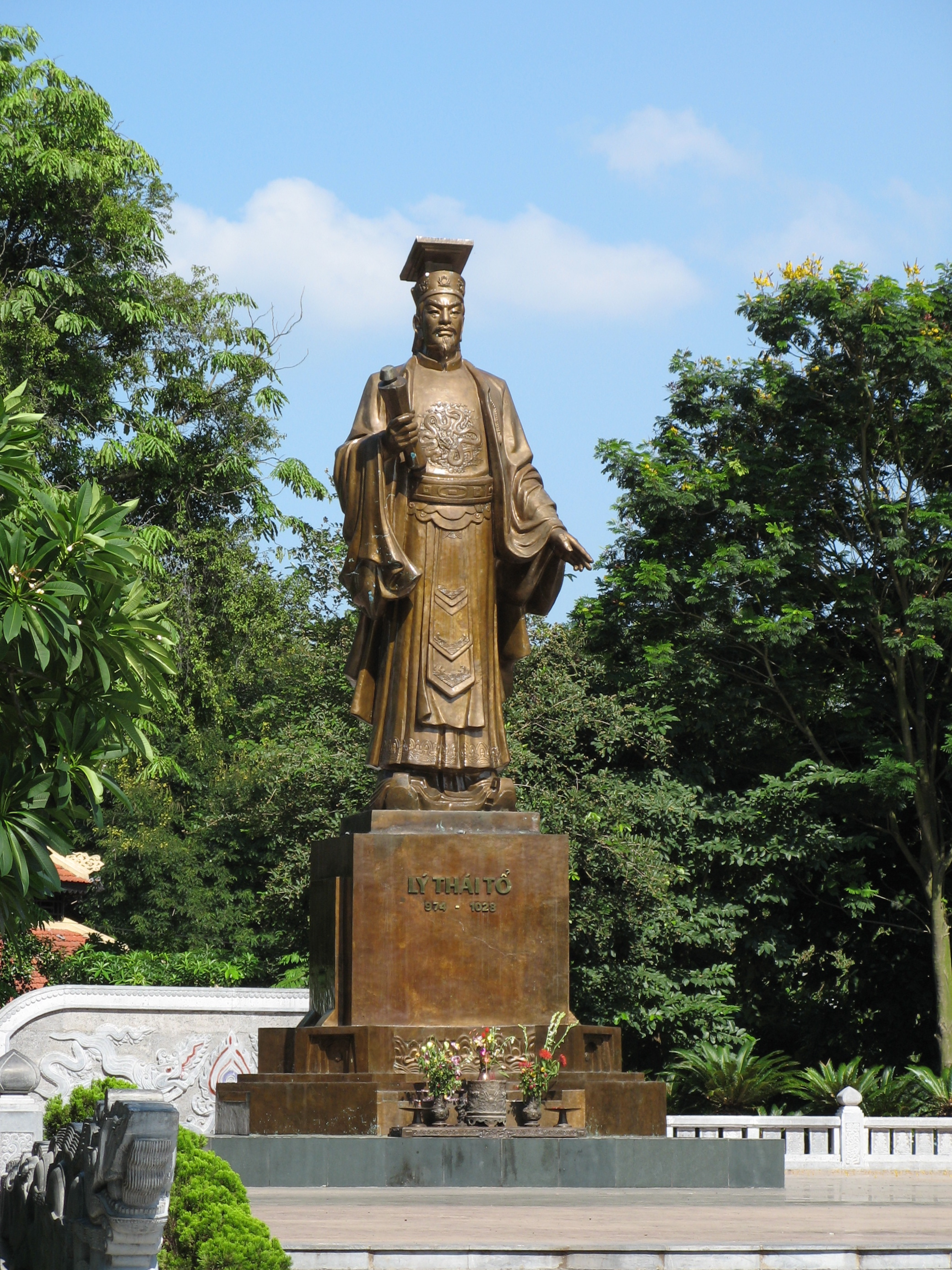
Statue et square de roi Lý Thái Tổ à Hanoï.
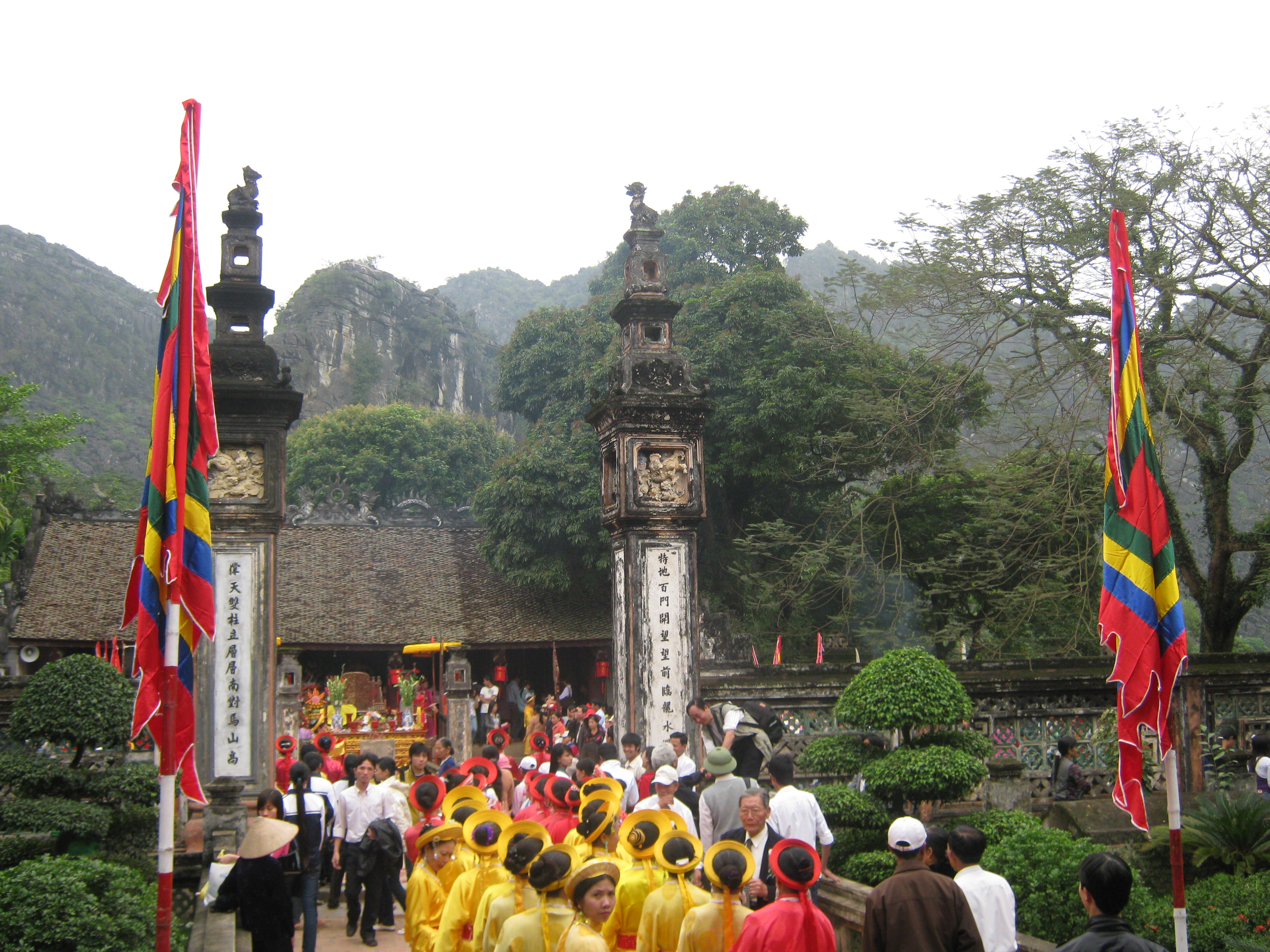
Hoa Lu, l'ancienne capitale
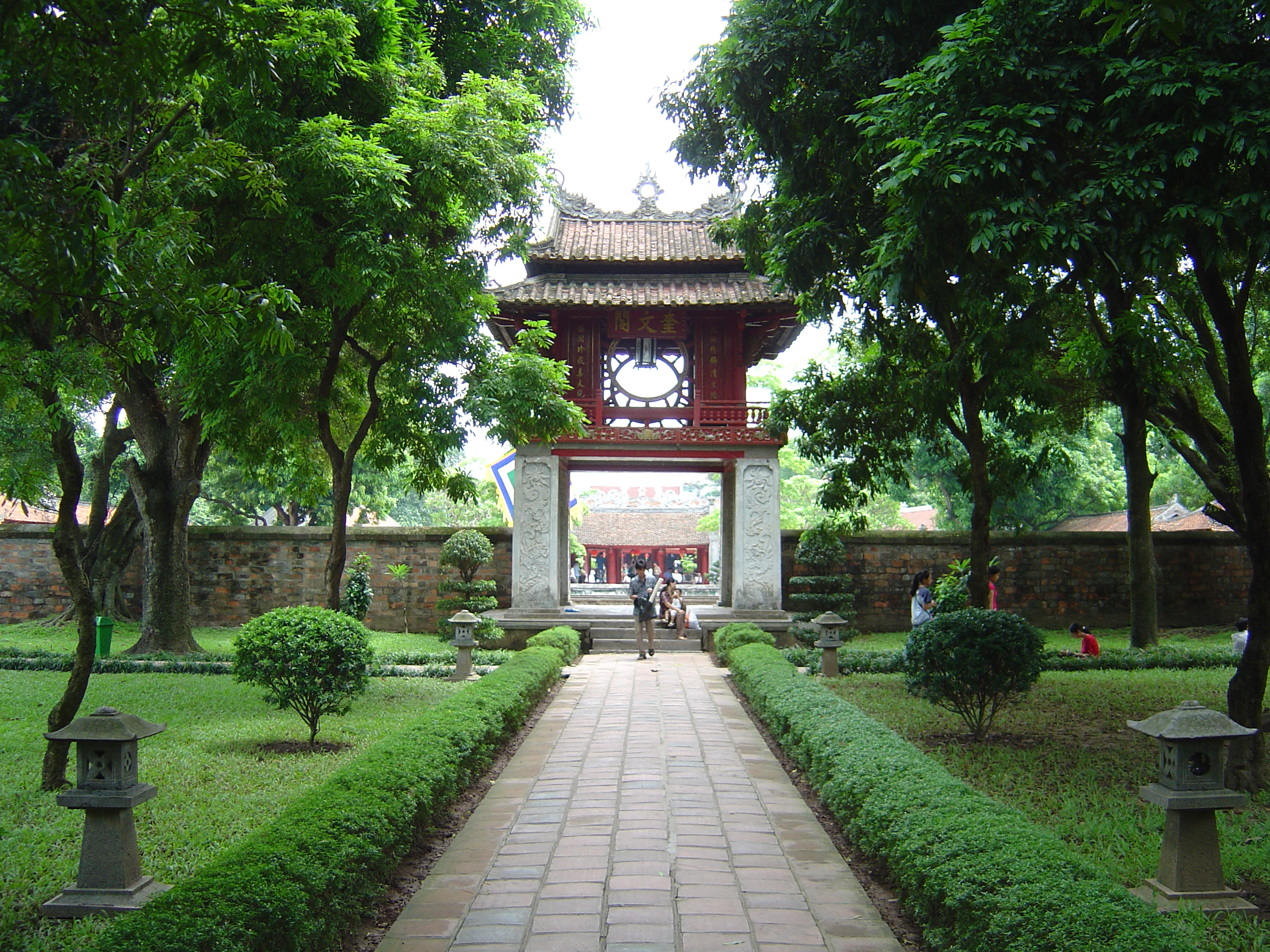
Le temple de la Littérature, l'un des plus anciens monuments de Hanoï.
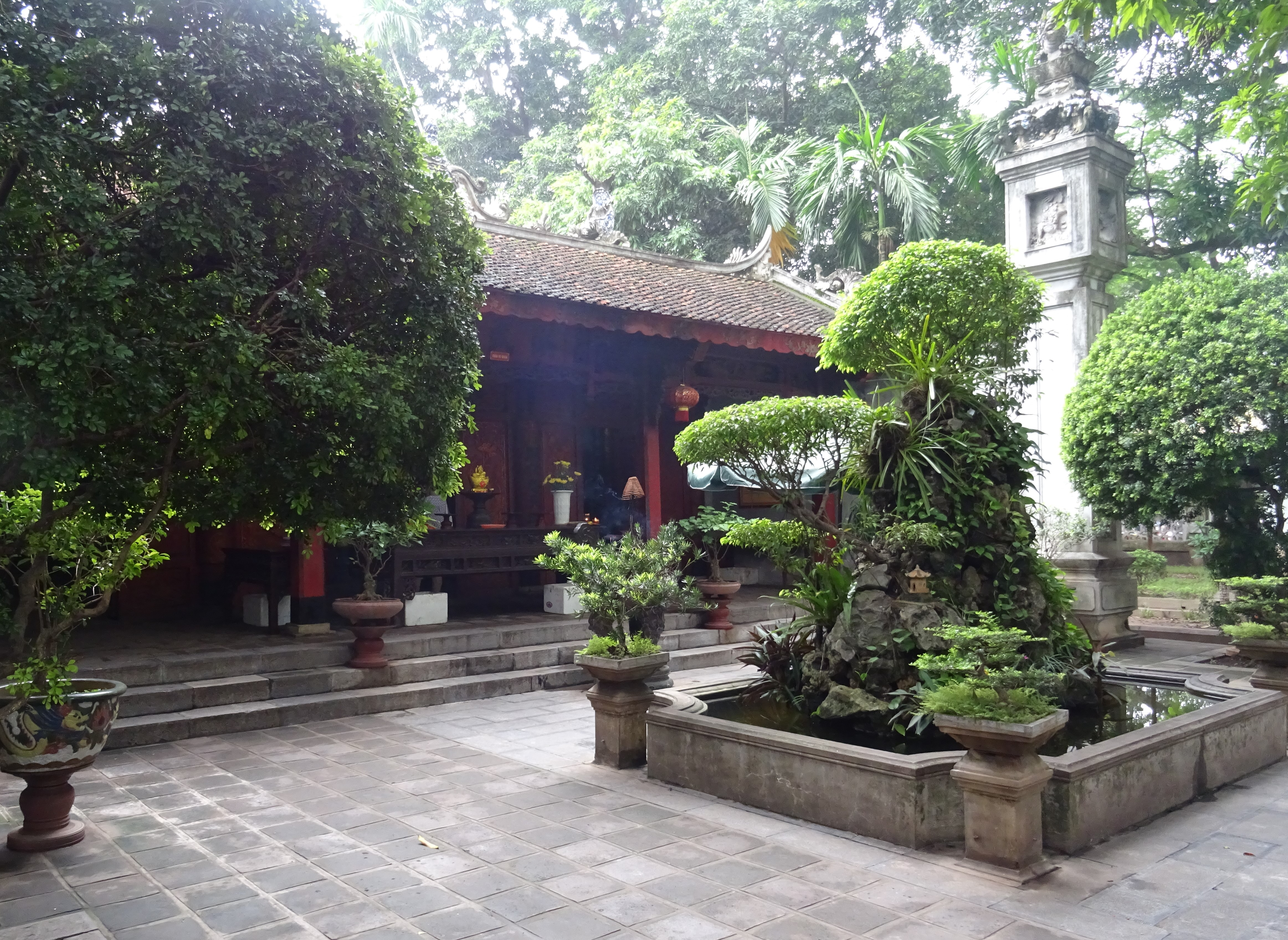
Le temple Quán Thánh

### Thang Long durant la dynastie des Tran (1224-1400)
La dynastie Tran (1225-1400) se révéla solide et permit à Hanoï de s'agrandir et de rayonner. On ouvre une école d'arts martiaux en 1253, à Giảng Võ et le temple de la Littérature devient un centre d'études de la philosophie confucianiste. Cependant, les constructions sont moins nombreuses sous les Tran que sous les Ly. L'octroi d'apanages permit à la ville d'étendre son influence. Les seigneurs et leurs suites multipliaient les allées et venues entre la capitale et les campagnes, permettant de faire circuler les savoirs techniques.
À la suite des terribles inondations de 1236-1237, le fleuve Rouge fut endigué jusqu'à la mer. Mais l'œuvre la plus grande des Tran, fut la mise en place d'une bureaucratie efficace, avec la création d'un conseil impérial, d'un bureau des contrôles, à l'instauration de préfets, avec le soutien des dignitaires et des lettrés, dont les plus connus furent Mạc Đĩnh Chi et Chu Văn An.
C'est à cette époque que Hanoï devient une véritable cité marchande, grandement favorisée par la présence de la cour impériale. Fonctionnant avec les villages artisanaux de sa périphérie, chaque village et corps de métiers avaient un pignon sur rue dans la cité marchande, formant de véritables corporations. C'est de là que le quartier des 36 rues et des corporations trouve son origine. La batellerie autour du fleuve Rouge, mais aussi la céramique, les éventails ou l'impression sur bois connurent un essor considérable durant cette période.

En revanche, sous la dynastie Tran, Hanoï ne connut que trente-deux années de paix. Face aux menaces chinoises, mongoles et cham, la ville fut pillée, incendiée et détruite à plusieurs reprises. En 1288 notamment, lorsque la capitale fut prise par les Mongols, puis aussitôt reconquise par le général Trần Hưng Đạo. Le mandarin Ho Quy Ly qui déposa le dernier empereur Tran, démonta de nombreuses structures pour les installer dans sa nouvelle capitale. 

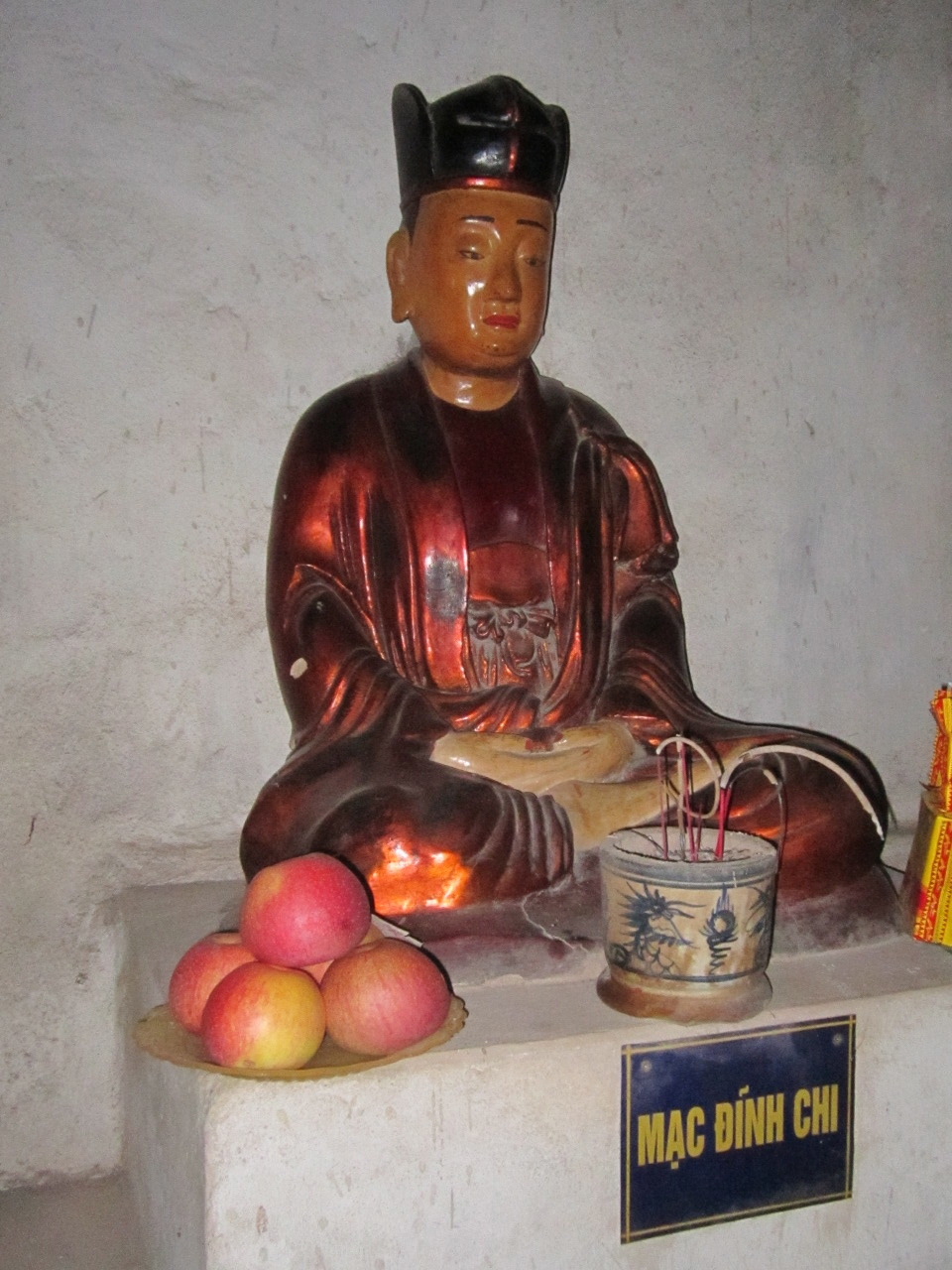
Une statue de Mạc Đĩnh Chi, mandarin de haut rang durant la dynastie des Tran.
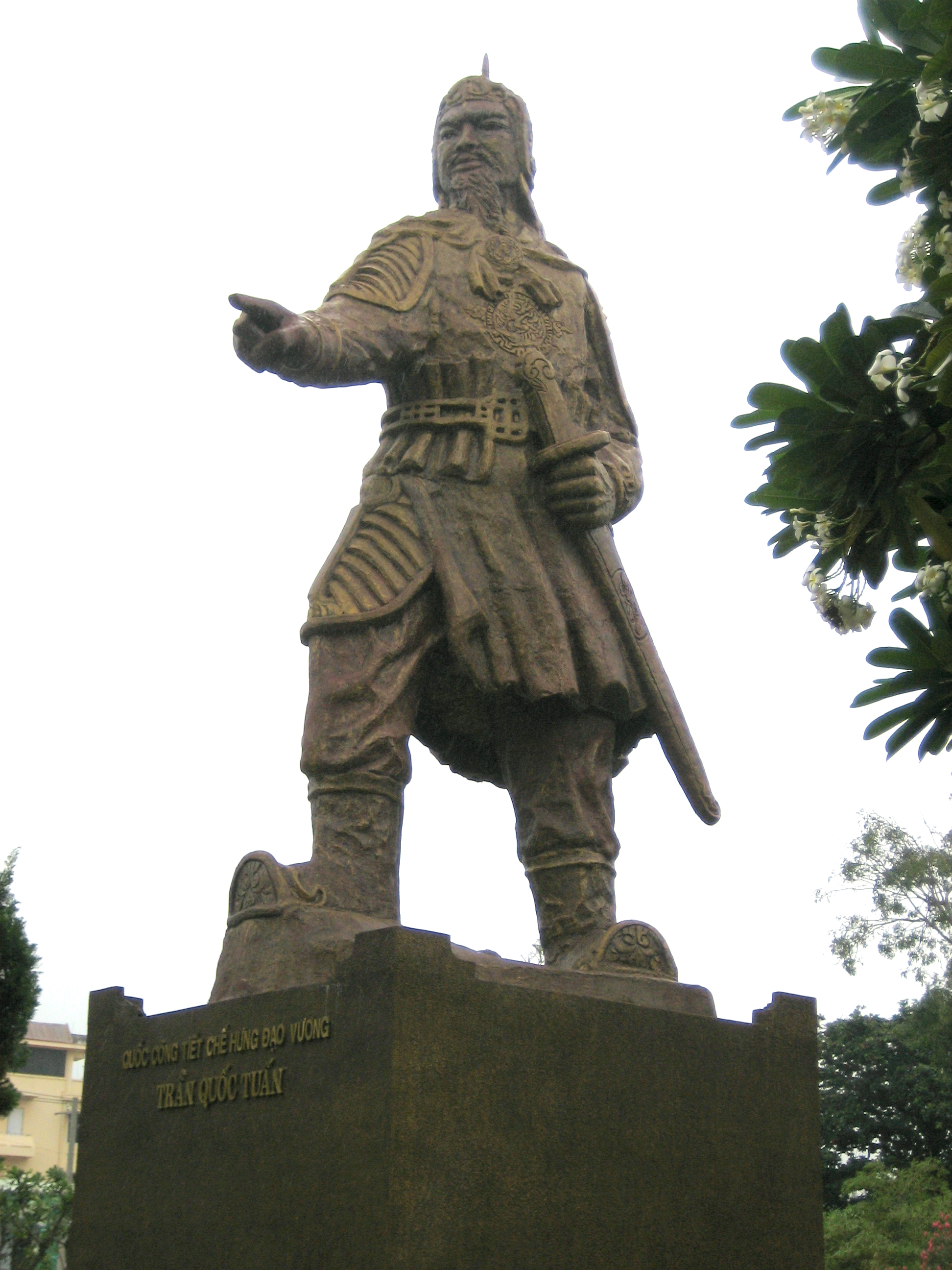
Une statue de Trần Hưng Đạo, général vietnamien.

### Thang Long sous les dynasties des Hồ, Lê, Mac et seigneurs Trịnh (1428-1788)
En 1397, Ho Quy Ly changea le nom de la capitale en "Đông Đô" « la capitale de l'Est » et édifia une autre dans la province de Thanh Hoa (à 150 km au sud de Hanoï) appelée "Tây Đô" « la capitale de l'Ouest ». Les vestiges de cette seconde capitale sont aujourd'hui classés au patrimoine mondial de l'UNESCO.
En 1400, Ho Quy Ly prit définitivement le pouvoir pour régner en tant qu’empereur pendant sept années, avant d’être détrôné et exilé en Chine avec son fils par la dynastie chinoise des Ming. Sous le règle de la dynastie Hô, le royaume du Dai Viet et Hanoï se retrouvent de nouveau vassal de son voisin chinois.
En 1418, après six ans de lutte, les troupes de Lam Son réussirent à libérer le Dai Viet. Le Loi se proclama roi en 1428 et implanta longuement la dynastie des Lê (1428-1788). Il s’installa de nouveau à Hanoï, qui prit le nom de "Đông Kinh" « la capitale Kinh de l'Est » en 1430. Ce roi est à l'origine de la légende de l'épée restituée du lac Hoàn Kiếm : un pêcheur avait tiré de ses filets, une épée et décida de rejoindre les troupes du roi Le Loi, afin de repousser l'envahisseur Ming, en laissant cette épée chez lui. Lors d'une halte chez ce pêcheur, le roi Le Loi remarqua cette épée, qui décupla la combativité des soldats et parvinrent à repousser l'ennemi. Devenu empereur, Le Loi qui prit le nom de Lê Thái Tổ, se promena à nouveau au bord du lac des eaux vertes (ancien nom du lac Hoan Kiem), lorsque la paix est revenue. C’est alors qu’une tortue apparut et demanda au roi de redonner l’épée sacrée à Lạc Long Quân, l’empereur du Royaume des eaux : « Sire, la grande cause a été réalisée… Veuillez rendre l’épée sacrée au seigneur des rois… ». L'empereur accepta. C’est ce geste symbolique qui a donné son nom au lac des eaux vertes, devenu le lac de l’épée restituée.
Le XVe siècle est l'âge d'or de Hanoï. Đông Kinh devient la capitale d'un royaume agrandi, dirigé par une puissante cohorte de lettrés (la monarchie confucéenne) et surtout par l'emprise de la dynastie des Lê. C'est à cette époque qu'est dessinée la première carte de la ville. Elle montre une ville cernée par deux enceintes extérieures, des palais ainsi que des aménagements pour les loisirs, comme l'érection de la digue Cố Ngự, l'actuelle route de la jeunesse, qui sépara le lac de l'Ouest à celui de Truc Bach. Ce quartier deviendra un lieu où beuveries, jeux d'argent et courses de bateaux animèrent toute une ville.
Le Dai Viet sous la dynastie du roi Lê Thanh Tong (1460-1497) illustre l’apogée de ce pays féodal indépendant. Cependant les dissensions au sein du régime des Lê dès le début du XVIe siècle, ainsi qu'une succession de conjurations, d'alliances temporaires et de compromis boiteux, affaiblissent l'empire.
La ville qui avait perdu de son éclat, passe sous la main de la dynastie des Mạc (1527-1592) qui ursurpe le trône de la dynastie des Lê, puis est mise sous tutelle des seigneurs Trinh qui restaurent la dynastie légitime. Cependant les Trinh mirent en place une véritable monarchie princière parallèle et firent construit un majestueux palais à l'Ouest du lac de l'Epée restituée, tournant le dos à la citadelle impériale des Lê.

À cette époque, la cité civile s'embellissait de résidences, de palais ou de pavillons sur l'eau, qui devinrent de motifs ornementaux classiques de la vaisselle et des vases en porcelaine. À l'image du temple de la Montagne de Jade situé sur un îlot du lac Hoàn Kiếm. Une grande enceinte est bâtie par le seigneur Trinh Doanh, englobant toute la ville et flanquée de huit portes, portée à seize en 1831. Libéré de leur tutelle, l'empereur Lê Chiêu Thống, détruisit le palais des seigneurs Trinh en 1786. Après cette date et jusqu'au début du XIXe siècle, Hanoï connaît un lent déclin.

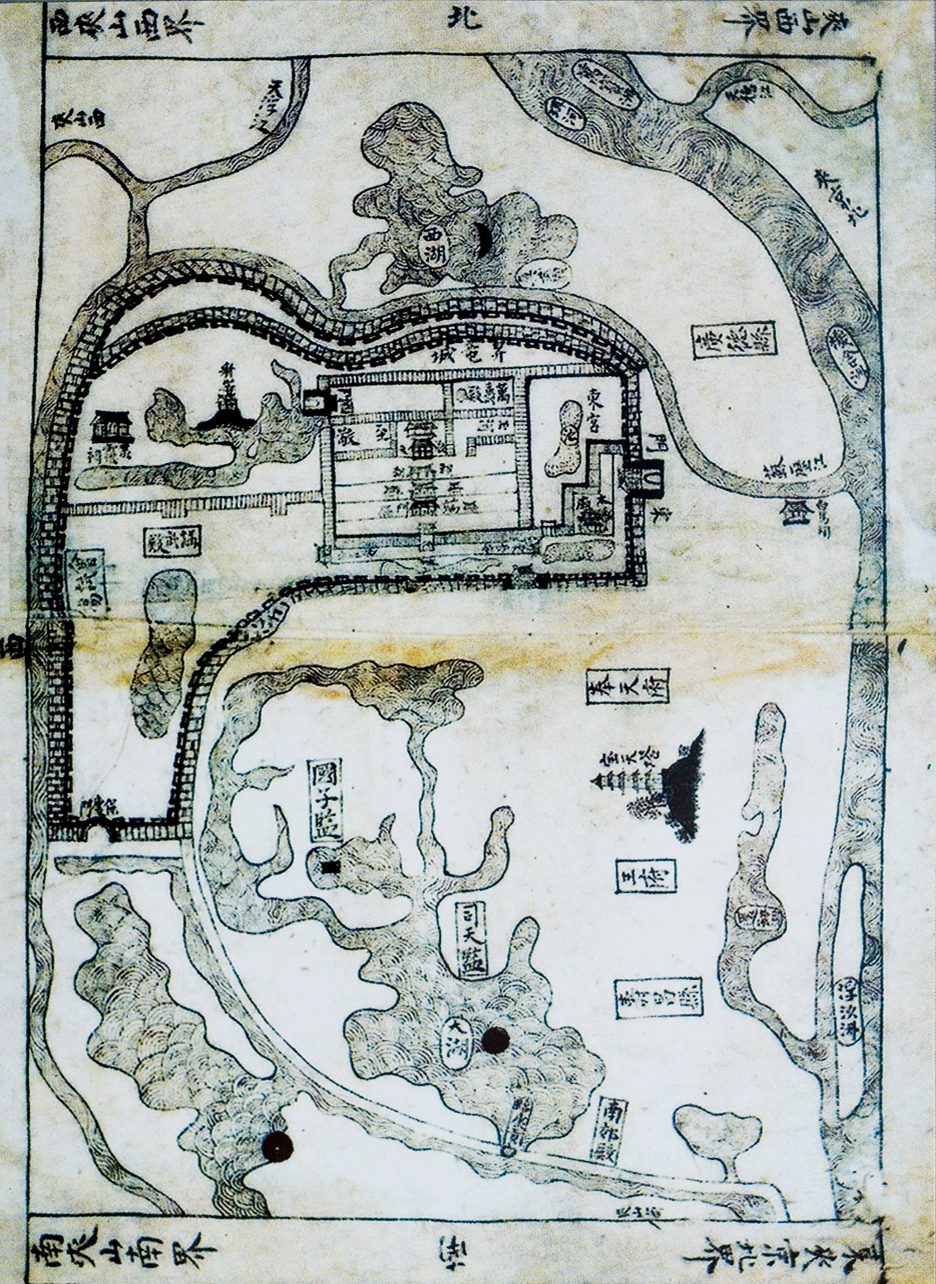
Plan de Thang Long d'après la Géographie de Hông Dức (1490)
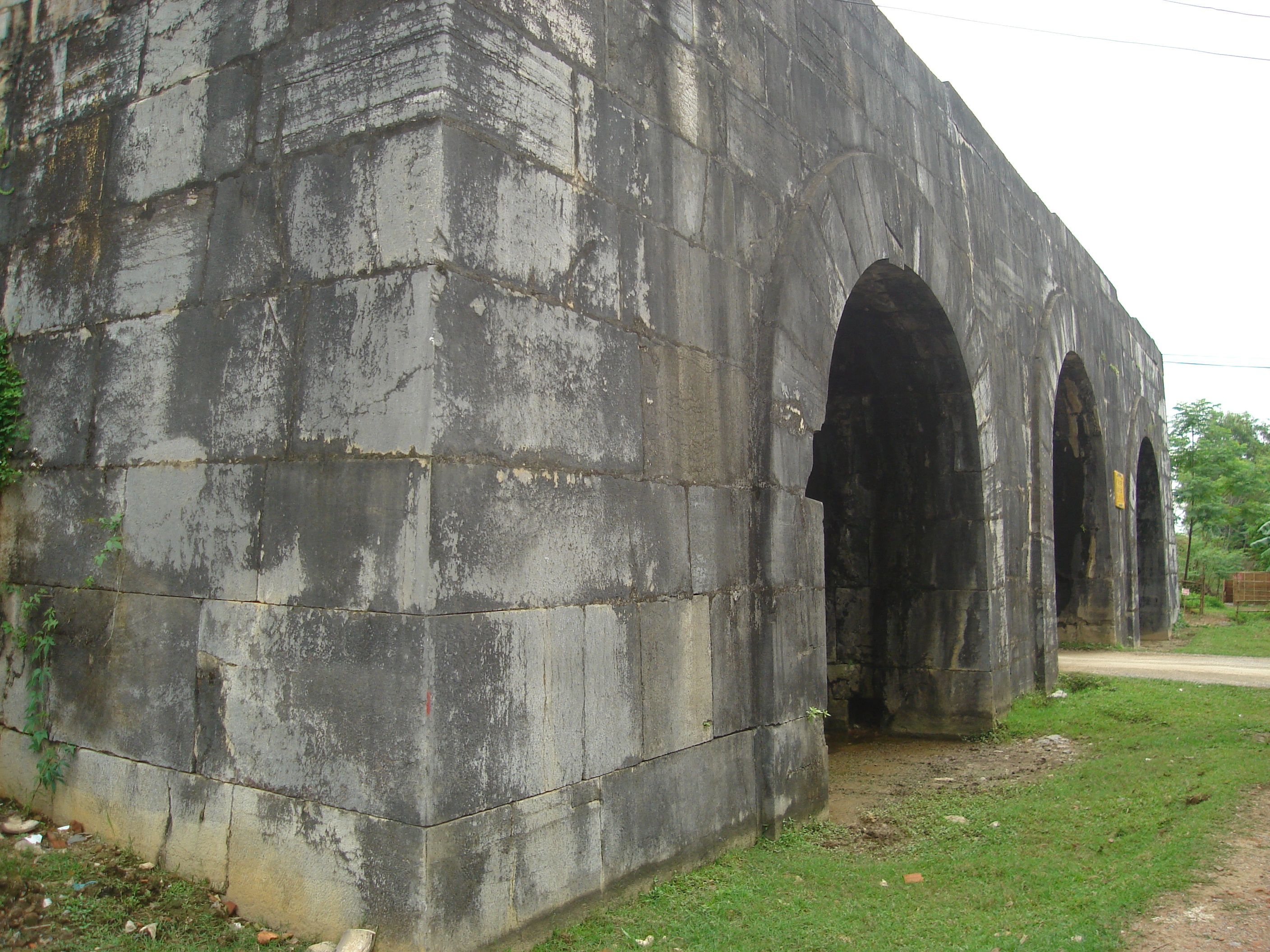
Les vestiges de la citadelle de la dynastie Hô, située à Tây Đô « la capitale de l'Ouest ».
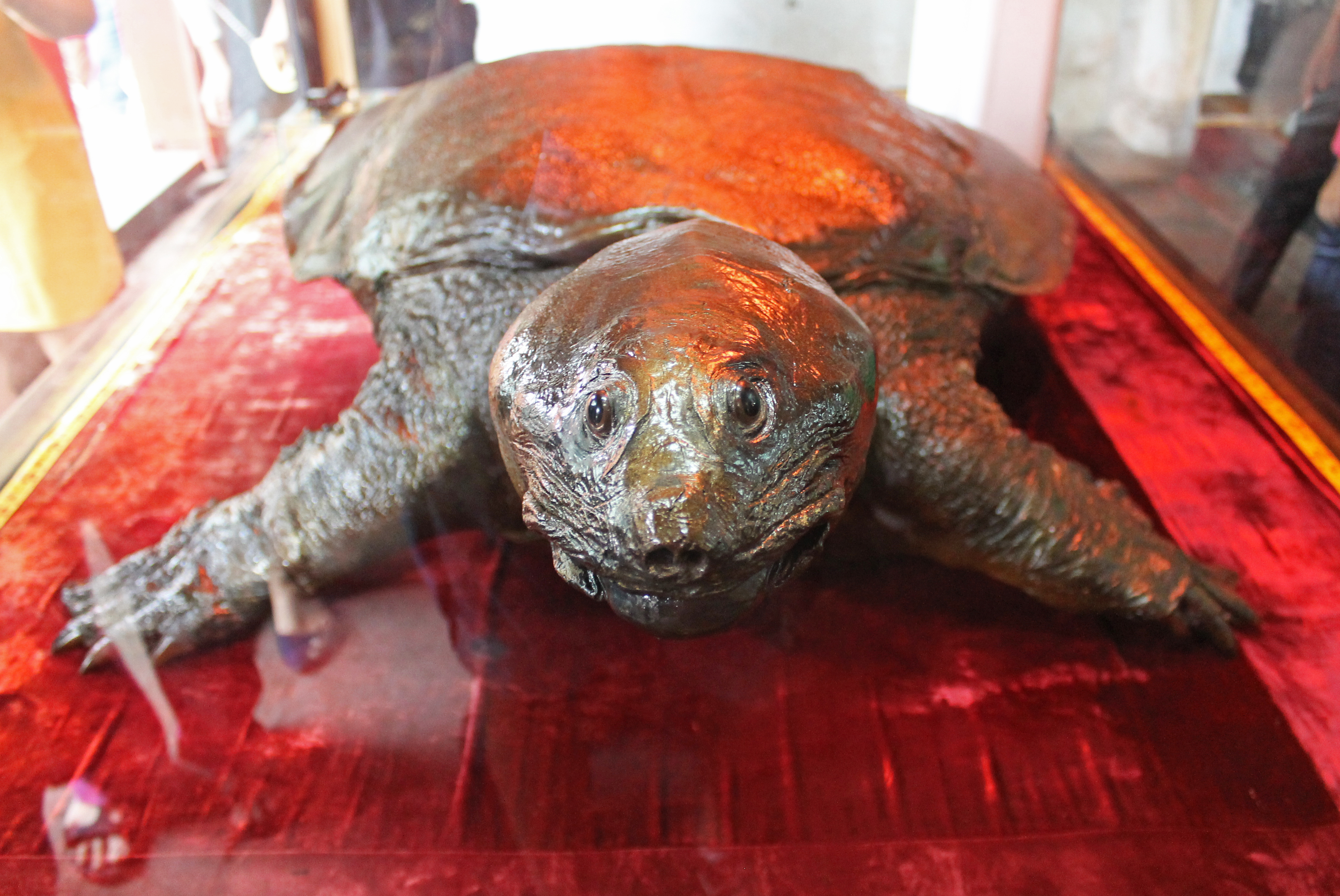
La tortue momifiée du temple Ngoc Son. Lointaine descendante de la légendaire tortue de l'épée restituée.
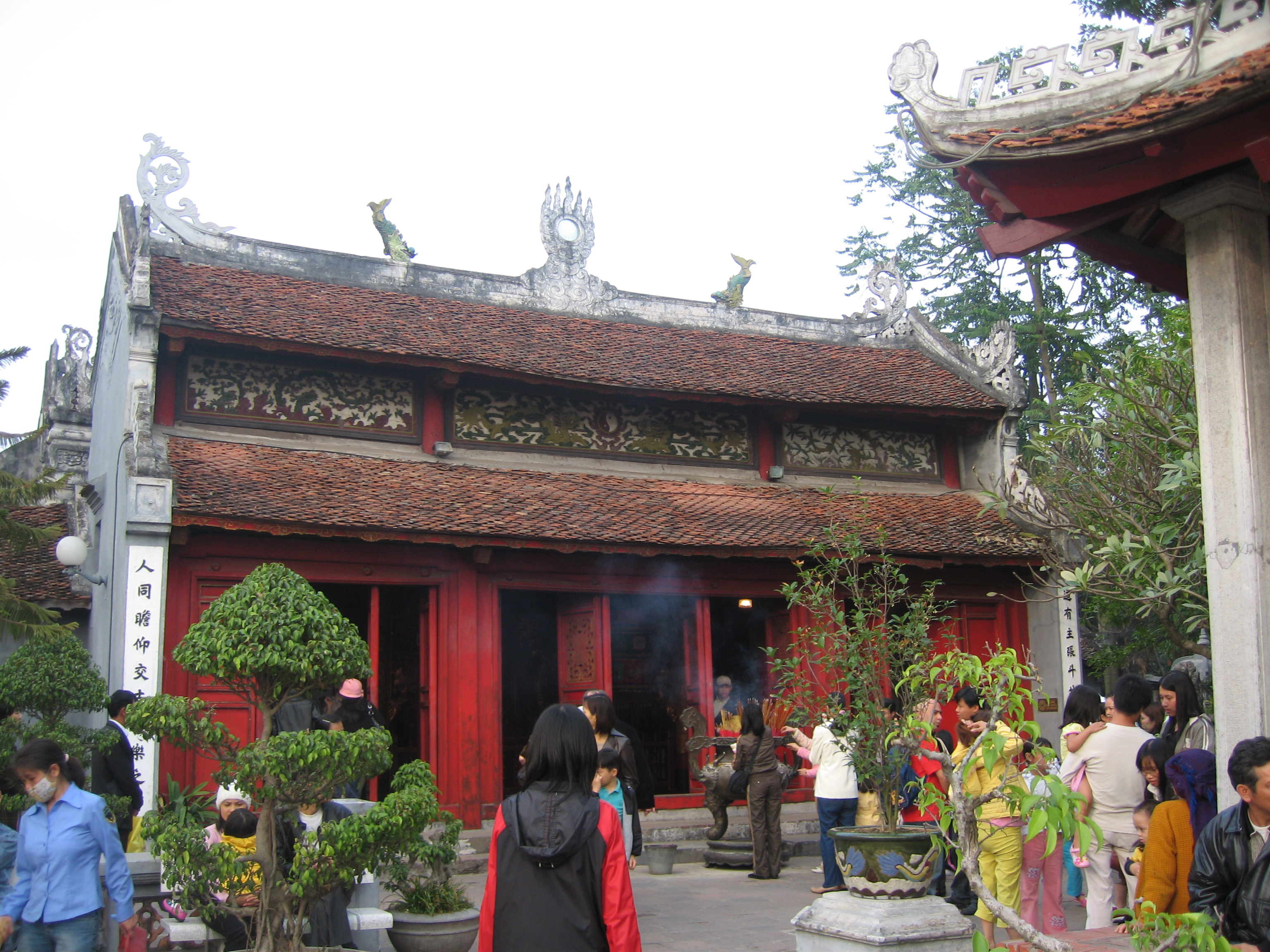
Le temple de la Montagne de Jade

### Thang Long sous le règne des Tay Son (1788-1802)
À partir de la fin du règne des Trinh et des Lê, poussées par le poids des impôts, de nombreuses révoltes paysannes menacent la capitale, qui tombe finalement aux mains des Chinois Qing. L'assaut final de la paysannerie viendra finalement du Sud-Vietnam, à Tây Sơn, située à plus de mille kilomètres de Thang Long. En 1771, trois frères, soulèvent les paysans et font tache d'huile à travers tout le Sud du pays. Après que son frère aîné décida de se proclamer souverain du Vietnam méridional, ce dernier laissa à son autre frère, Nguyễn Huệ, la conquête du reste du pays. De provinces en provinces, ce dernier atteint et réussit à s'emparer de Thang Long, prise aux mains de la dynastie chinoise des Qing, lors de la bataille victorieuse de Ngọc Hồi-Đống Đa.

Devenu empereur Quang Trung en décembre 1788, ce dernier s'établit à Phú Xuân, ancien nom de Hué. À la suite de cela, Thang Long fut rebaptisée « Bắc Thành » « La cité du Nord ». 

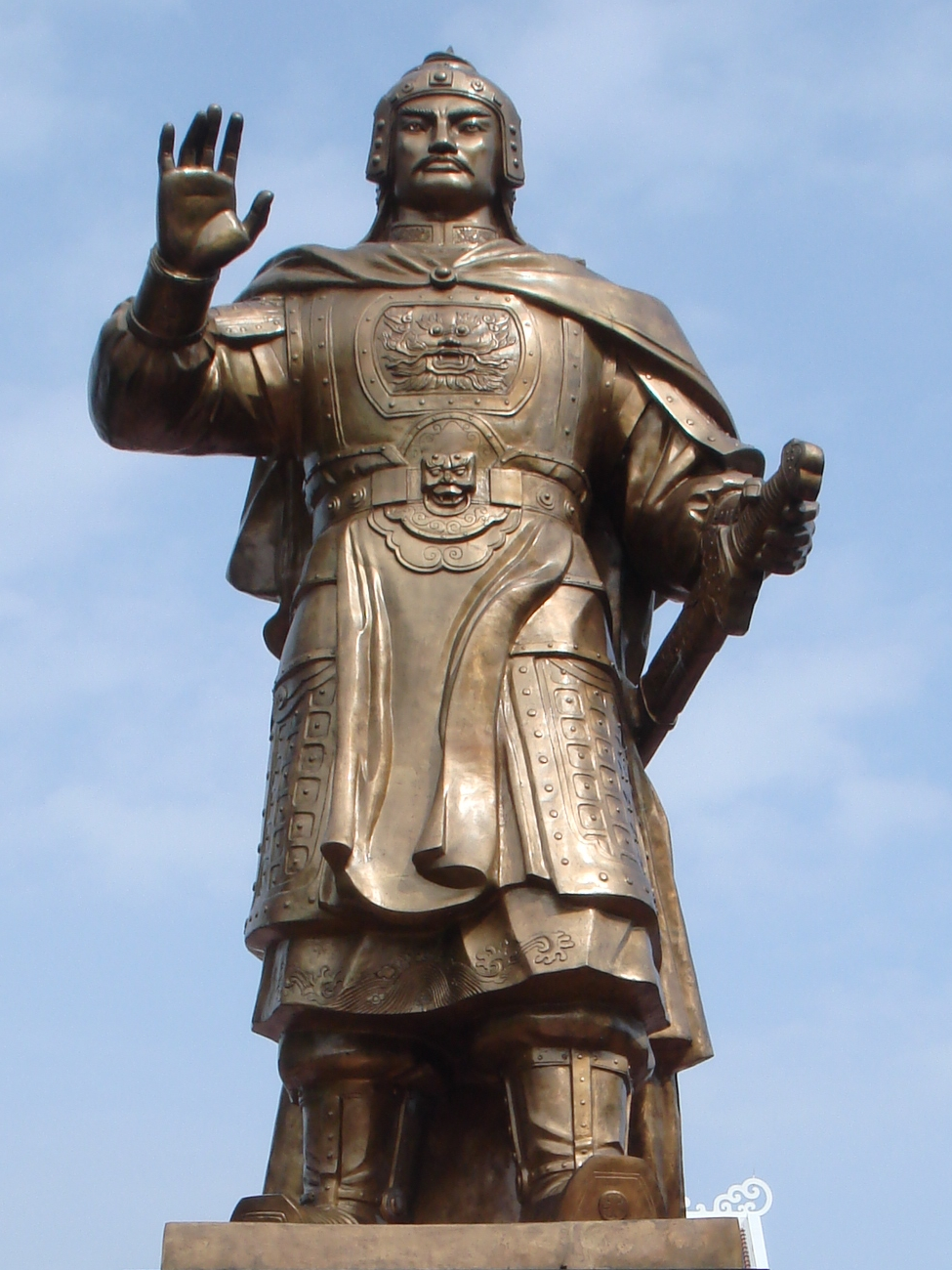
La statue de Nguyen Hue
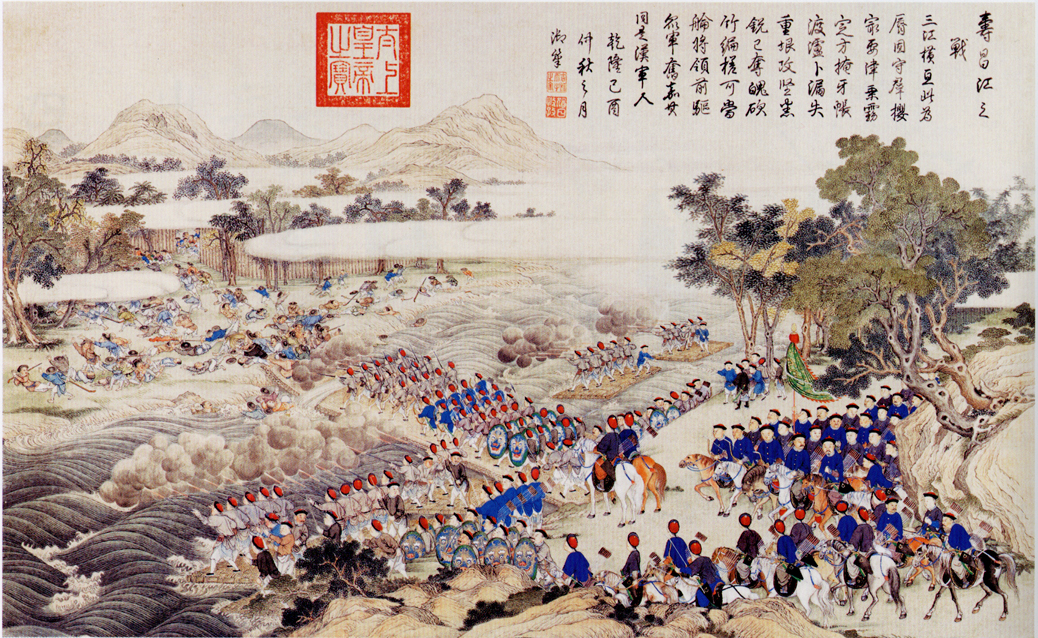
La bataille de Ngọc Hồi-Đống Đa

### Hanoï sous le règne de Gia Long (1802-1820)
Profitant de la mort du roi Quang Trung en 1792, le troisième des frères Tây Sơn, Nguyễn Phúc Ánh dirigea ses forces à partir du Sud pour occuper Hué en 1801 et Thang Long dès 1802, avant de se proclamer empereur sous le nom de Gia Long. Durant le règne de la dynastie des Nguyen, la ville de Hanoï se voit éclipsée par Hué, la nouvelle capitale impériale qui bénéficie d'une meilleure situation géographique pour contrôler un empire qui s'étendait sur 3000 km de long : Thang Long est nommé "chef-lieu" par le roi Minh Mạng en 1831. L'université nationale est déplacée à Hué et la ville est rebaptisée Hanoï. Un nom choisi en raison du tracé du cours d'eau, mais surtout par analogie avec le nom du chef-lieu d'une prestigieuse commanderie du temps des Han, située sur le fleuve Jaune.
L'empereur Gia Long remplace la cité impériale de Hanoï en une citadelle avec de nombreuses portes, douves et bastions. Des plans dessinés par des officiers français au service de l'empereur et empruntant aux modèles des citadelles de Vauban. La ville tombe dans une certaine décrépitude, à la suite des départs de la cour et des hauts dignitaires pour Hué.

Deux monuments datent de cette époque : la pagode de la Gratitude (Chùa Báo Ân) détruite par les Français pour édifier le bureau des postes et télécommunications, ainsi que le temple de la Montagne de Jade qui subsiste encore aujourd'hui. 

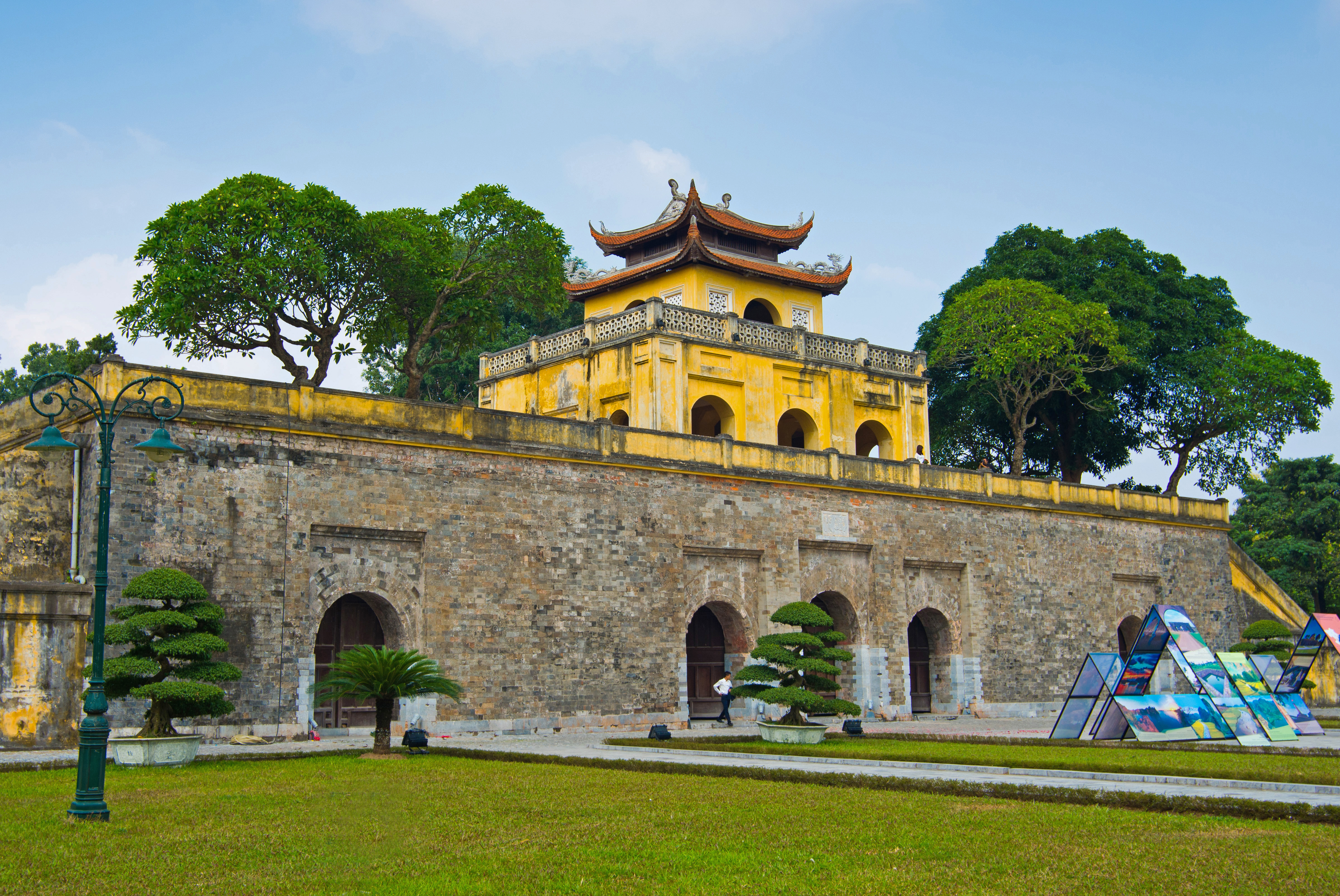
La grande porte de la cité impériale de Thang Long de Hanoï
L'étendard impérial des Nguyễn
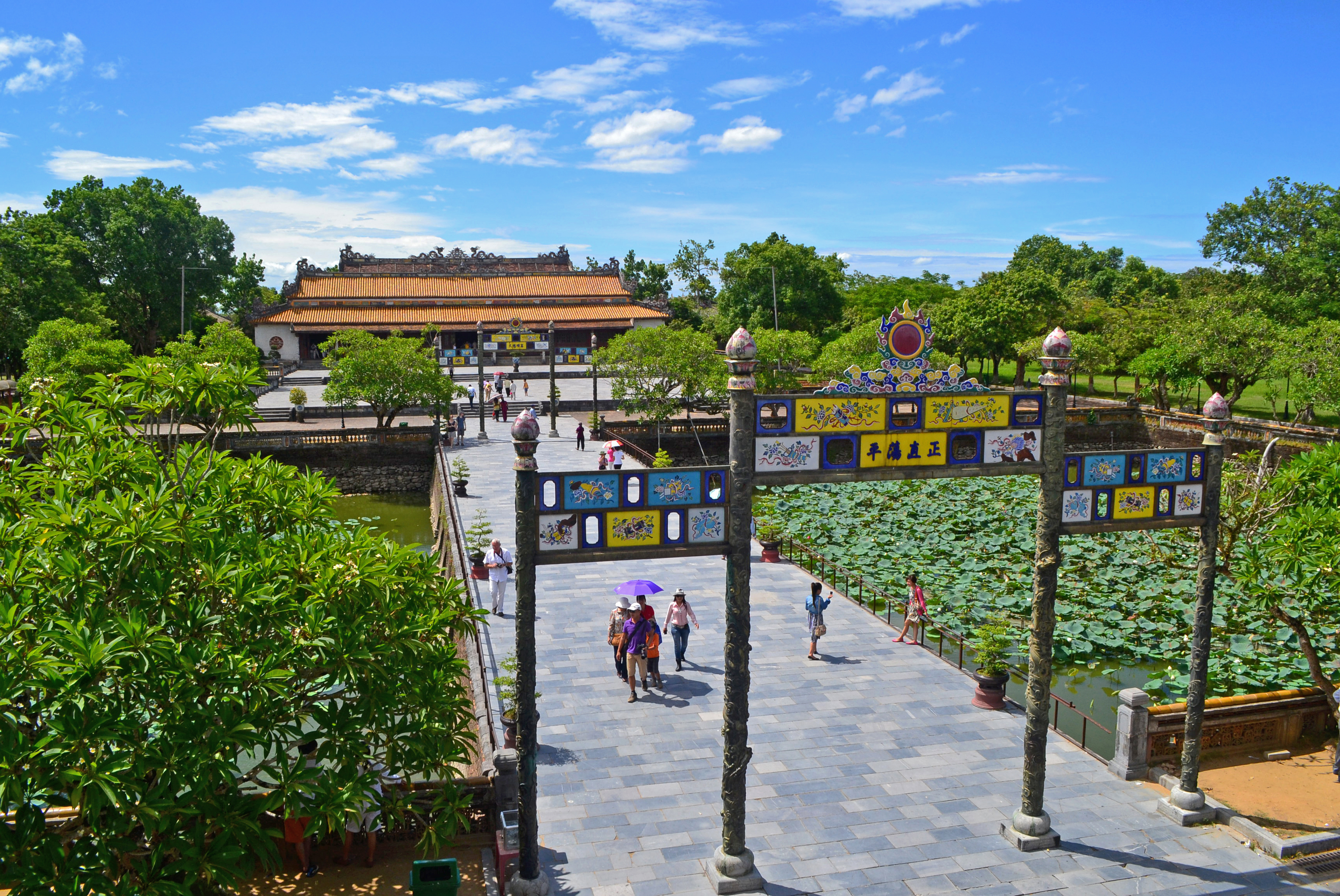
Hué éclipse Hanoï en devenant la capitale impériale sous la dynastie des Nguyen.
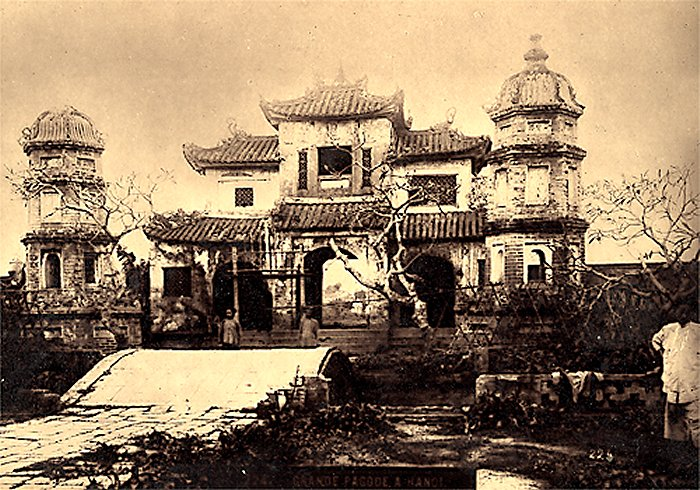
L'ancienne pagode Báo Ân détruite sous la colonisation française.

### Hanoï sous la dynastie des Nguyen et de la domination française (1875-1945)
Après la prise de Saïgon en février 1859, Hanoï et son fleuve Rouge étaient en ligne de mire du projet colonial. En effet, les congrès de géographie et les chambres de commerce des villes industrielles en France, multiplient les résolutions en faveur de l'annexion du Tonkin et de la région de Hanoï, présentés comme une source de nouveaux débouchés et comme la clé pour pénétrer le marché chinois. Les partisans d'une conquête du Tonkin émergent dans la scène politique française, comme Jean Dupuis et surtout Jules Ferry.
Francis Garnier (qui francisa "Động Kinh" en « Tonkin ») prend la citadelle de Hanoï en 1873, défendue par le général Nguyen Tri Phuong. Mais Garnier meurt dans une échauffourée tendue par les Pavillons noirs, le 21 décembre 1873 au pont du Papier (Cầu Giấy). Après cet événement retentissant, la colonisation marqua une pause dans le Tonkin. Ce groupe de soldats irréguliers chinois qui sévissaient en Indochine, principalement contre les Français, avaient une rue à leur nom dans le quartier des 36 rues. Ces derniers sont défaits par les Français lors de la prise de Sontay en décembre 1883, à quarante kilomètres au Nord-Ouest de Hanoï.
En 1875, l'empire d'Annam accorde un terrain où s'établit la première concession française, avec des logements, un consulat et des bâtiments militaires.

Après l'arrivée au pouvoir d'une série d'hommes politiques favorables au projet colonial (Léon Gambetta, Jules Ferry, Félix Faure, etc.). Un premier budget pour une conquête du Tonkin est voté dès 1881, sous le premier cabinet Ferry. En mars 1882, le cabinet Freycinet envoie à Hanoï, le commandant Henri Rivière, avec pour mission de faire appliquer le traité de 1875. La citadelle de Hanoï tombe une seconde fois en moins de dix ans, aux mains des Français, malgré l'héroisme de Hoang Dieu. À la suite de cela, un traité de paix est signé par la dynastie des Nguyen en 1883 puis en 1884, qui établit pour une durée de soixante ans, les fondements juridiques de la présence française dans le Tonkin. Par une ordonnance royale du 3 octobre 1888, Hanoï est cédée en toute propriété à la France. 

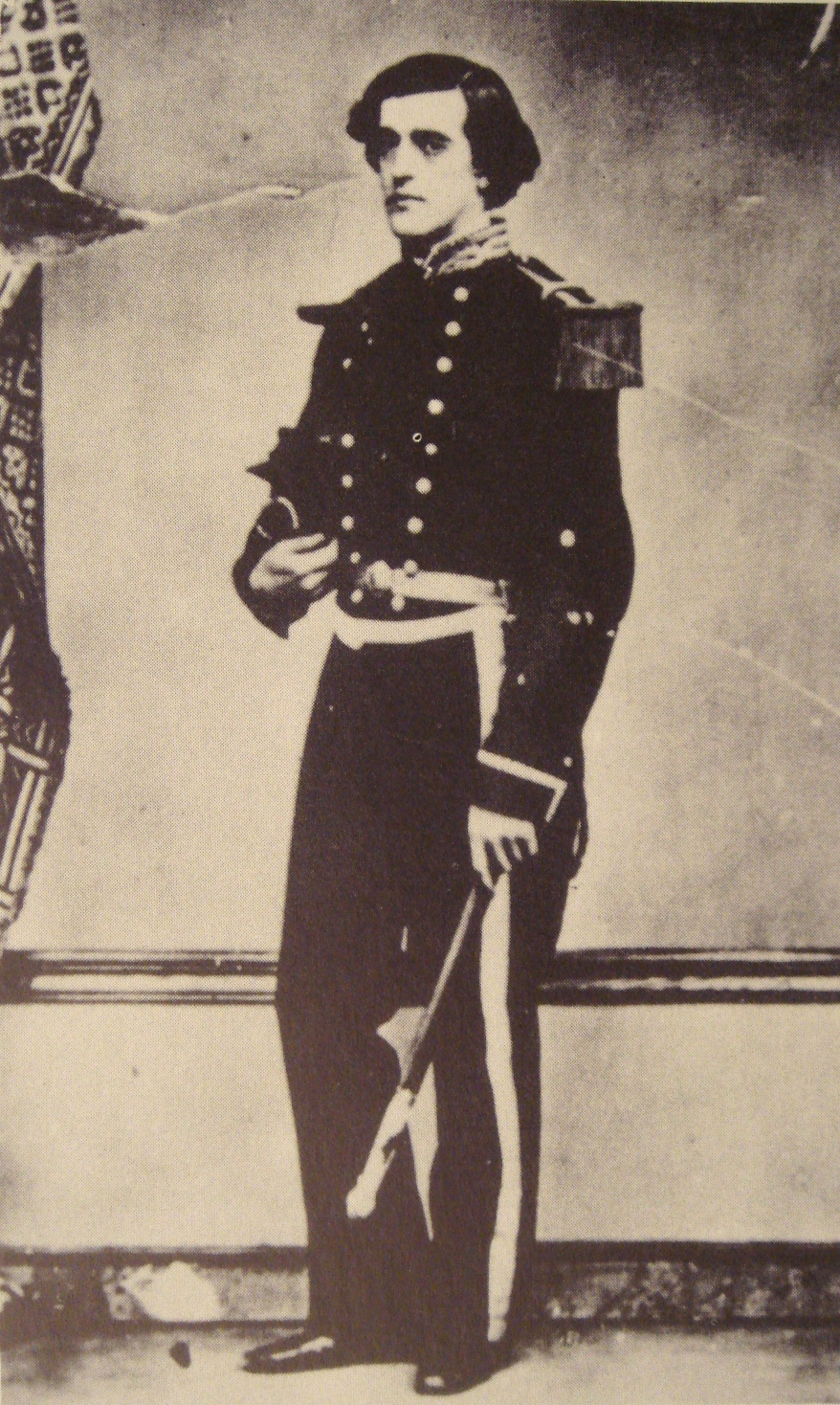
Portrait de Francis Garnier
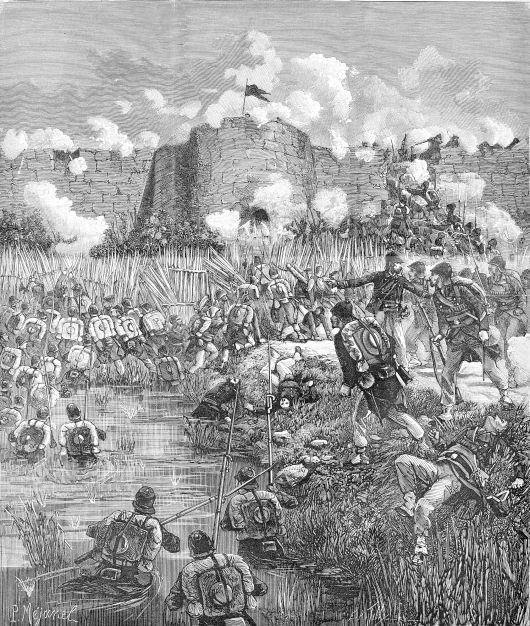
La prise de Sontay
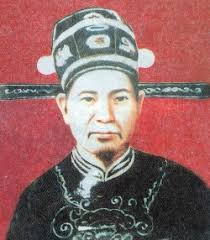
Hoàng Diệu, le dernier gouverneur de Hanoï avant la colonisation française.

C'est au début du XXe siècle que Hanoï connaît un profond bouleversement dans sa physionomie urbaine. En devenant la capitale de l'Indochine française de 1902 à 1953 et par l'impulsion de deux gouverneurs généraux, Paul Bert et Paul Doumer, Hanoï se dote d'un réseau de routes, de voies ferrées, d'un réseau de tramways, d'un réseau d'égouts et d'un réseau d'électricité, une première en Asie orientale. La ville passe de 50 000 habitants en 1880 à 200 000 en 1940. De nombreux monuments connus de nos jours, datent de cette époque, parmi eux, l'Opéra, la cathédrale Saint-Joseph, le pont Long Biên (anciennement pont Paul Doumer, sur lequel passe le Transindochinois), la grande poste, l’Ecole française d’Extrême-Orient, le palais du gouverneur sont les plus représentatifs de cette démonstration de « l'œuvre civilisatrice » de la France colonialiste. Durant cette période, des monuments de l'ancienne Hanoï sont détruits, notamment les palais de la citadelle impériale, rasés pour laisser place à des bâtiments militaires, ou encore l'ancienne pagode des Supplices (Chùa Báo Ân) pour construite la grande poste. En 1902-1903, se tient l’Exposition d'Hanoï. Pour l'occasion, le Grand Palais est édifié. Il accueillera la foire commerciale mondiale.
La ville dévoile à cette époque, une société aux multiples visages, concentrant sur un même territoire, villas et paillottes, fortunes rapides et frustrations sociales. En 1908, on comptabilisa 4000 français établis à Hanoï, travaillant essentiellement dans l'administration et l'armée. Ces derniers habitaient essentiellement autour du Petit Lac, mais aussi le long des grands boulevards au sud du lac et dans le quartier de la citadelle. En 1920 Hanoï devint le siège de la première école de commerce du Vietnam, ouverte pour les étudiants colonisés.Dans la ville marchande vietnamienne, près de 5310 Chinois étaient comptabilisés en 1940, une centaine de Japonais et une communauté modeste d'Indiens (environ 375 en 1940).

Plan de la ville de Hanoï en 1936, lorsqu'elle est capitale de l'Indochine française.
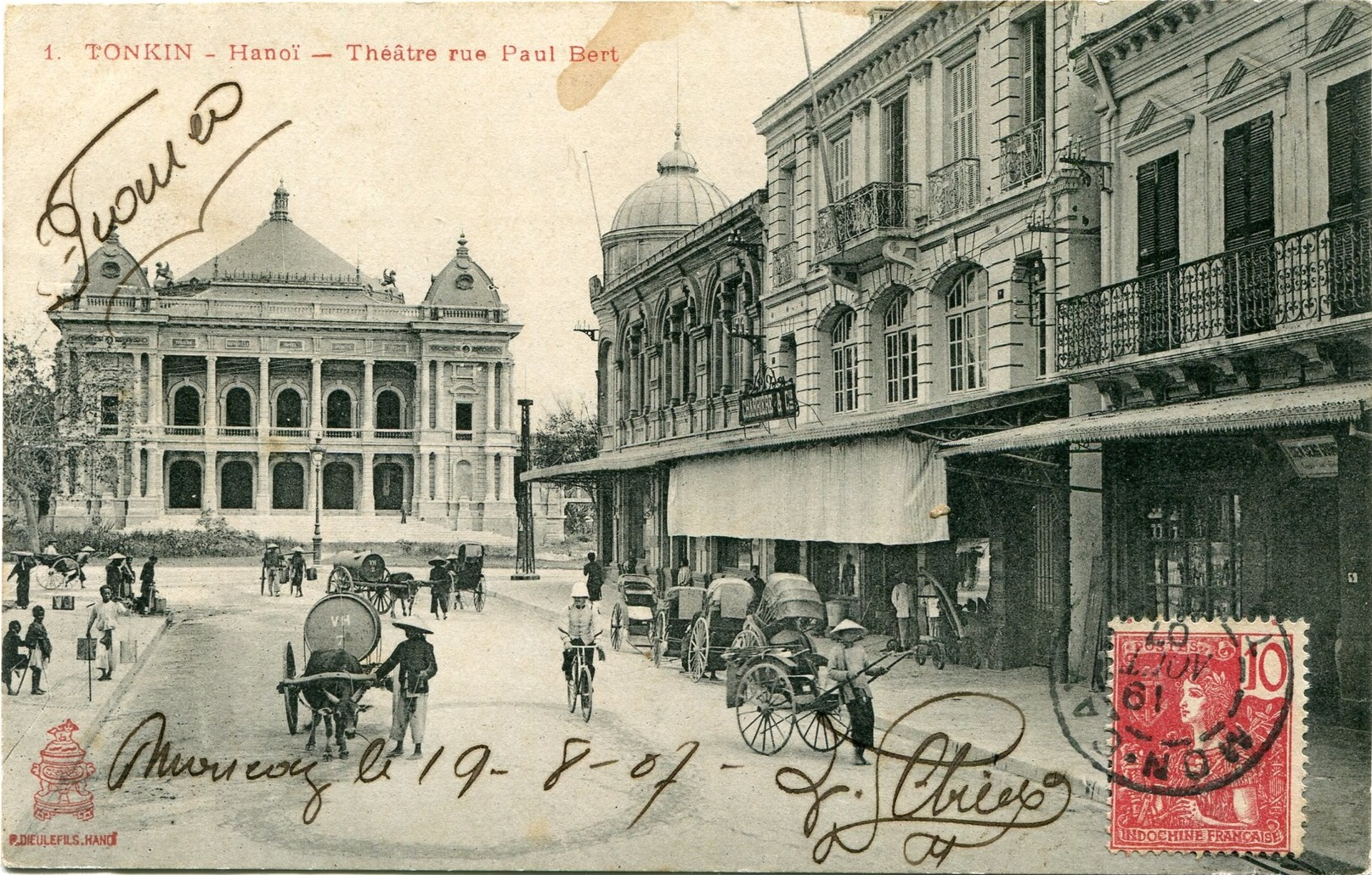
La rue Paul Bert, ex- rue de France, aujourd'hui la rue Trang Tien à Hanoï.
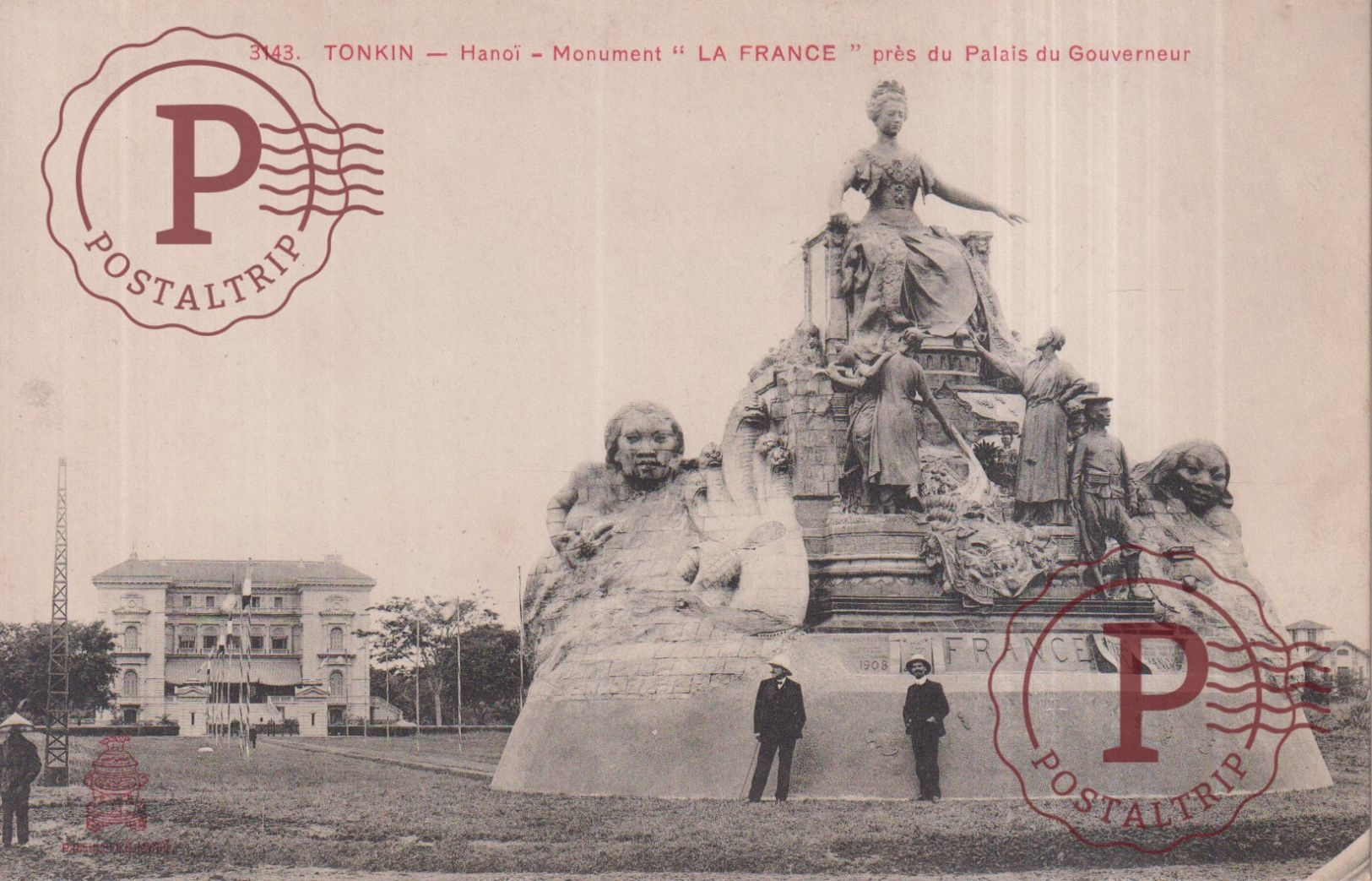
L'ancien monument de la République à Hanoï.
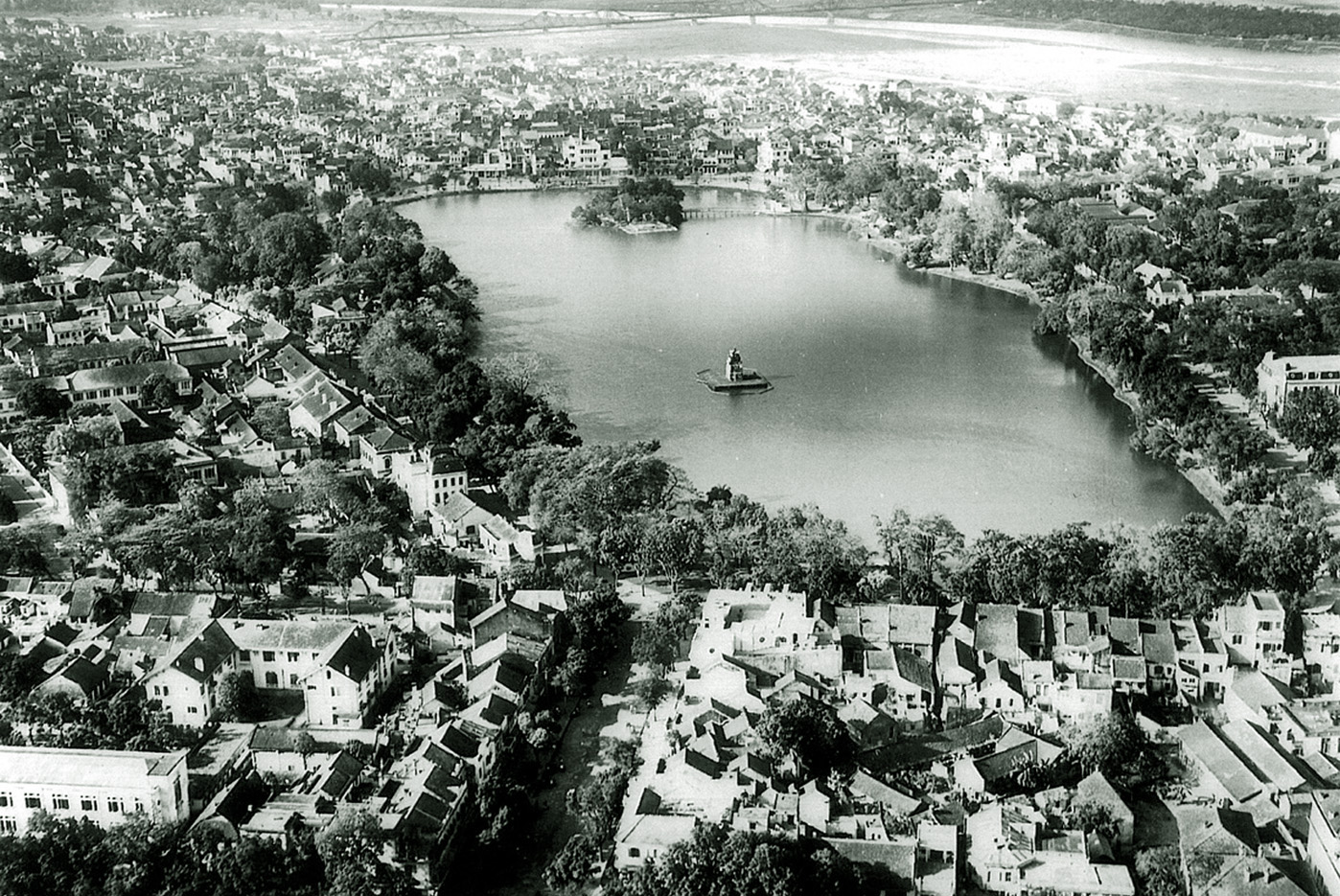
Vue aérienne du lac Hoan Kiem durant la colonisation française.
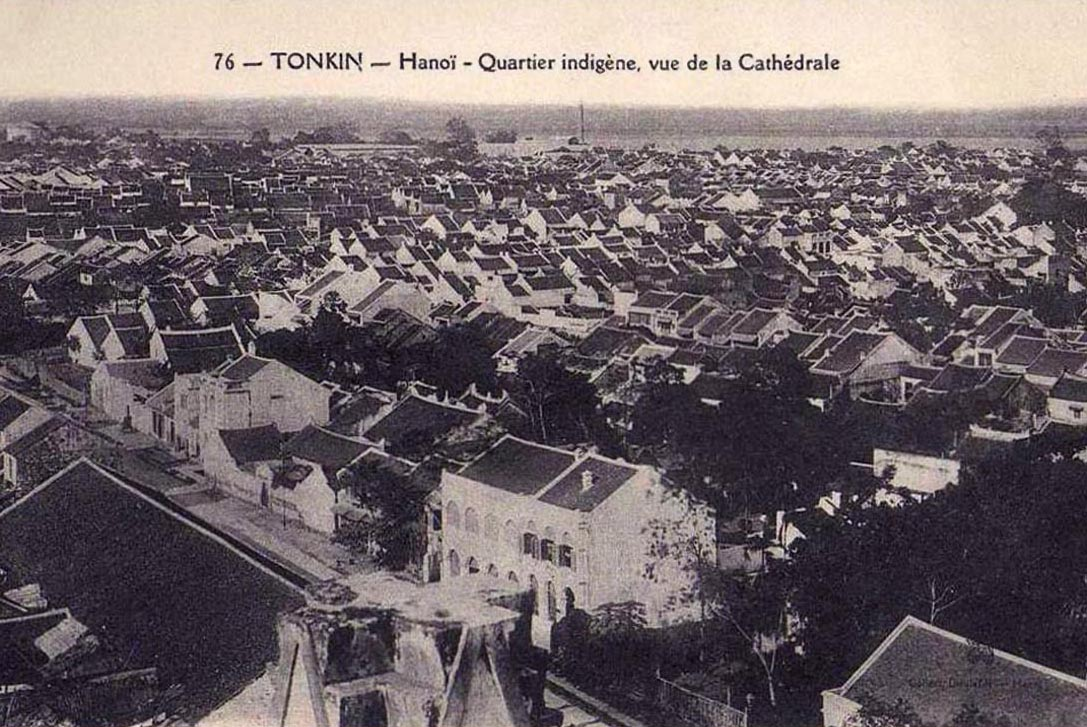
Le quartier des 36 rues vu de la cathédrale à l'époque de la colonisation française.

### Hanoï à l'heure des premières contestations
Hanoï a joué un rôle pionnier dans la contestation du régime colonial et cela dès les premières années de la colonisation avec Hoàng Hoa Thám, surnommé « le tigre du Yên Thế ». Puis, en novembre 1927, un groupe de jeunes nord-vietnamiens de l'intelligentsia radicale, menés par Nguyễn Thái Học, fonde le Việt Nam Quốc Dân Đảng (VNQDD) ou Parti nationaliste vietnamien. En février 1929, le VNQDD assassine à Hanoï, Alfred Bazin, directeur de l'Office général de la main-d’œuvre et, à ce titre, symbole de l'exploitation coloniale. Dans les mois qui suivent, les autorités multiplient les arrestations dans les milieux nationalistes.
Mais c'est surtout à partir des années 1930, à la suite de la création du Parti communiste vietnamien, que les soulèvements populaires se font de plus en plus présents. Les idées nationalistes émergent dans des milieux intellectuels, comme à l'université de Hanoï et dans quelques revues journalistiques (Vịt đực qui tire sa revue jusqu'à 8000 exemplaires en mai 1939).
Après le 9 mars 1945, Hanoï est prise par un coup de forces par les troupes japonaises, ouvrant une courte période d'occupation japonaise en Indochine. Les Français de Hanoï ne peuvent que accepter l'accession à la mairie d'un maire vietnamien pro-japonais, Trần Văn Lai.
À partir de la fin 1944, à la suite d'une série de trois typhons qui détruisent les récoltes, l'exclusion des Français par les Japonais entraînant une désorganisation de l'administration, ainsi que la destruction des voies de communications, une effroyable famine s'installe dans les basses provinces du Tonkin. Hanoï voient des milliers de migrants des campagnes affluer en ville à la recherche de nourriture.

Le 14 août 1945, l'empereur Hirohito prononce la reddition japonaise et entraîne la chute des gouvernements pro-japonais de tout l'empire. L'état-major communiste vietnamien qui s'était réfugié à une soixantaine de kilomètres de Hanoï estima que le moment était venu.

Drapeau du parti nationaliste vietnamien
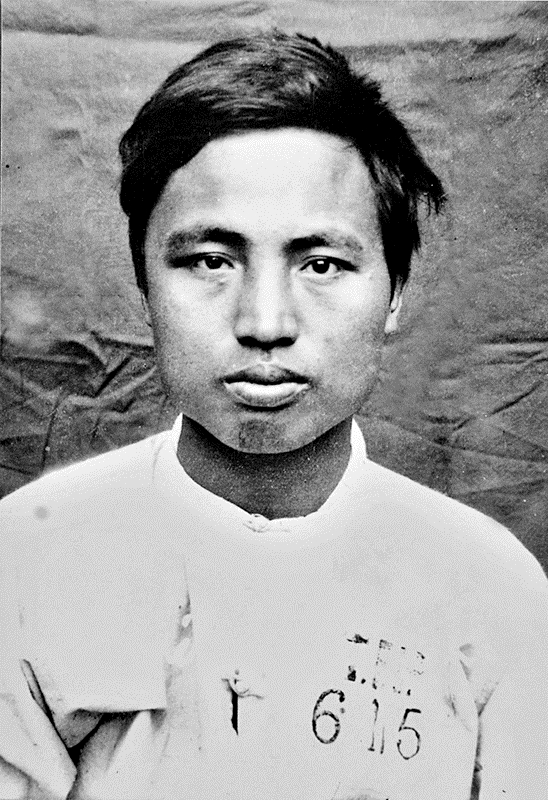
Portrait de Nguyễn Thái Học à la prison Hoa Lo.

### Hanoï à l'heure d'Hô Chi Minh
Après la capitulation japonaise, le 2 septembre 1945 marque une date historique dans l'histoire de Hanoï. Sur la place Ba Dinh, le Président Hô Chi Minh proclama la déclaration d’indépendance, marquant la naissance de la République démocratique du Viêt Nam. En 1946, lors de sa première session, l’Assemblée nationale fit de Hanoï la capitale du pays.
La bataille de Hanoï marque les prémices de la guerre d'Indochine, livrée du 19 décembre 1946 au 18 février 1947 à la suite du bombardement de Haïphong par les Français en novembre. Le Việt Minh, dirigé par Hô Chi Minh, décide de lancer une offensive ayant pour but la libération de la ville, mais les Français résistent.
Après huit ans de longue lutte lors de la Guerre d'Indochine et la défaite française à la bataille de Diên Biên Phu face aux troupes du Viet Minh, Hanoï fut libérée de l'occupant français le 10 octobre 1954. La dernière prise d'armes de l'histoire de la France à Hanoï a lieu le 8 octobre 1954 au stade Mangin, par le général Massu, après soixante-quinze ans de colonisation. Les Français ont pu seulement revenir en 1987 en tant que touristes.
Signés le 21 juillet 1954, les accords de Genève divise le Vietnam au niveau du 17e parallèle.

Au lendemain du départ des Français, Hanoï voit l'arrivée de « cadres-paysans » à la tête de la ville. L'atmosphère de la ville balance entre ambiances soviétiques et communistes, nostalgie de la colonisation et défiance de ces cadres-paysans d'origine rurale du nouveau parti en puissance. Mais peu à peu, les idées du parti font tâche d'huile auprès de la population hanoïenne. 

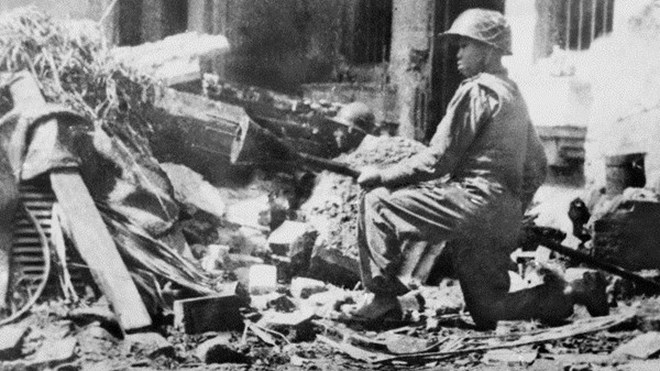
La bataille de Hanoï en 1946
Le drapeau du Việt Minh
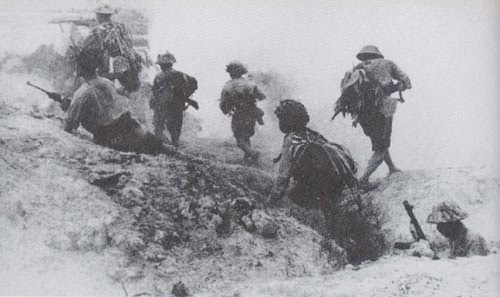
La bataille de Diên Biên Phu en 1954

### Hanoï à l'heure de la guerre du Vietnam
Durant la guerre du Vietnam, les Américains bombardèrent la capitale la première fois en février 1965, à la suite de l'incident du golfe du Tonkin d'août 1964. Mais malgré des bombardements successifs, notamment en 1966, 1967 et en 1972, la ville est miraculeusement épargnée. À l'époque, Hanoï était rythmée par le cri des alarmes, les haut-parleurs, une économie de rationnement et la construction d'abris anti-aériens collectifs. De nombreux habitants fuient la ville et retournent vivre à la campagne.
Le 26 octobre 1967 lors d’un bombardement américain visant à détruire la centrale électrique de Hanoï, John McCain, candidat en 2008 à la présidence des États-Unis, fut capturé par la population dans le lac de Truc Bach après s’être éjecté de son bombardier abattu par les défenses aériennes de la capitale. Il passa cinq ans dans les geôles de la prison Hỏa Lò.
Le 2 septembre 1969, le Président Hô Chi Minh décéda. Quelques jours plus tard, le 9 septembre 1969, plus de 100 000 habitants de la capitale et des représentants diplomatiques se réunirent sur la place Ba Dinh pour rendre hommage au leader éminent du Vietnam indépendant. Il repose aujourd'hui dans le mausolée de Hô Chi Minh, sur la place Ba Dinh, pas loin du palais présidentiel, de l'assemblée nationale et du siège du parti communiste vietnamien.
Enfin, le 30 avril 1975, la campagne militaire de Hô Chi Minh se termina avec succès, libérant totalement le Sud Vietnam et réunifiant le pays. En avril 1976, l’Assemblée nationale décida de réitérer Hanoï, comme la capitale de la République socialiste du Viêt Nam.

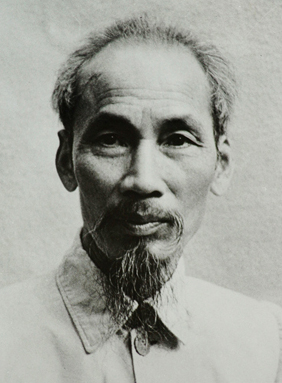
Portrait du Président Hô Chi Minh

### Jusqu'au Hanoï d'aujourd'hui
Dans les années 1980, dans un contexte de Guerre froide, les Soviétiques laissent une empreinte dans le paysage, l'économie et la vie sociale et culturelle de Hanoï. Jusqu'au tournant des années 1990, où la ville va s'occidentaliser et s'ouvrir au marché libre avec le Đổi mới (renouveau économique). La croissance démographique s'envole avec la venue de nombreux migrants des campagnes, faisant bondir une population de 700 000 habitants en 1975 à 1,5 million à l'orée des années 2000. Avec elle, la densité atteint des sommets (près de 40 000 habitants au km² dans les 36 rues).
La ceinture agricole et artisanale s'est reconstituée mais d'un peu plus loin, perpétrant ainsi le fonctionnement séculaire de la ville. Concernant l'étalement urbain, Hanoï s'est étendu notamment vers l'Ouest en ceinturant tout le pourtour du lac de l'Ouest de constructions.
Le Hanoï contemporain laisse place aussi à une augmentation des nuisances sonores (klaxons, chantiers), au développement de la prostitution, à l'inégalité sociale, au pouvoir de l'argent, à l'explosion des déchets notamment plastiques, et à la pollution de l'eau et des sols.

## Culture locale et patrimoine

### Morphologie urbaine
Hanoï s'est bâtie au gré des dynasties successives, tout en respectant l'ordonnancement de la géomancie. L'implantation de Hanoï n'est pas en effet le fruit du hasard, elle respecte les différents éléments liés au feng shui. Au nord de la ville, on retrouve la chaîne de montagnes de Tam Đảo, connue pour avoir abrité durant la colonisation française, une station d'altitude. À l'Ouest de la ville, on retrouve le lac de l'Ouest et la montagne de Ba Vì, qui accueillait également une station d'altitude dès la colonisation française, permettant à la classe aisée de Hanoï de fuir les chaleurs estivales de la plaine. À l'Est et au Sud de la ville, on retrouve le fleuve Rouge et la rivière Tô Lịch.
De cette disposition harmonieuse est née une cité qui a pu, malgré les affres d'une histoire tumultueuse, conserver de nombreux monuments historiques et l'un des rares centres historiques subsistant au Vietnam, avec la ville de Hoi An, située dans le centre du pays. Parmi les capitales d'Asie de l'Est, Hanoï est l'une des villes comportant le plus grand nombre de monuments historiques en son cœur. La cité impériale de Thang Long et ses sites archéologiques situés au cœur de l'ancienne citadelle est classée au patrimoine mondial de l'UNESCO, depuis le 31 juillet 2010.

Hanoï est une ville résultante de multiples influences culturelles, d'abord chinoise, indochinoise, puis française. Ce syncrétisme unique se lit aujourd'hui dans les lignes courbées et cintrées des anciens villages englobés dans le processus d'urbanisation mais aussi aux lignes droites typiquement françaises ou soviétiques. Le paysage urbain est aussi fondé sur le concept de la ville-jardin, valorisant les nombreux lacs qui marquent l'identité paysagère de Hanoï, et de larges artères arborées avec de nombreuses perspectives. La fusion des cultures s'aperçoit également dans l'art de vivre des Hanoïens, leurs cafés, leurs maisons de thés et leur cuisine de rue populaire.

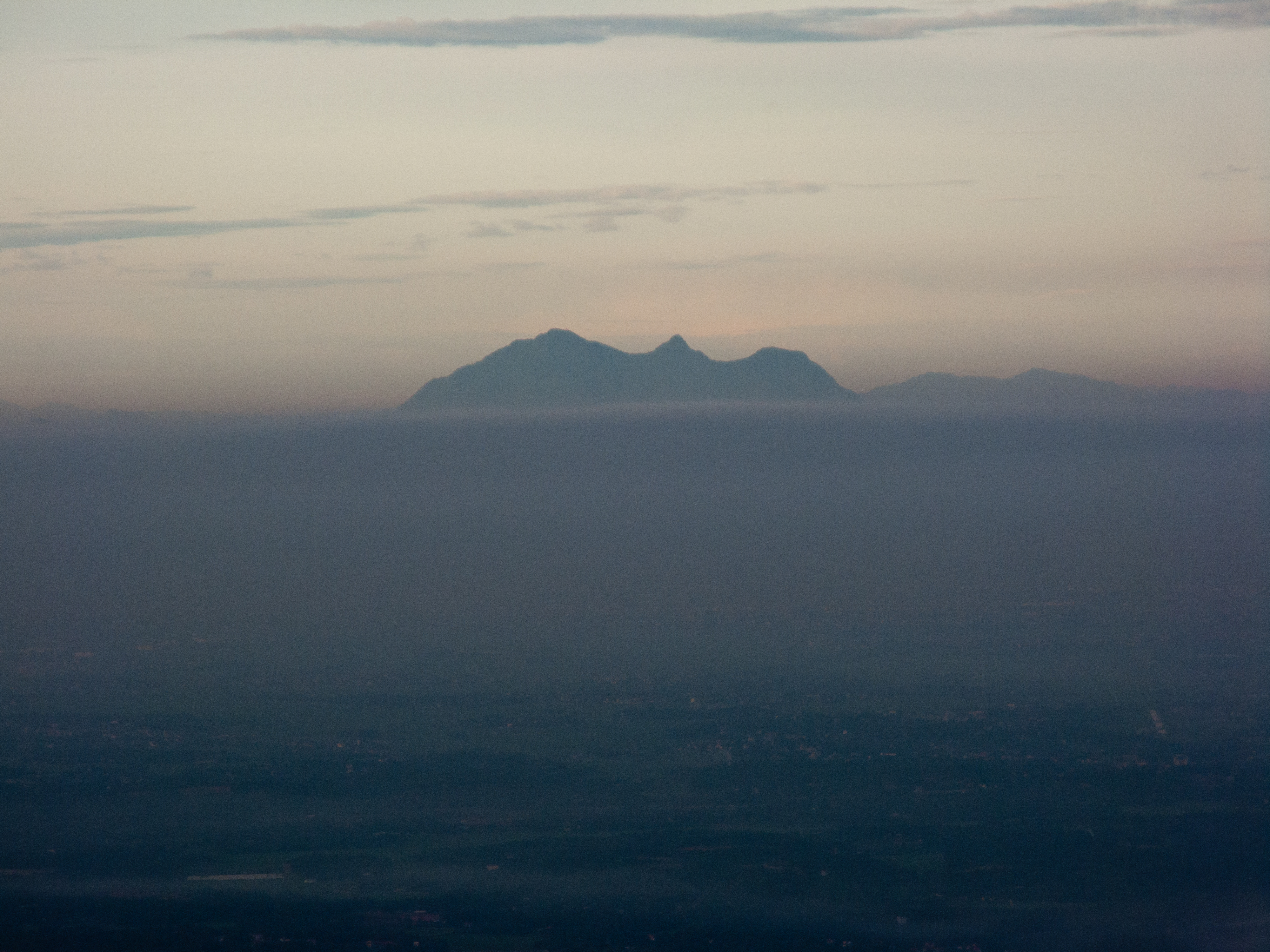
La montagne de Ba Vi à l'Ouest de Hanoï
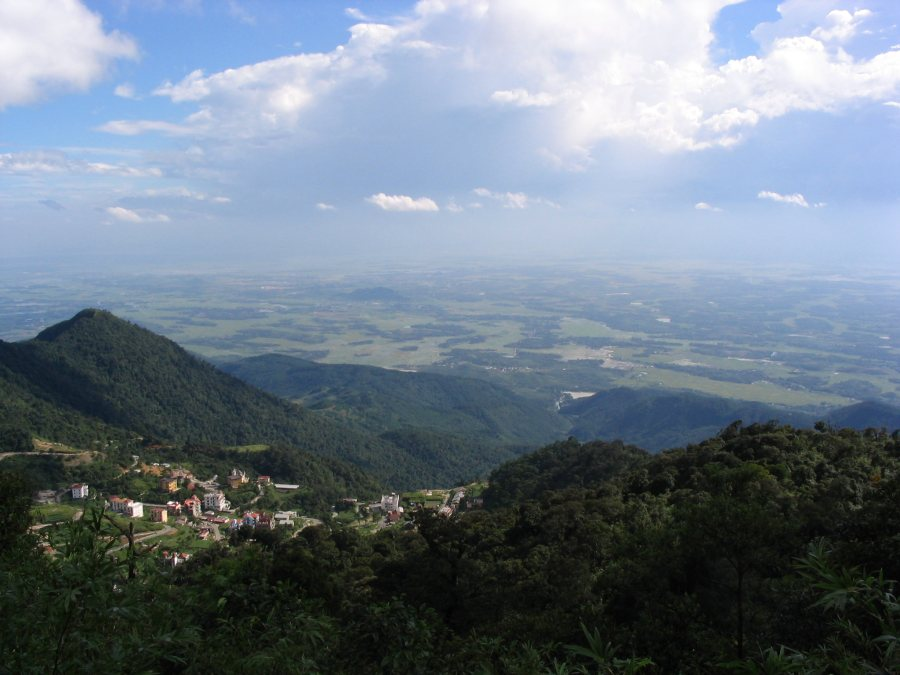
Les montagnes de Tam Đảo au nord de Hanoï

### Lieux et monuments

#### Le quartier des 36 rues et corporations
Hanoï est la seule ville, avec Hoi An, à avoir pu conserver un centre urbain ancien au Vietnam. Le vieux-quartier (appelé phố cổ en vietnamien) constitue en effet, le noyau de la partie marchande de la capitale millénaire « Thang Long ». Blotti au sud de l'ancien château d'eau (Hàng Đậu) et au nord du lac de l'Épée restituée (lac Hoàn Kiếm), il résulte d'un long processus d'implantation humaine, avec l'arrivée de nombreuses vagues de migrations depuis les campagnes environnantes. Ces populations avaient quitté leurs villages d'origine, afin d'avoir un commerce "pignon sur rue", au plus près de la citadelle impériale. Ce mouvement de migrations a favorisé le regroupement des différents groupes de villageois en corporations de métiers. C'est ainsi qu'au fil des siècles, un centre urbain, en lien avec la production artisanale des villages d'origine a émergé à l'ombre des remparts de la citadelle.
Malgré de nombreuses ordonnances considérant le commerce et l'artisanat comme étant "une branche indigne et avilissante", notamment au cours du XVe siècle; de grands mandarins rapportaient de Chine, des techniques artisanales telles que la broderie. L'érosion de l'autorité et l'effacement de la monarchie centralisée à partir du XVIIe siècle ont permis l'avènement des marchands.
Le quartier a depuis longtemps attiré des marchands étrangers, les premiers furent les Portugais après la prise de Macao (1557), les Hollandais, les Anglais puis les Chinois étaient parfois de passage à Hanoï, sur leur route maritime et après leurs escales au port de Hoi An. Les récits des explorateurs et marchands étrangers ont rapporté l'influence des grands jours de marchés, s'intercalant avec les grandes dates du calendrier lunaire. Et que les marchandises remontaient le lacis des canaux et des lacs, après avoir été déposés sur les bords du fleuve Rouge.
Le quartier des 36 rues tient son nom d’un livre « Vu Trung Tuy But » du poète Đīnh Hồ Phạm (1768-1839) paru à la fin du XVIIIe siècle. En réalité la ville marchande comptait une centaine de rues, mais on a préféré le chiffre trente-six car c'était un chiffre faste. Chacune de ces rues étaient dotée d'une porte, emblème de son indépendance.

De nos jours, la plupart des rues ont conservé leur nom d’antan, mais nombreuses ont renouvelé leurs activités ou ont abandonné leur activité d’origine. Mais certaines rues ont pu garder leurs activités d'origine et ce, depuis plusieurs siècles. Il s'agit des rues Hàng Bạc (rue de l’argent), Hàng Thiếc (rue de l’étain) et les rues Lãn Ông et Thuốc Bắc (rue de la médecine du Nord), où se perpétue encore la vente de remèdes prescrits par la médecine traditionnelle. Quatre rues ont également légèrement modifié leurs activités, par rapport à l'activité séculaire antérieure : la rue Hàng Mã (rue des papiers votifs), Hàng Đồng (rue du bronze), Hàng Mành (rue des rideaux) et Hàng Chiếu (rue des nattes).

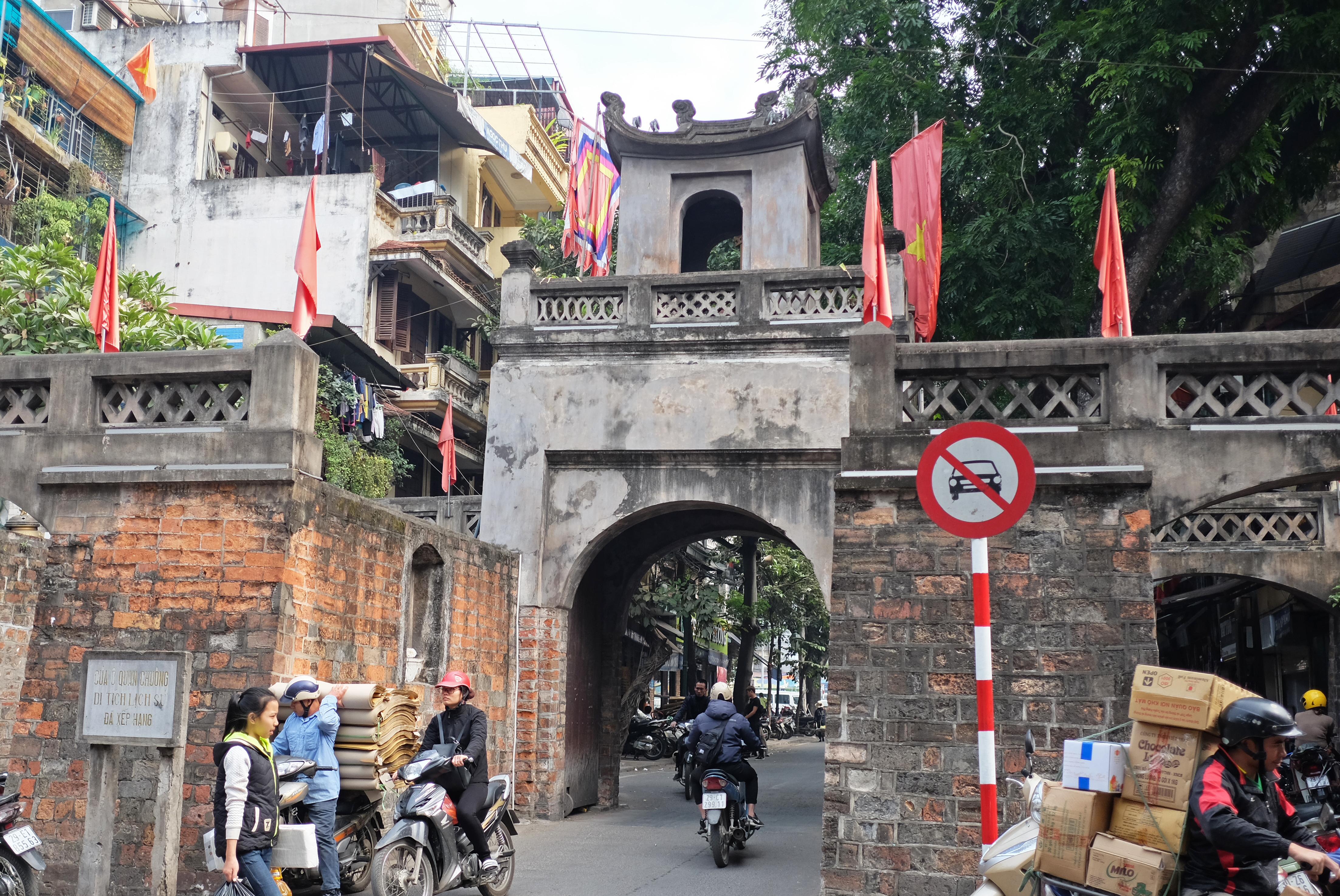
Porte de ville Quan Chuong
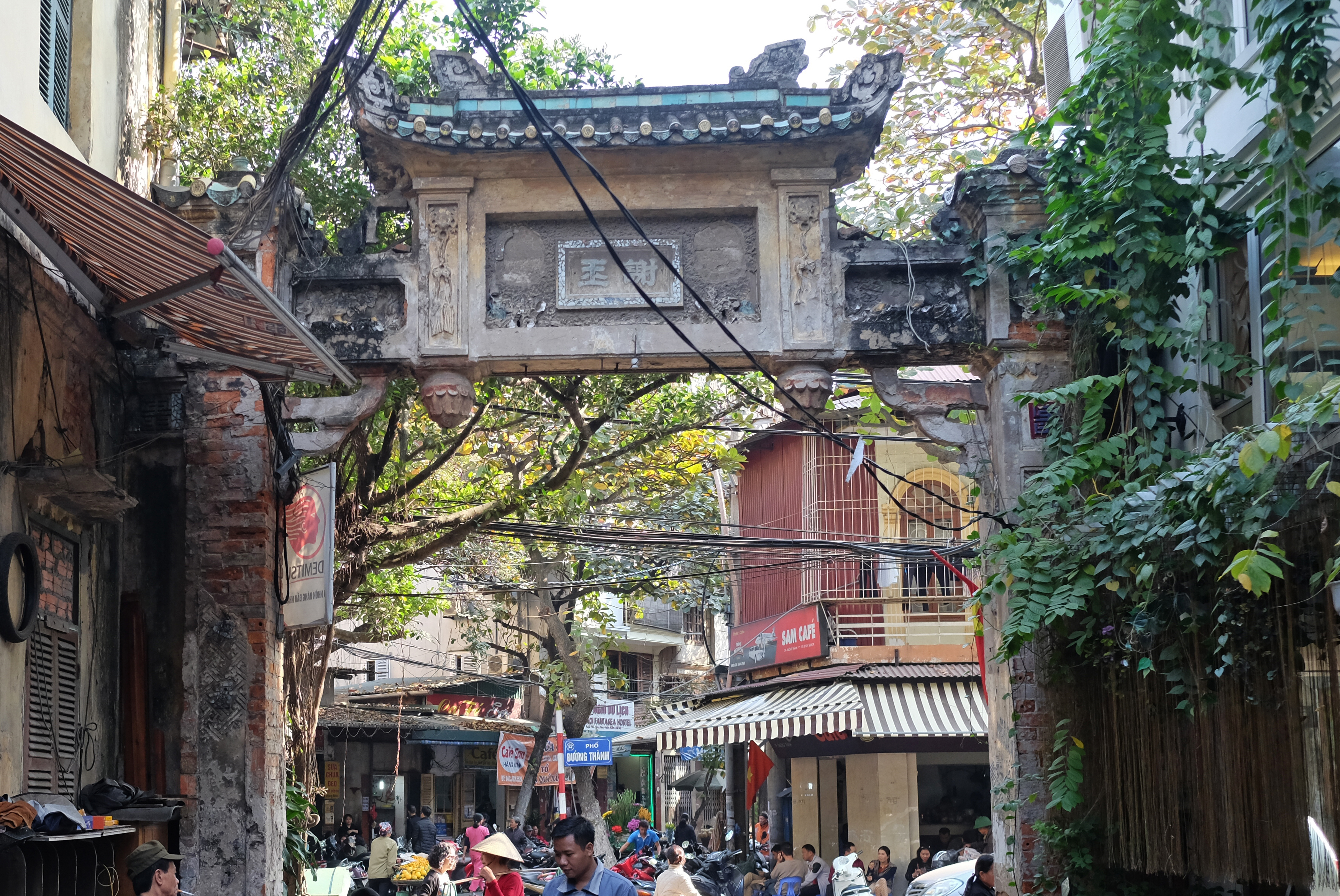
Un portique dans la vieille ville
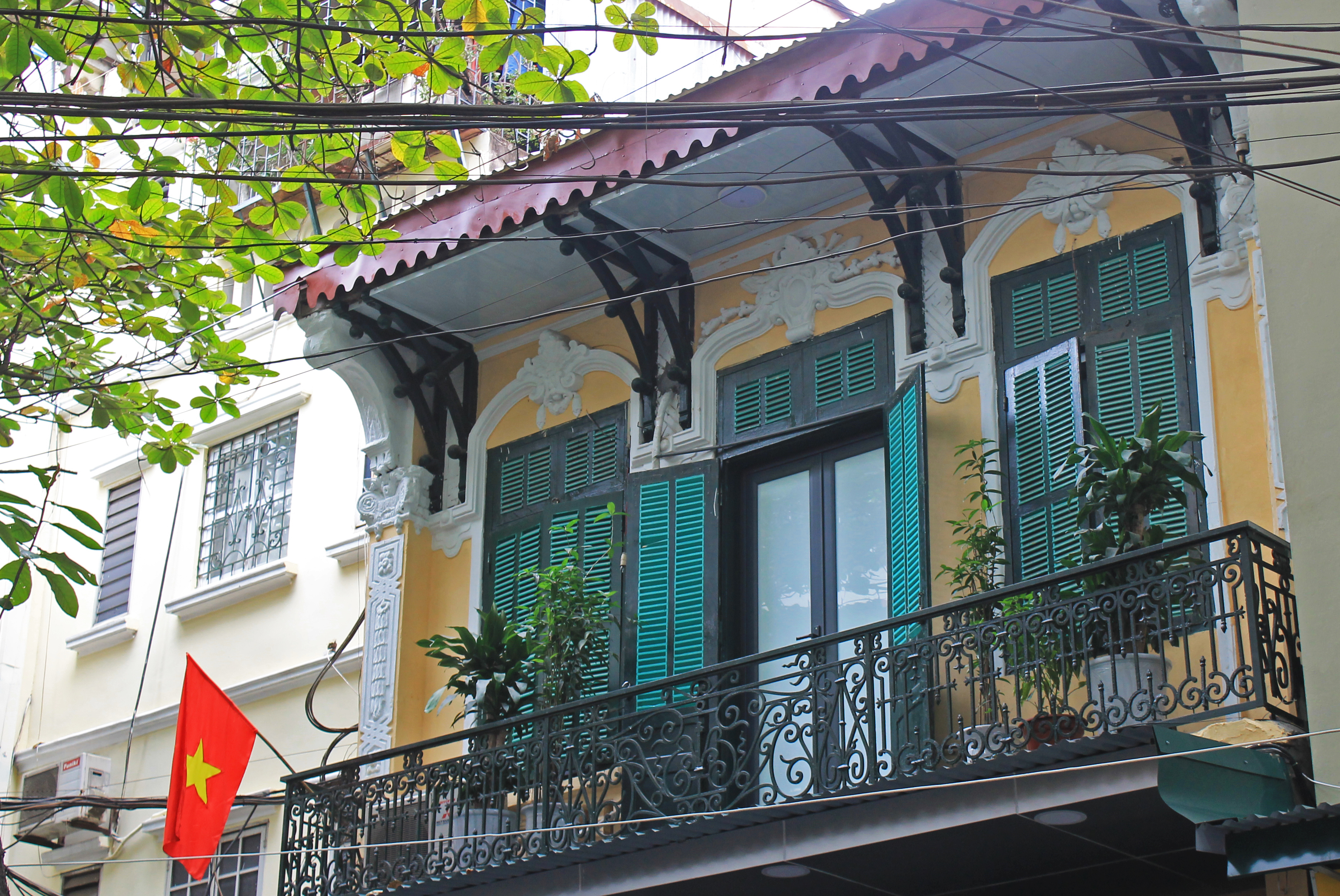
Détail d'une ancienne façade
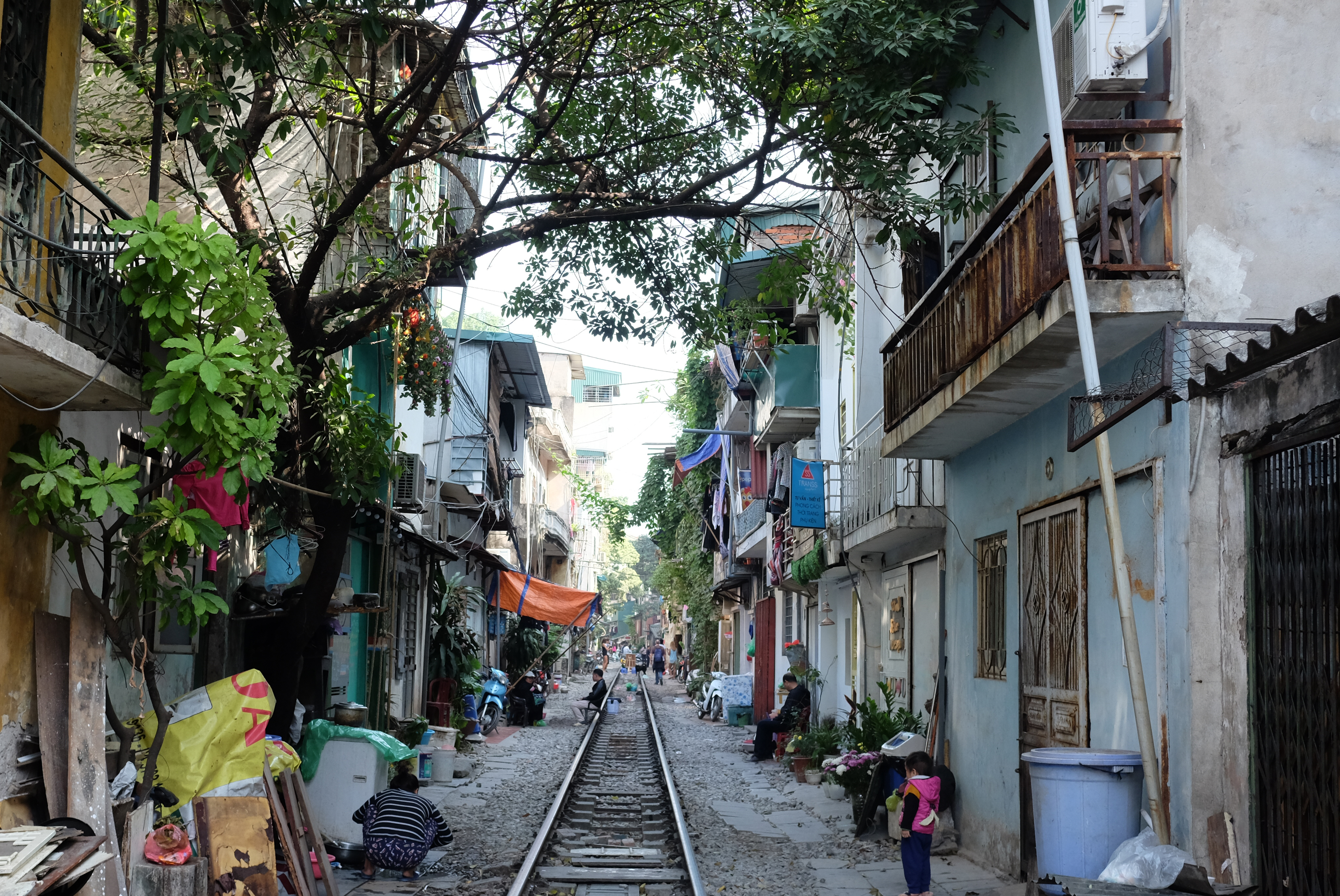
La fameuse "rue des rails" de Hanoï

Les plus vieilles structures du vieux-quartier sont les maisons communales, les pagodes, ainsi que les temples dédiés aux génies tutélaires. La plupart des maisons datent du XIXe siècle et du début du XXe siècle, reconstruites en pierre et en briques, plus résistantes au climat capricieux du Vietnam, après avoir été longtemps en bambou, en bois et en terre battue.
- La maison ancienne du vieux-Hanoï, construite au début du XIXe siècle, elle fut préservée et restaurée grâce à une coopération entre la ville de Toulouse et de Hanoï.
- La tour de la Tortue se trouve sur un minuscule îlot du lac lac Hoàn Kiếm. Elle est dédiée à la tortue légendaire de l'épée restituée.
- Le temple de la Montagne de Jade est situé sur une île du lac lac Hoàn Kiếm, datant du XVe siècle, il est dédié à des génies confucianistes et taoïstes, ainsi qu'au héros national Trần Hưng Đạo.
- Le pont du Soleil levant (Cầu Thê Húc), reliant le temple Ngoc Son, il fut construit en 1865. Sa couleur rouge emblématique fait de lui une icône de Hanoï.
- La "rue des rails" ou "train street" est une étroite percée dans laquelle s'engouffre le train Transindochinois entre des façades d'habitations. Lieu prisé des touristes, il est désormais interdit d'accès aux visiteurs pour des raisons de sécurité.
- Le château d'eau Hàng Đậu, construit par les Français en 1894, est le premier château d'eau de la ville. Il constitue aujourd'hui un important croisement routier et délimite la bordure nord du centre historique.
- Le pont Long Bien est un ouvrage majeur construit durant l'occupation française. Il permettait au train Transindochinois de traverser le fleuve Rouge et de se diriger vers Haïphong et le Yunnan en Chine.

Ce quartier est enfin caractérisé par les maisons-tubes, étroites (de trois à six mètres de largeur) et pouvant mesurer jusqu'à 1 km de long. Dépourvues de fenêtres latérales, ces maisons s'imbriquent les unes sur les autres, tel un jeu de lego. Le mot « tube » renvoie ainsi à la profondeur perçue telle un long tube étroit et subdivisé en sections. Habitat singulier abritant une population urbaine très dense, la maison-tube reflète l'organisation familiale et la gestion commerciale des habitants de Hanoï. Certaines maisons-tubes ont conservé leurs façades et leur intérieur d'origine, à l'image de la maison ancienne du vieux-Hanoï, transformé en musée témoin.

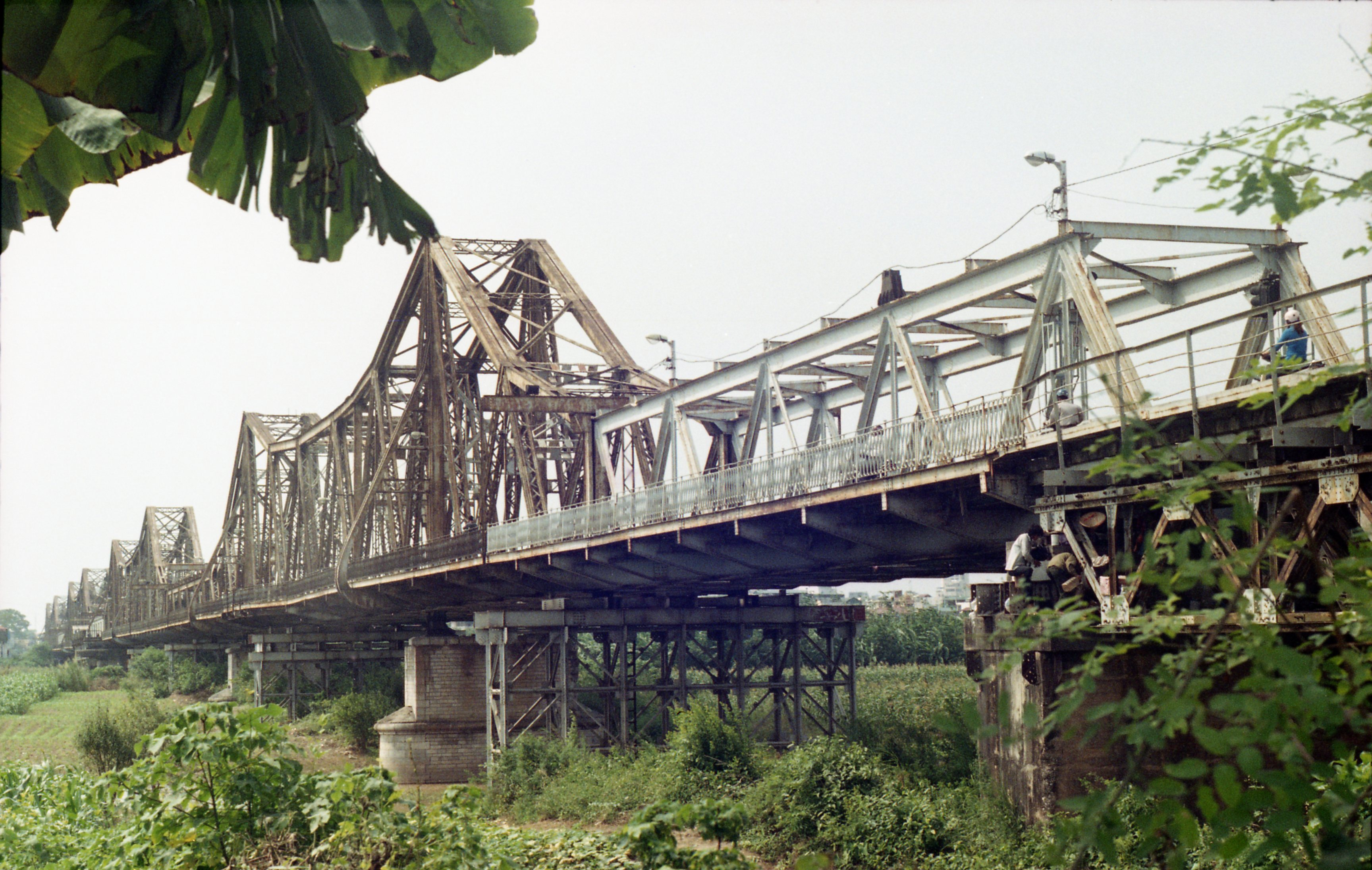
L'historique pont Long Biên, ancien pont Paul Doumer
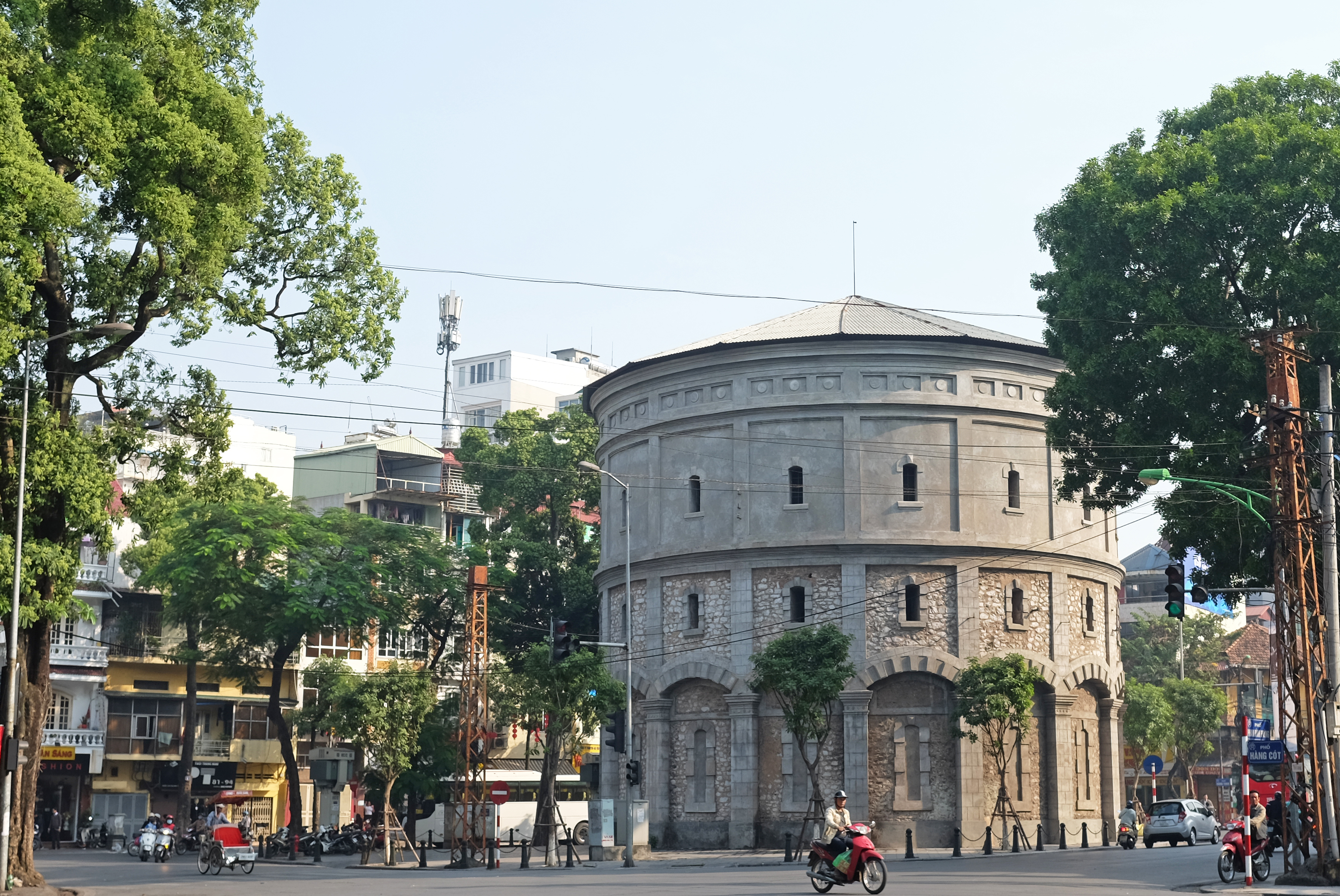
Le château d'eau Hàng Đậu
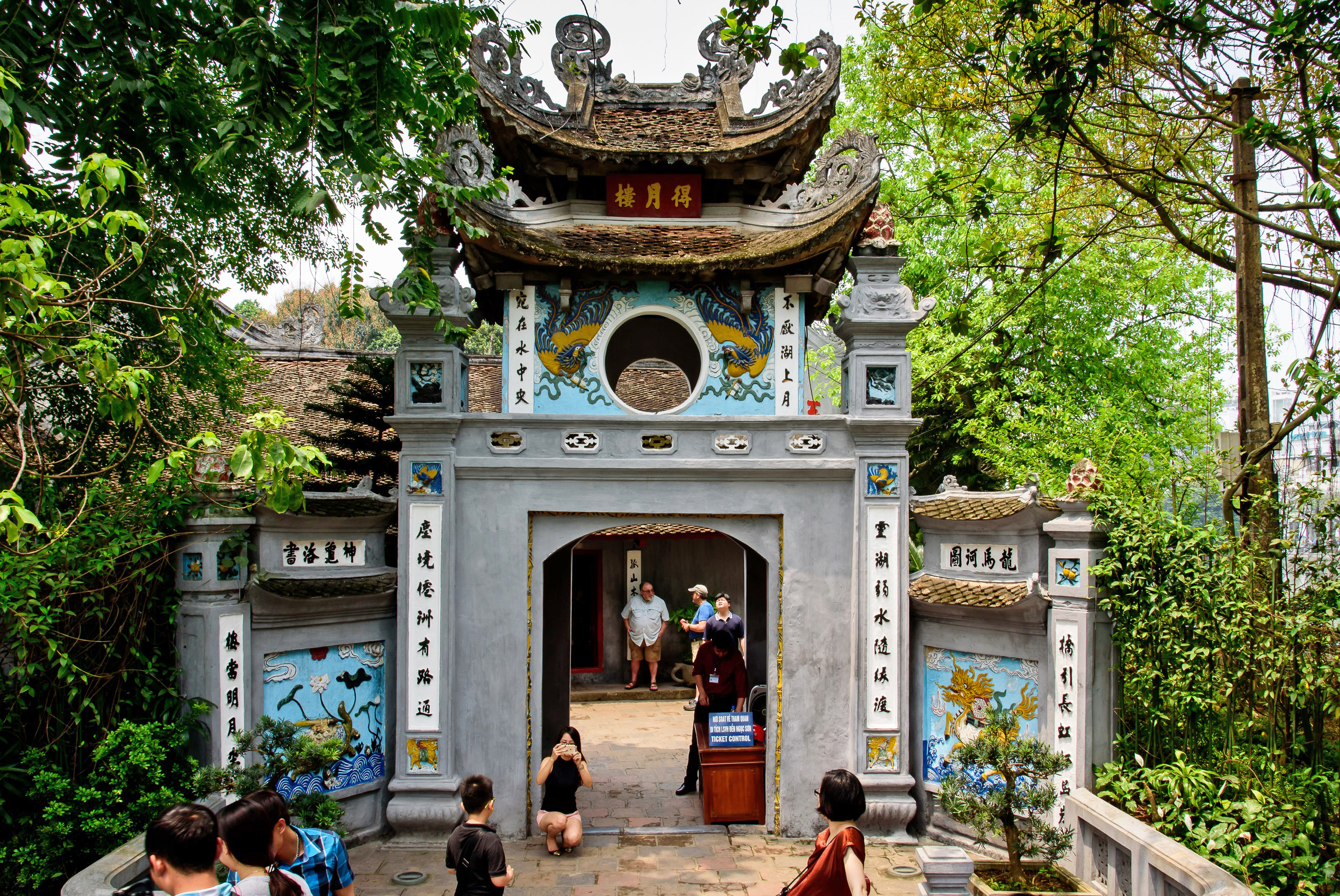
Entrée du temple Ngoc Son
Le pont du Soleil levant sur le lac Hoan Kiem
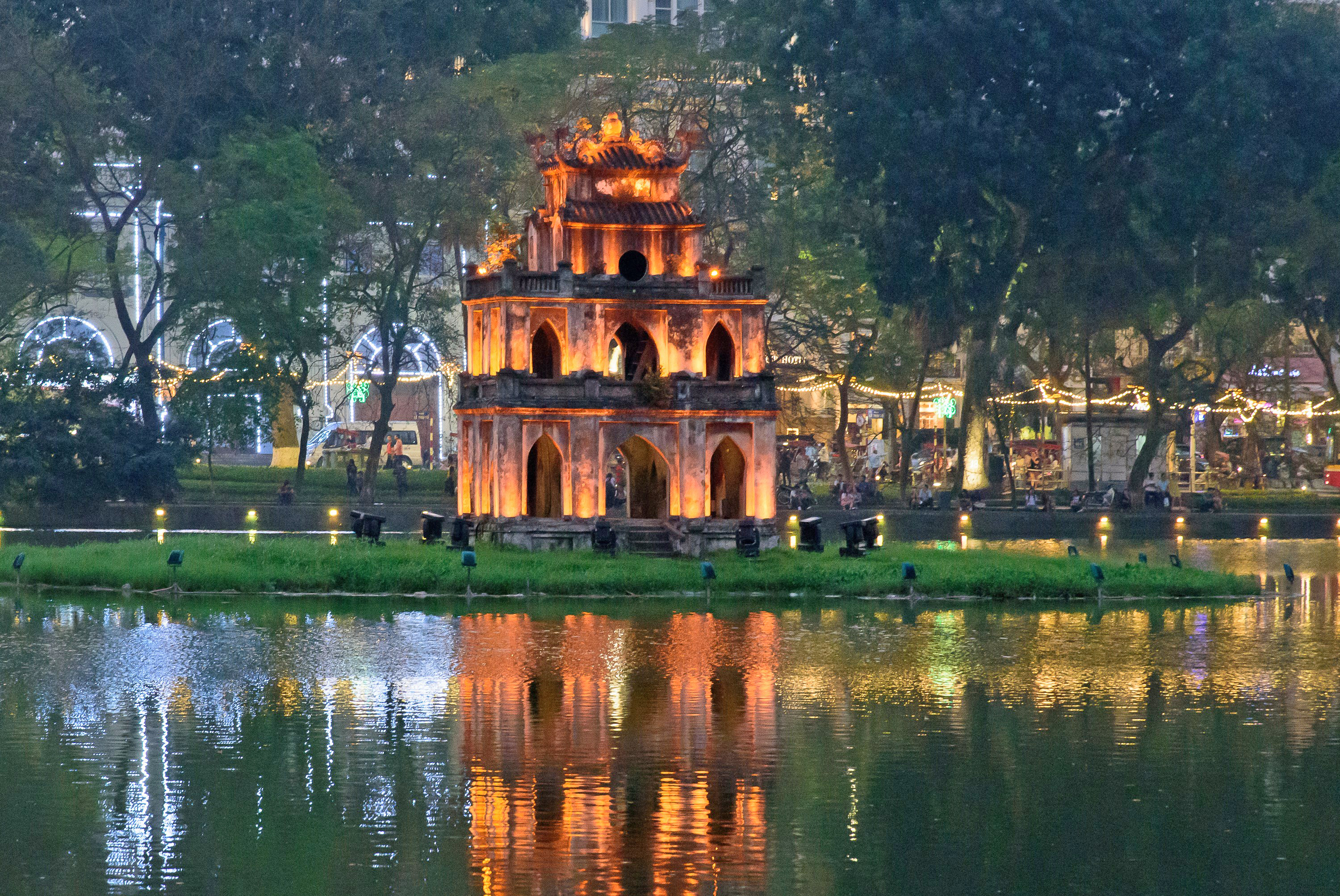
La tour de la Tortue

#### L'ancien quartier français
Appelé encore « French Quarter » ou Khu phố Pháp, il est situé sur les deux côtés des rives du lac de l'Épée restituée (lac Hoàn Kiếm), ainsi qu'au sud de celui-ci. Il se distingue du quartier des 36 rues et corporations, par des rues et des larges avenues rectilignes, ponctuées de places et squares : parvis de la Cathédrale, jardin Ly Thai To (Vườn hoa Lý Thái Tổ), square Dinh Hong (Vườn Hoa Diên Hồng), square de la Révolution d'Août (Quảng trường Cách mạng Tháng Tám), square Hang Trong (Vườn Hoa Hàng Trống), square de l'Opéra (Vườn hoa Nhà hát lớn), etc.
C'est dans ce quartier, le tout premier en Asie orientale à avoir eu un réseau électrique et d’égouts, que se concentre la plupart des monuments de Hanoï, en tant que capitale de l'Indochine française :
- L'Opéra de Hanoï (Nhà hát Lớn Hà Nội), qui donne sur la place de la Révolution d'Août et l'avenue Tràng Tiền, ex- rue Paul Bert et rue de France. Copie modeste de l'Opéra Garnier à Paris, il a été achevé en 1910 et comporte 598 places assises. Ce lieu a été le lieu de plusieurs grands événements de l'histoire de Hanoï et du Vietnam, comme le 17 août 1945, avec la naissance du Front du Viêt Minh, le 29 août 1945 quand l'armée de libération du Viêt Bac entre à Hanoï et converge vers la place, ou encore le 2 mars 1946 quand eut lieu la réunion de la première session de l'Assemblée nationale de la République démocratique du Vietnam. Le bâtiment a été rénové à l'occasion du 7e sommet de la Francophonie en 1997 qui s'est tenu à Hanoï.
- La cathédrale Saint-Joseph (Nhà thờ Lớn) fut construite en 1886 sous l'épiscopat de Paul-François Puginier (1835-1892), sur le site de la pagode Bao Thien. De style néogothique, elle est une réplique modeste de la cathédrale Notre-Dame de Paris.
- Le musée national d'Histoire du Vietnam (Viện Bảo tàng Lịch sử Việt Nam), situé derrière l'Opéra de Hanoï, est installé dans un beau bâtiment de style éclectique indochinois, dessiné par l'architecte français Ernest Hébrard en 1932. Encore appelé « Musée Louis Finot » premier directeur du musée, ce bâtiment hébergeait autrefois les locaux de l'École française d'Extrême-Orient (EFEO).
- Le Sofitel Legend Métropole Hanoï est un hôtel 5 étoiles, construit en 1901, il a accueilli depuis de nombreuses personnalités célèbres.
- La maison des hôtes d'État ou palais du Tonkin (Nhà khách Chính phủ - Bắc Bộ phủ) construit entre 1918 et 1919, il est l'ancienne résidence supérieure du Tonkin.
- La bourse de Hanoï, installée dans la quincaillerie Charrière et Cie (qui deviendra en 1910 la société Poinsard et Veyret).
- L'université de médecine de Hanoï (Đại Học Y Hà Nội), fondée en 1902, elle fut présidée par le reconnu docteur Alexandre Yersin.
- L'ancien petit lycée Albert-Sarraut, aujourd'hui lycée Trần Phú - Hoàn Kiếm.
- La Banque d'État du Viêt Nam (Ngân hàng Nhà nước Việt Nam), ancienne succursale principale de la banque de l'Indochine, construite vers 1890.
- La gare centrale de Hanoï (Ga Hà Nội), a été construite en 1902. Endommagée en 1972, par des bombardements aériens américains durant la guerre du Viêt Nam, sa partie centrale a été reconstruite avec une façade d'inspiration soviétique.
- La prison Hỏa Lò, construite durant l'occupation française, détruite en partie en 1990, elle est aujourd'hui un musée.
- L'ancien commissariat central situé au sud du lac de l'Épée restituée.
- L'ancienne mairie de Hanoï et trésor, situés sur les deux côtés du square Ly Thai To.
- L'institution Sainte-Marie, fondée en 1896 et l'hôpital Saint-Paul (Bệnh viện Đa khoa Xanh Pôn).
- Le séminaire Saint-Joseph de Hanoï, datant de 1934.
- L'institut du radium de l'Indochine.
- Le marché Đồng Xuân (Chợ Đồng Xuân), anciennes halles couvertes de la ville.
- L'église Saint-Antoine-de-Padoue située dans le quartier de Ham Long et datant de 1934.

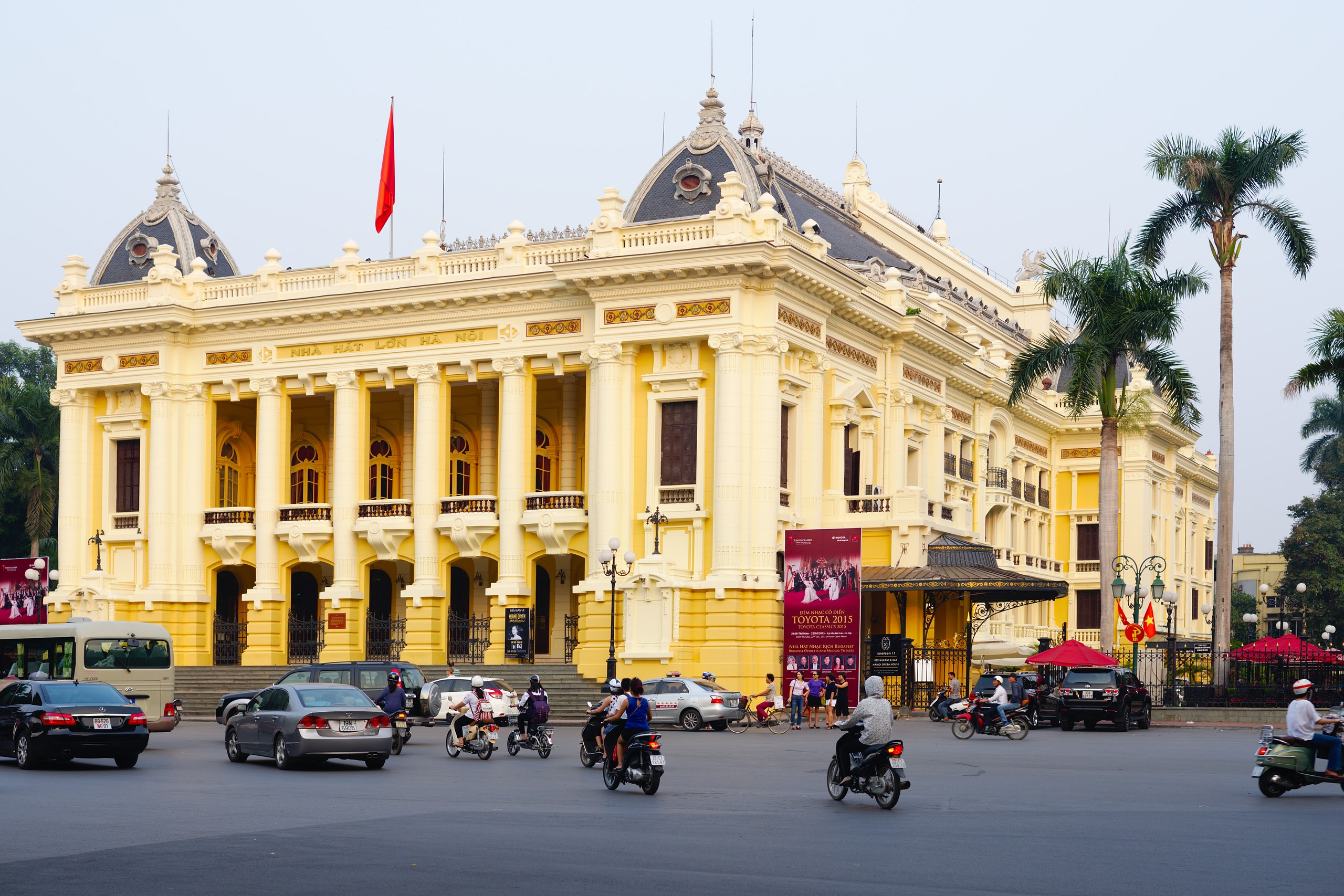
Le Grand Opéra de Hanoï
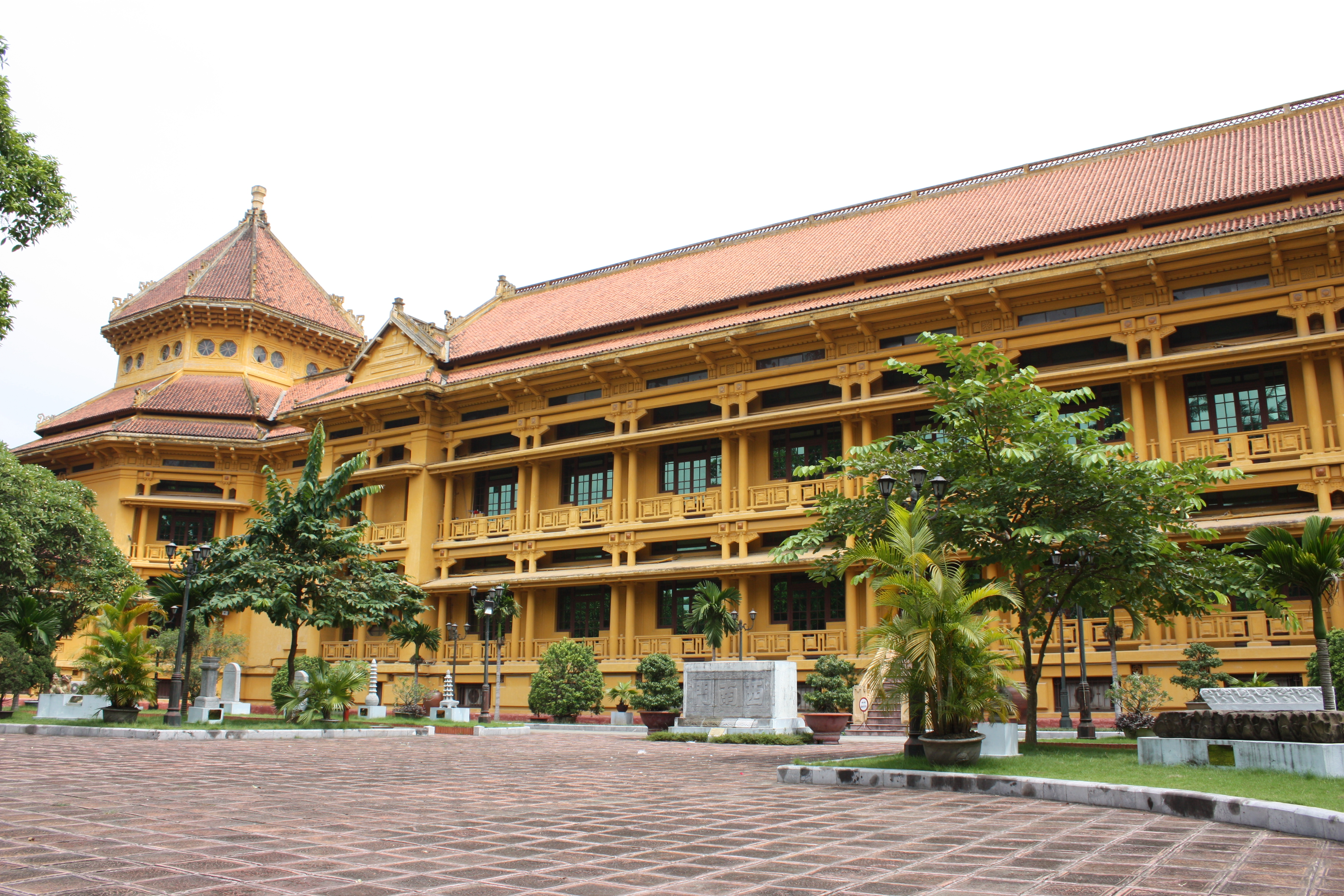
Le musée d'histoire vietnamienne
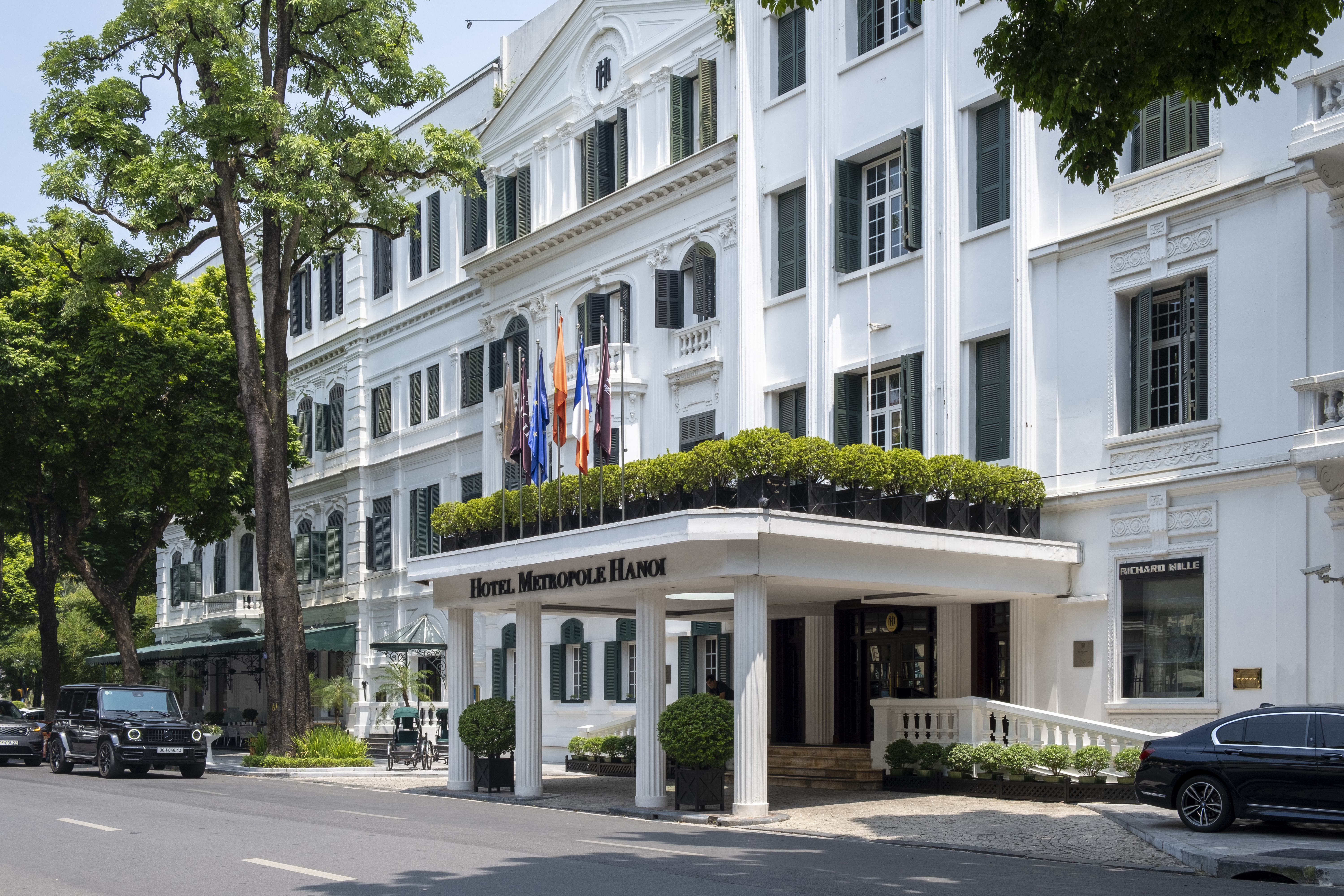
Le Sofitel Legend Metropole de Hanoï
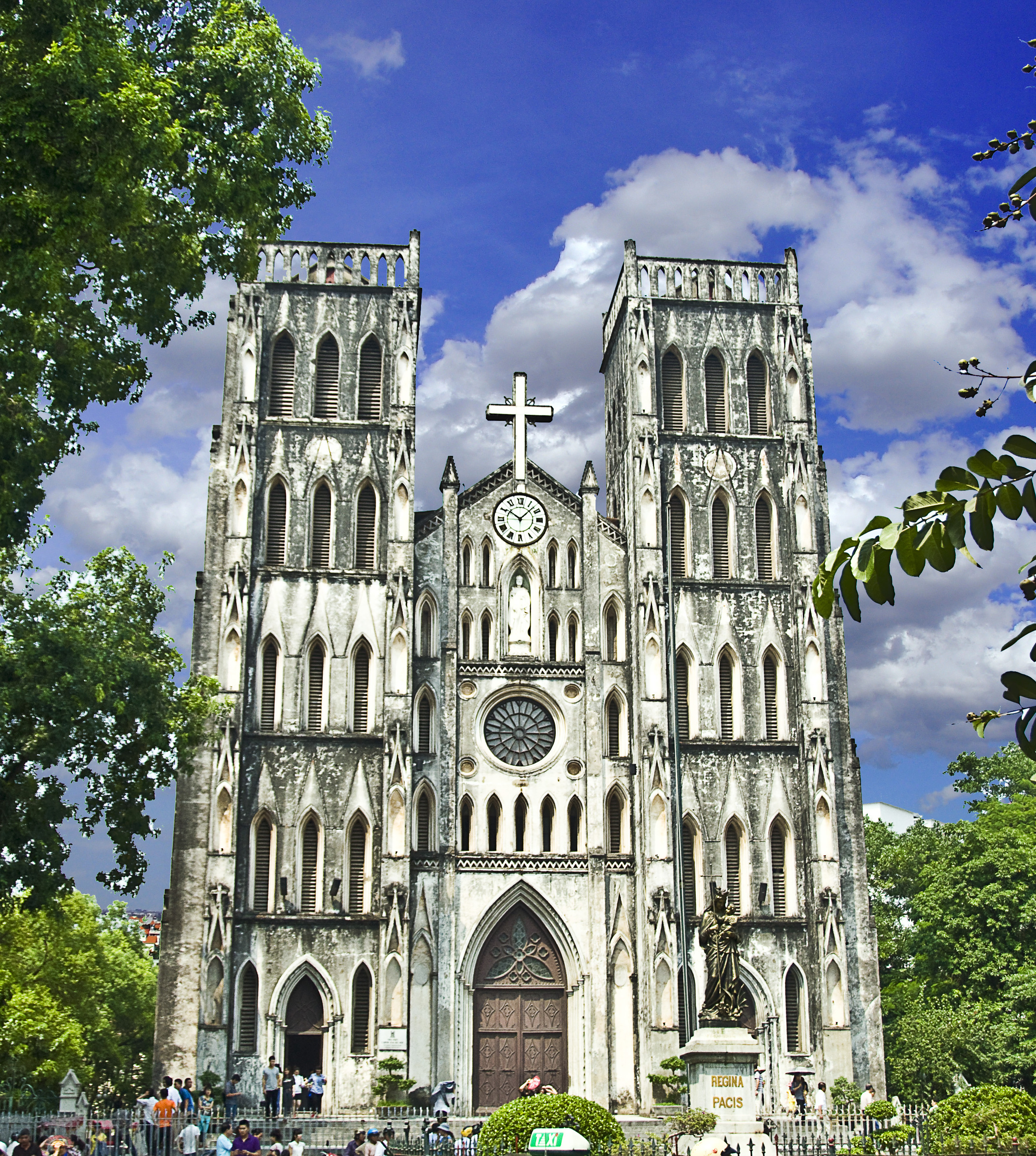
La cathédrale Saint-Joseph de Hanoï

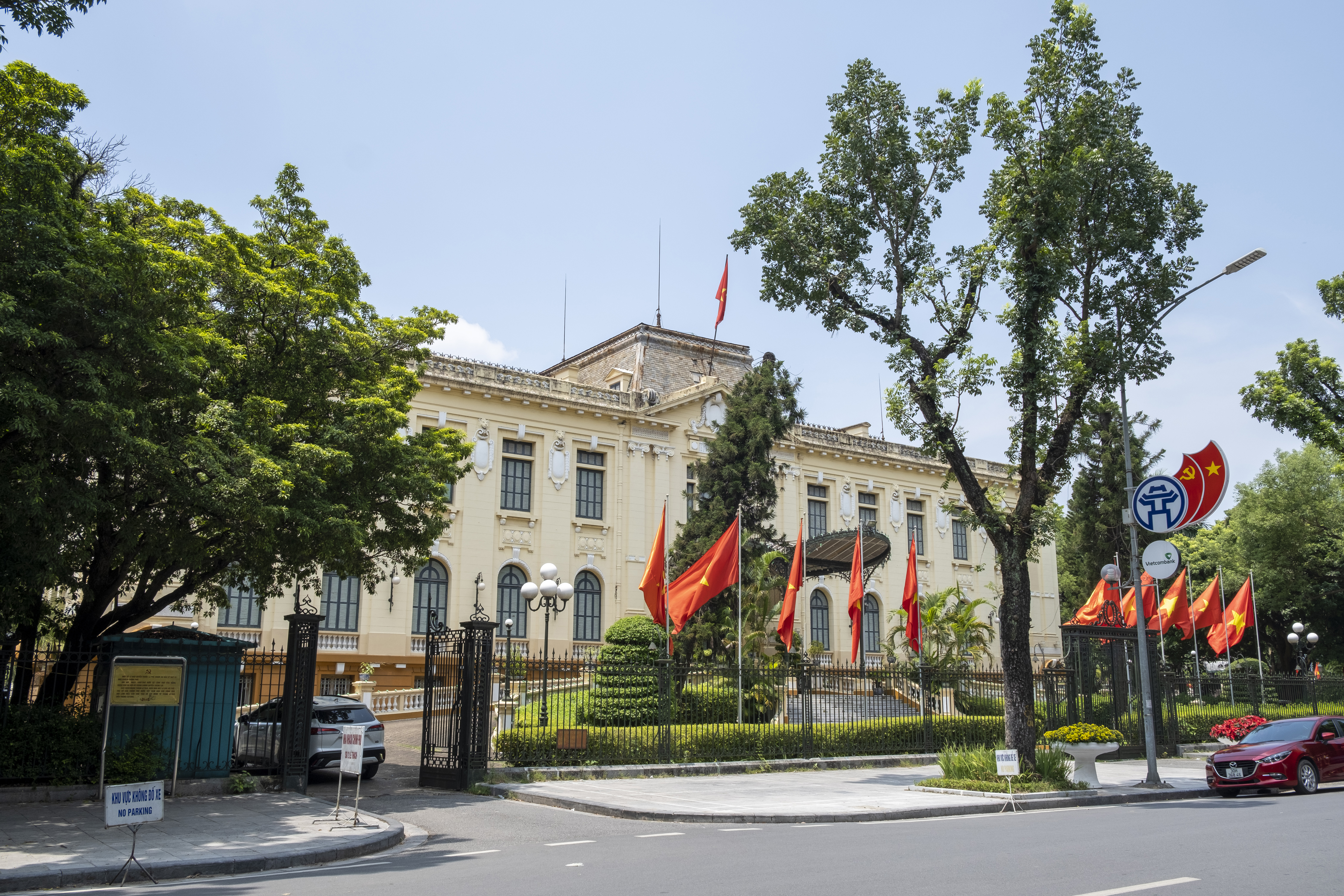
Le palais du Tonkin
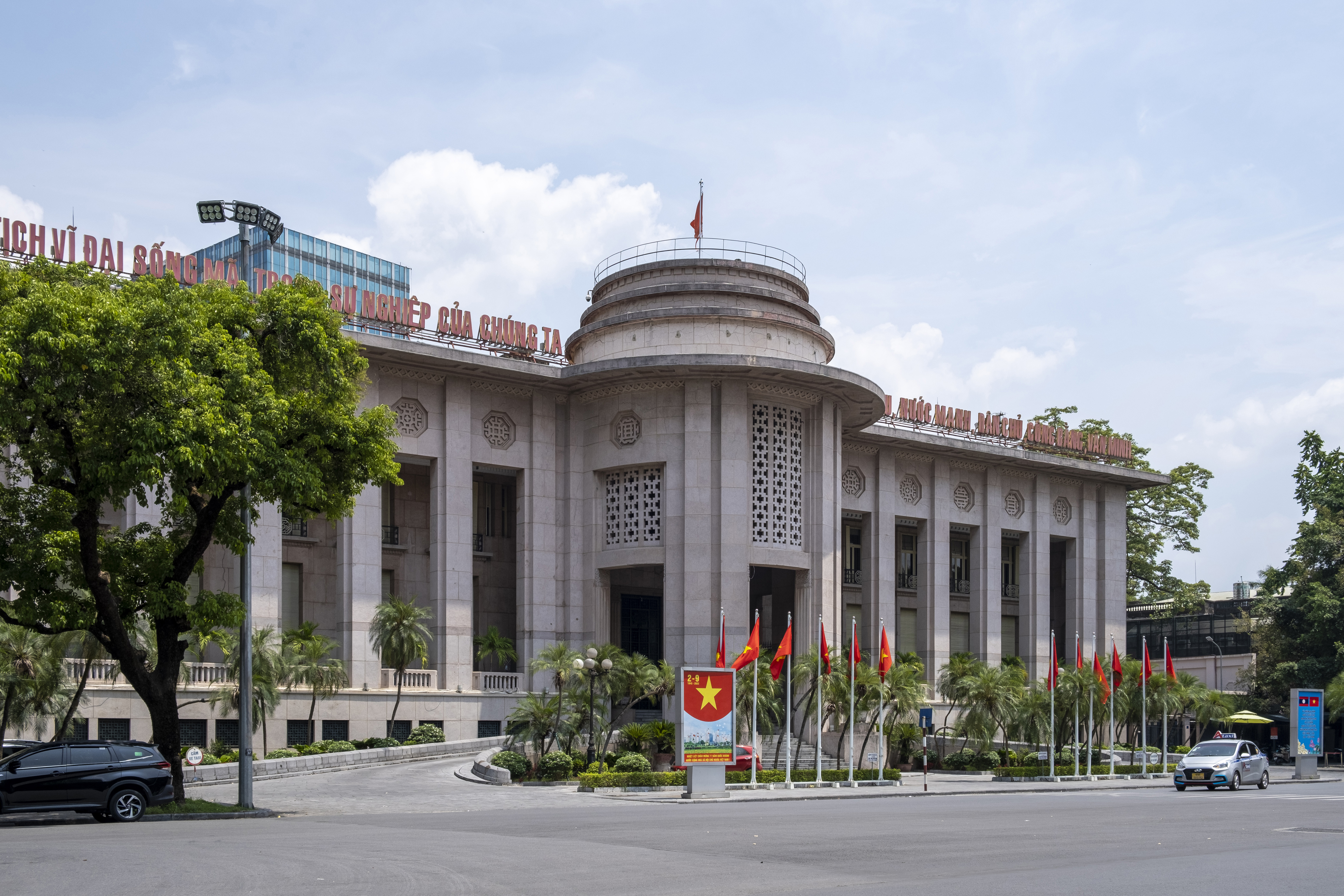
La banque d'État du Vietnam
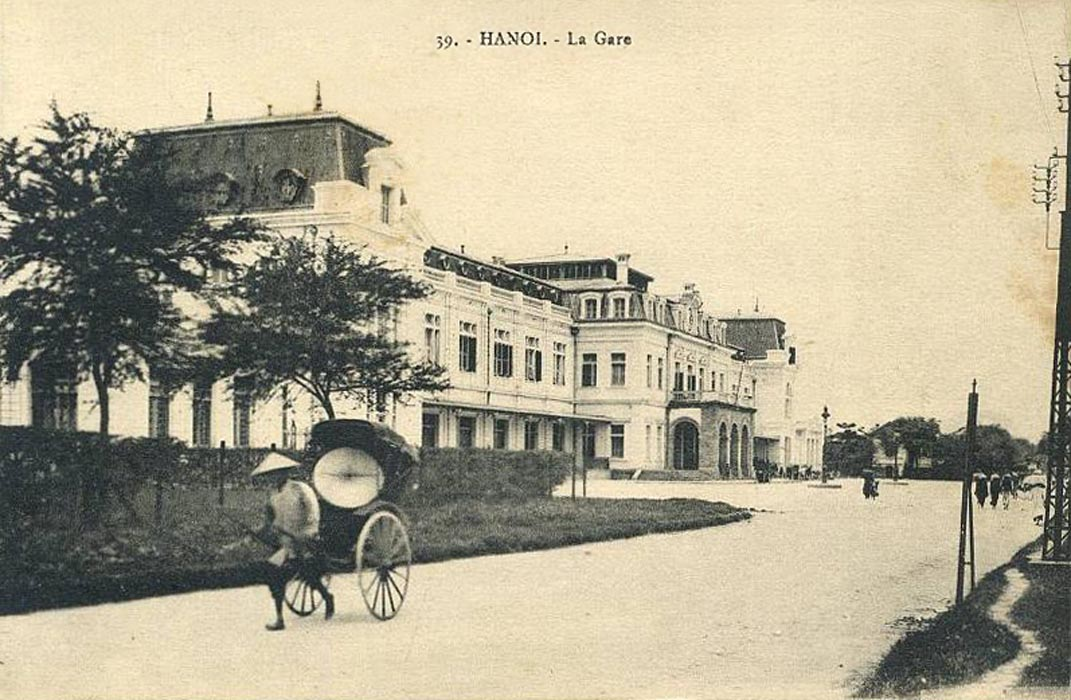
La gare de Hanoï

#### Le quartier de la citadelle - Ba Đình
Le quartier de Ba Đình constitue un district urbain situé au sud du lac de Truc Bach, et à l'ouest du quartier des 36 rues. Il est traversé par de grandes avenues et boulevards arborés, souvent bordés par de belles anciennes villas coloniales aux styles régionaux français (Normand, Breton ou encore Basque). C'est le cœur politique du Vietnam avec la présence des principales institutions politiques du pays, ainsi que de nombreuses ambassades. Sa superficie est notamment occupée par le complexe de la citadelle impériale de Thang Long, la place Ba Dinh, ainsi que par le parc botanique de Hanoï (Công Viên Bách Thảo Hà Nội).
- La place Ba Dinh (Quảng Trường Ba Đình) est la plus grande esplanade de Hanoï, c'est ici que le 2 septembre 1945, Hô Chi Minh a lu la Proclamation de l'indépendance de la République démocratique du Vietnam. Son esplanade permet d'accueillir des défilés militaires officiels.
- Le mausolée de Hô Chi Minh domine la place Ba Dinh sur son flanc ouest. Inspiré du mausolée de Lénine à Moscou, il a été inauguré en 1975. L'entrée est gardée par une garde d'honneur militaire.
- Le palais présidentiel se situe dans l'angle nord-ouest de la place Ba Dinh. Ce palais a été construit entre 1900 et 1906 par Auguste Henri Vildieu à la commande du gouverneur Paul Doumer. Il est de style néoclassique avec quelques éléments néo-renaissance italienne.
- L'Assemblée nationale située sur le flanc est de la place Ba Dinh, avec son architecture contemporaine.
- La pagode au pilier unique est l'un des plus anciens monuments de Hanoï. Construite par l'empereur Lý Thái Tông, qui régna de 1028 à 1054, elle fut reconstruite au XIIIe siècle, puis au XXe siècle, après sa destruction volontaire par les Français, lors de leur retraite de Hanoï.
- Le musée Hồ Chí Minh, inauguré en 1990, dans lequel se trouvent des aires d'exposition évoquant la vie et l'œuvre révolutionnaire de Hồ Chí Minh, ainsi que celle du peuple vietnamien.
- Le Ministère des Affaires étrangères
- L'avenue Phan Đình Phùng, ex-Carnot, regroupe de nombreuses villas coloniales, ainsi que l'église des Martyrs.
- La citadelle impériale de Thang Long, possède une histoire de plus de dix siècles à travers les règnes des différentes dynasties vietnamiennes. Il concentre dans son périmètre, la porte du Nord (Cửa Bắc) des bâtiments d'artillerie coloniale, des sites archéologiques, la tour du Drapeau, ainsi que le musée d'histoire militaire du Vietnam.
- Le temple Quán Thánh (Đền Quán Thánh), appelé "pagode des Corbeaux" à l'époque coloniale, datant du XIe siècle, il est le seul temple taoïste de la ville.
- Le musée des beaux-arts du Vietnam occupe un ancien collège de jeunes filles.
- Le lac Huu Tiep abrite une carcasse d'un bombardier américain.
- Le lycée Chu Văn An (anciennement lycée du Protectorat) et la villa Schneider situés au bord du lac de l'Ouest.

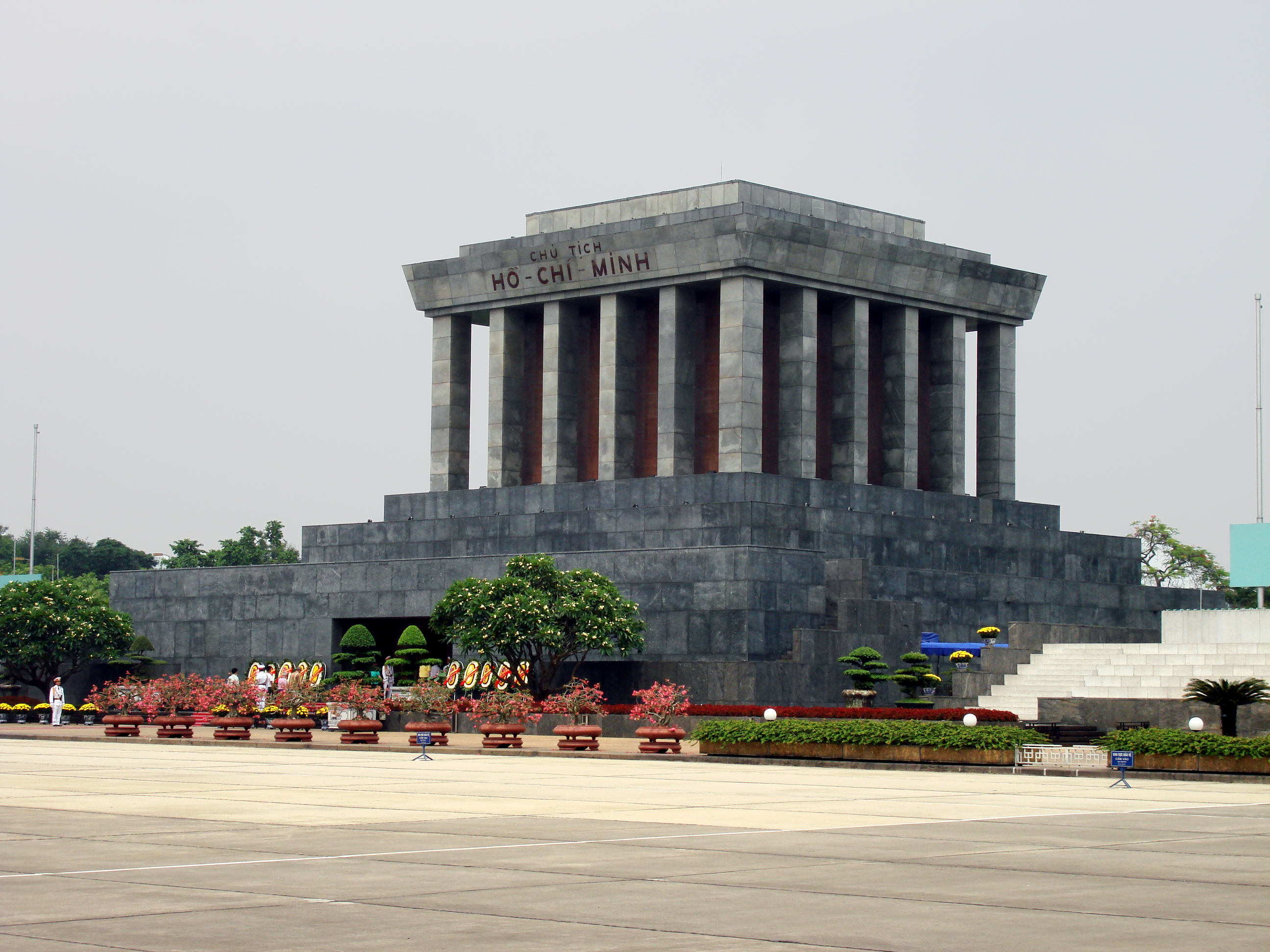
Le mausolée d'Hô Chi Minh
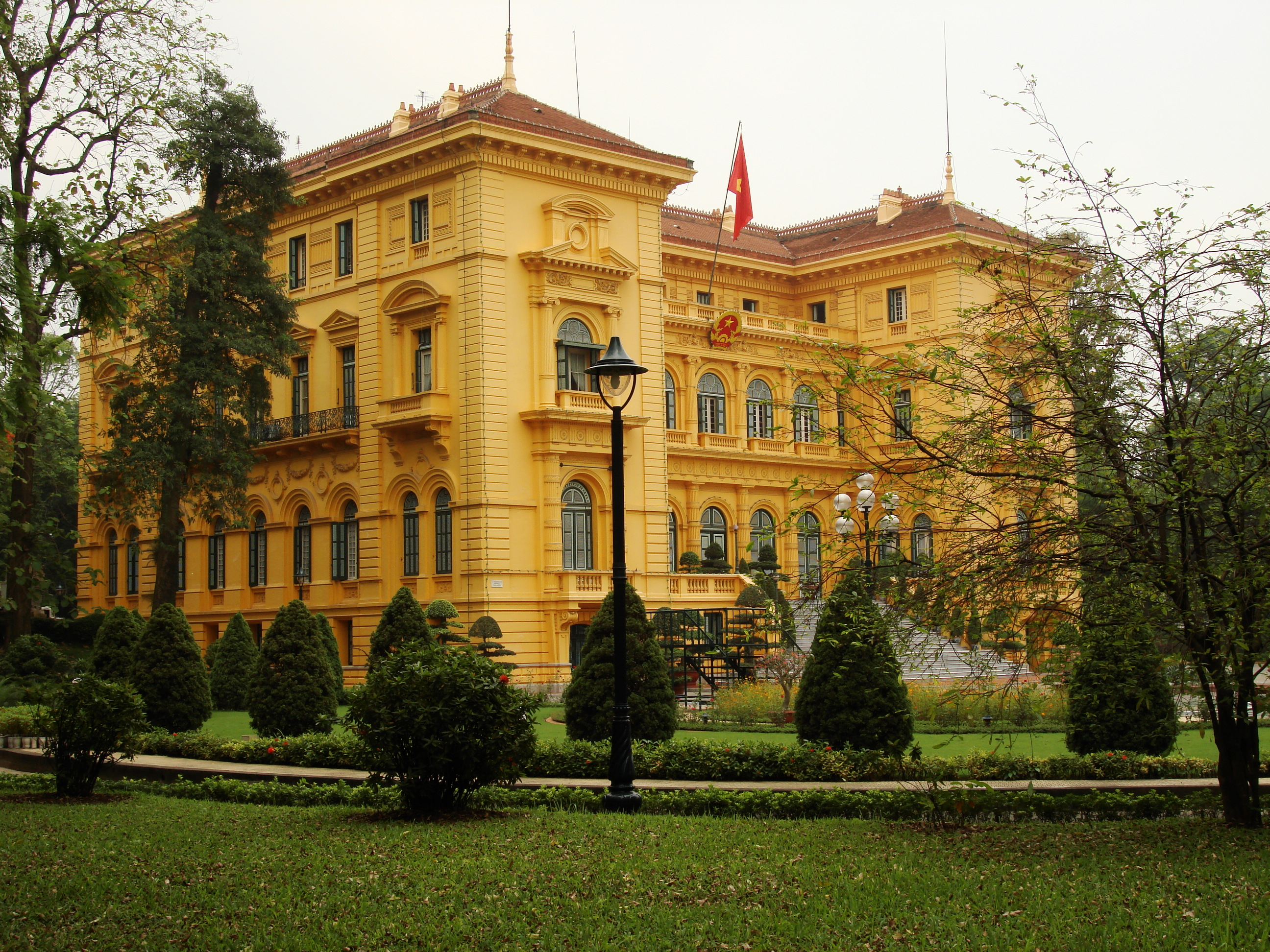
Le palais présidentiel
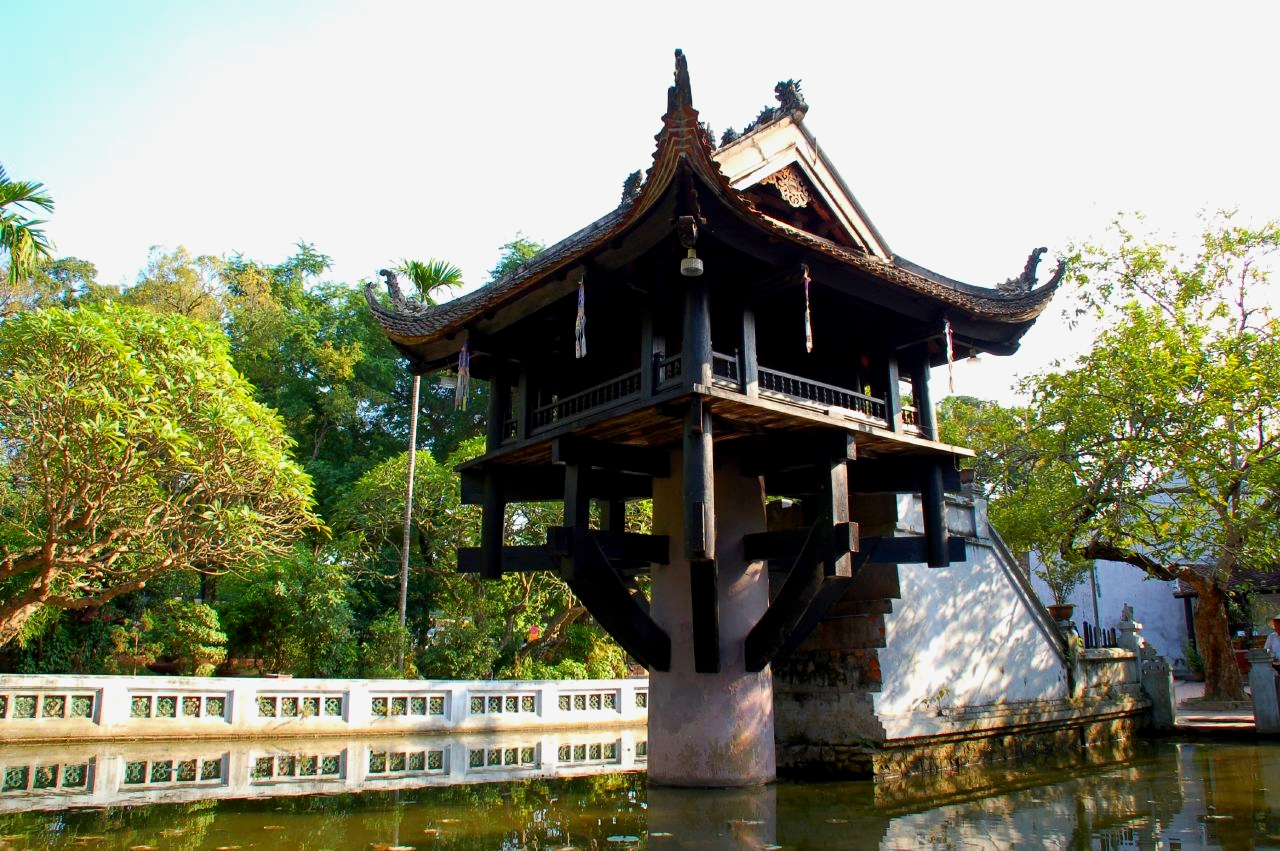
La pagode au pilier unique
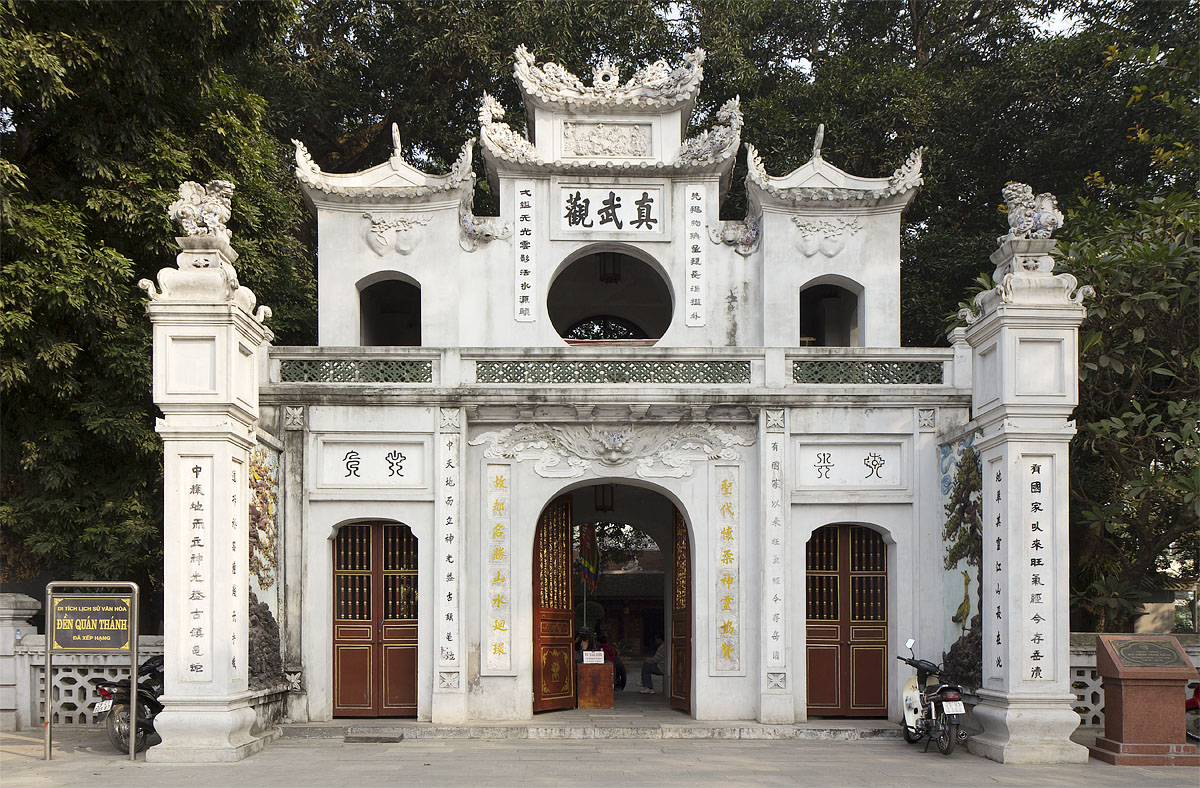
L'entrée du temple Quan Thanh
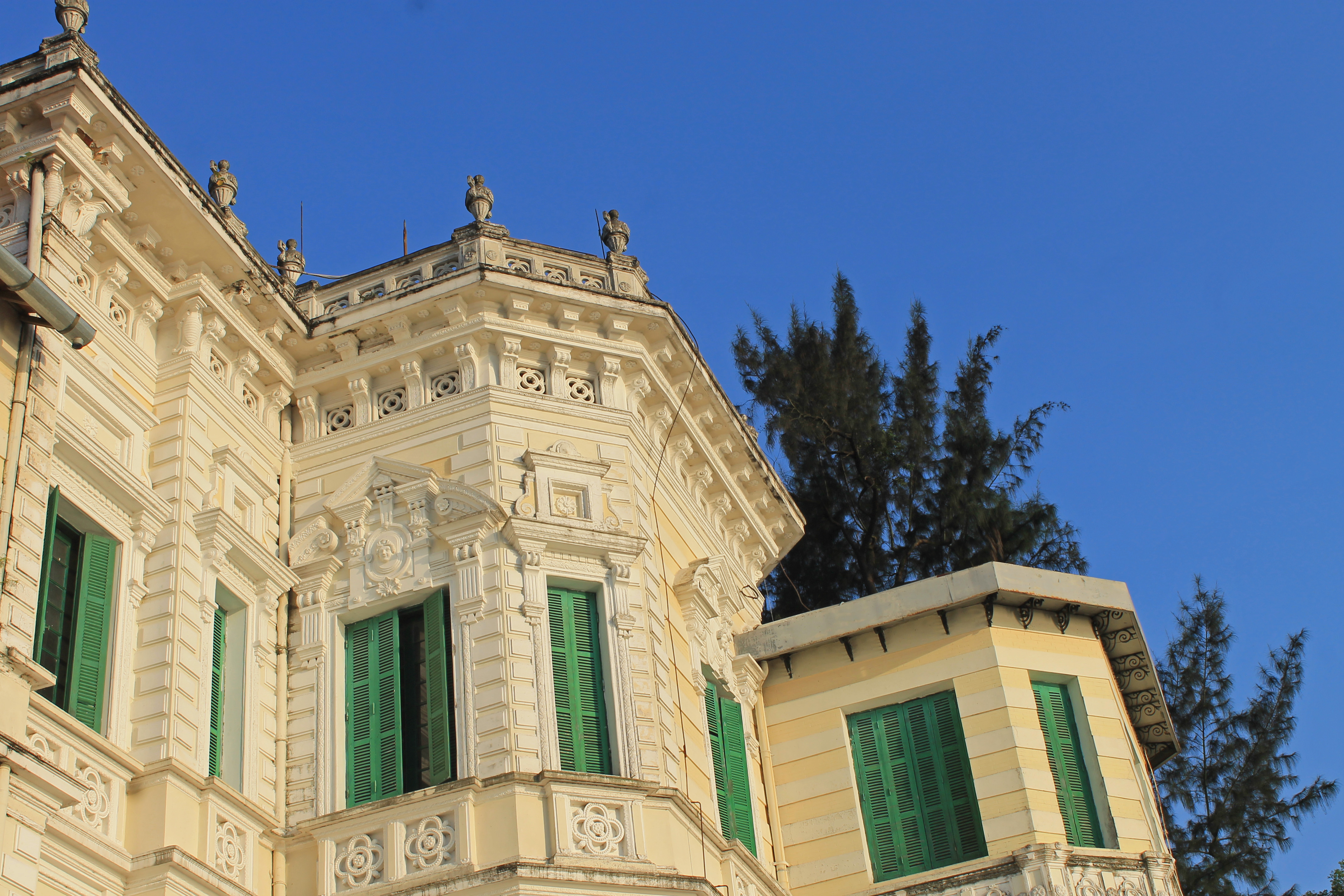
La villa Schneider

#### Hanoï moderne
Autour des districts centraux, se trouvent les districts de Tây Hồ, au nord, qui encercle tout le lac de l'Ouest (Hồ Tây). Ce quartier est résidentiel et particulièrement paisible sur ses rives, avec de nombreux cafés, bars, restaurants et boutiques spécialisées. C'est le quartier idéal pour la pratique sportive (jogging, vélo, stand paddle, etc.). C'est un endroit très prisé des expatriés de Hanoï qui se sont concentrés sur la rive Est du lac (quartiers de Tô Ngọc Vân et Quảng An). Quelques anciennes pagodes parsèment ce quartier, dont l'une des plus vieilles et les plus connues, phủ Tây Hồ, qui se situe au bout d'une péninsule s'avançant jusqu'au centre du lac. Le lycée Chu Văn An, est un ensemble scolaire datant de l'époque coloniale encore en fonctionnement aujourd'hui. Son enceinte englobe la villa Schneider, l'une des plus belles villas privées de l'époque coloniale française en Indochine. Enfin, sur la route de l'aéroport (entre les avenues Âu Cơ et Trần Khánh Dư) se déploie un mur en céramique, construit dans le cadre du Millénaire de Hanoï. Il est considéré comme étant le plus long du monde.
Au-delà du district de Hoan Kiem, au sud, s'étend le district de Hai Bà Trưng, nommé ainsi en l’honneur des sœurs Trung qui défendirent la ville contre les Chinois au Ier siècle. Ce district abrite encore quelques vieilles façades situées dans les rues adjacentes de l'avenue phố Huế, ainsi que l'église Saint-Antoine-de-Padoue, rue phố Hàm Long.
Sur le flanc Est du district de Hoan Kiem, malgré la présence du fleuve Rouge, l'urbanisation est galopante dans le district de Long Biên, relié par le fameux pont de Long Biên et le pont Chương Dương, inauguré en 1985. Ce district est l'un des plus menacés par le risque d'inondations. Il abrite le lycée français Alexandre-Yersin.
Grâce à la disponibilité des terres et un relief plat, c'est en direction de l'Ouest et au Sud-Ouest que Hanoï s'est le plus étendu. On retrouve le district de Đống Đa qui abrite notamment le temple de la Littérature. Ensuite on retrouve le district de Cầu Giấy, qui tient son nom de l'ancien pont en papier, autrefois situé à proximité d'un important village artisanal spécialisé dans la fabrication du papier. Ce district habite le reconnu musée d'ethnographie du Vietnam.
Au-delà de ces districts périurbains, s'étendent les districts plus ruraux et industriels de Hanoï, englobés depuis 2008 dans l'aire métropolitaine. L'étalement urbain se caractérise par la construction de grandes nouvelles zones résidentielles fermées, sortes de gated communities pour la classe aisée, qui comprennent des entrées sécurisées, des pavillons qui se ressemblent tous, des aires de détente ainsi que des centres commerciaux.
Une autre caractéristique majeure de ce processus d'urbanisation, est la construction d'un bâti s'élevant de plus en plus haut, afin de répondre à une demande de plus en plus croissante de logements de la part de la classe moyenne émergente. Ainsi en 2014, Hanoï comporte plus de 100 gratte-ciels de plus de 100 mètres de hauteur. Dans cette forêt de tours d'habitations, se trouvent les plus hautes tours de Hanoï : la tour Lotte, haute de 272m et la tour Keagnam, haute de 336m, et qui constitue la seconde tour la plus haute du Vietnam.
Un réseau de métro, doit voir le jour d'ici 2030. Il permettra de désengorger la ville de sa circulation et d'atténuer la pollution de l'air. La première ligne, la 2A, qui dessert Cát Linh - Giảng Võ - Láng Hạ - Thanh Xuan - Ha Dong, doit rentrer en exploitation en 2020, après de nombreux reports.
Enfin, un plan sur l'aménagement de la région capitale de Hanoï pour 2030 et une vision pour 2050 a été annoncé par le ministère de la Construction. La population pourrait s'élever à 21 ou 23 millions en 2030. Le périmètre de cette région couvrira plus de 24 300 km2.

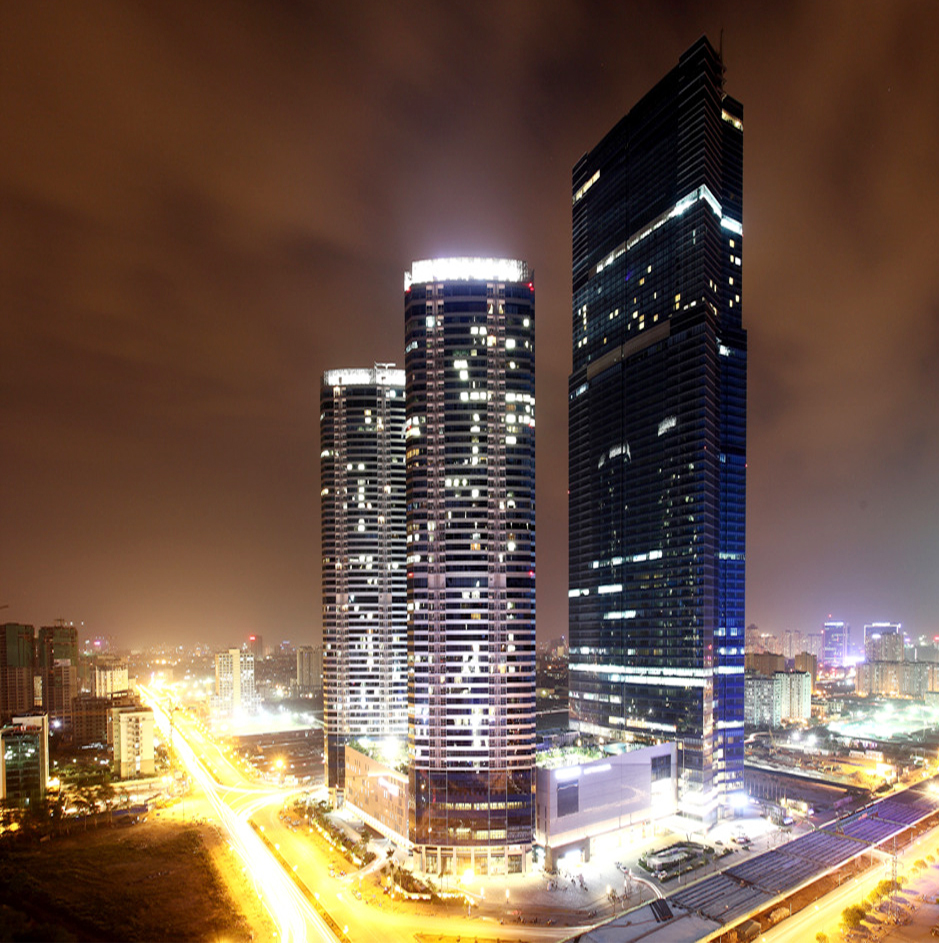
Tour Keangnam, le plus haut gratte-ciel de Hanoï.
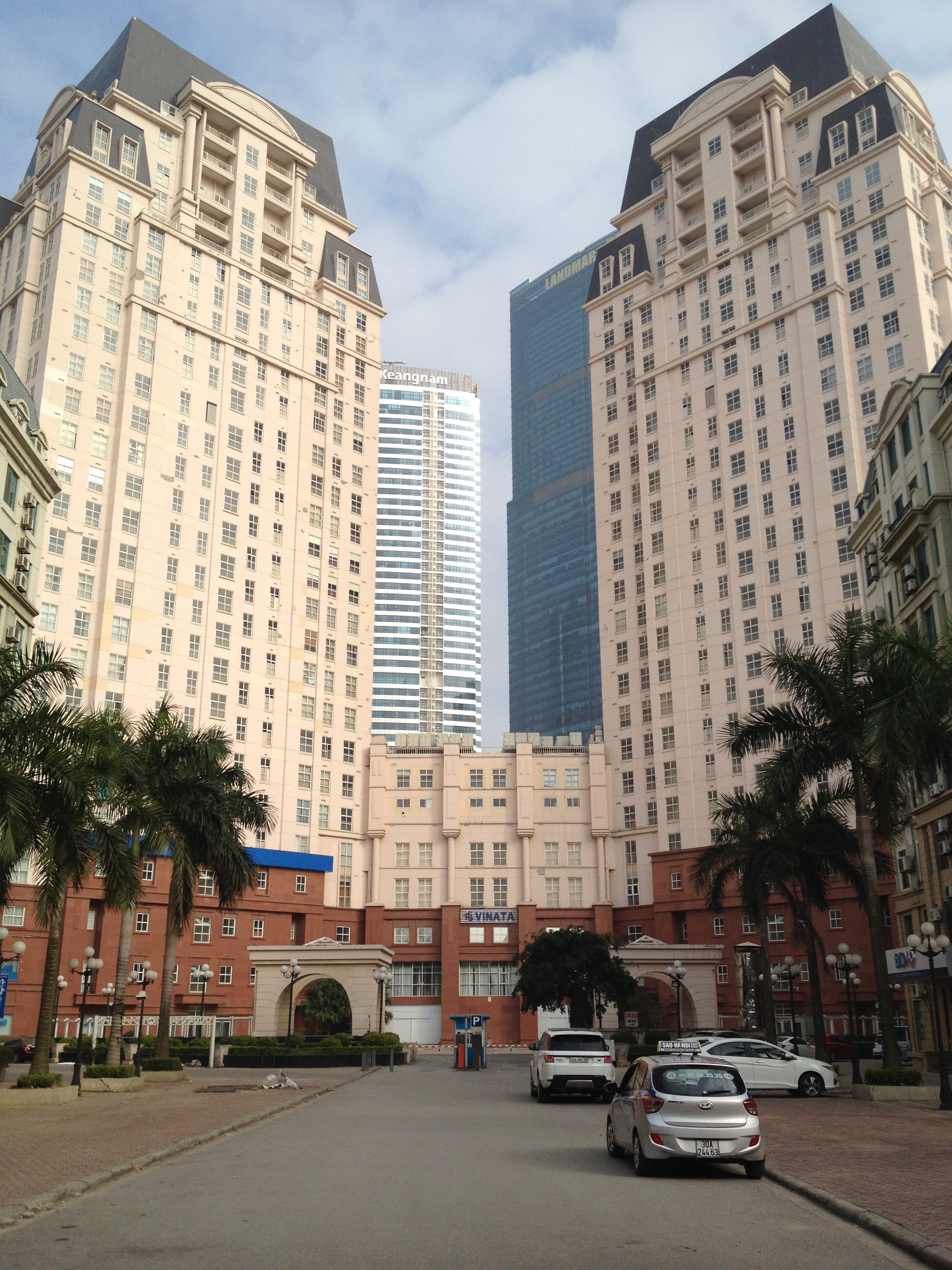
Bâtiments modernes inspirés de l'architecture haussmanienne.
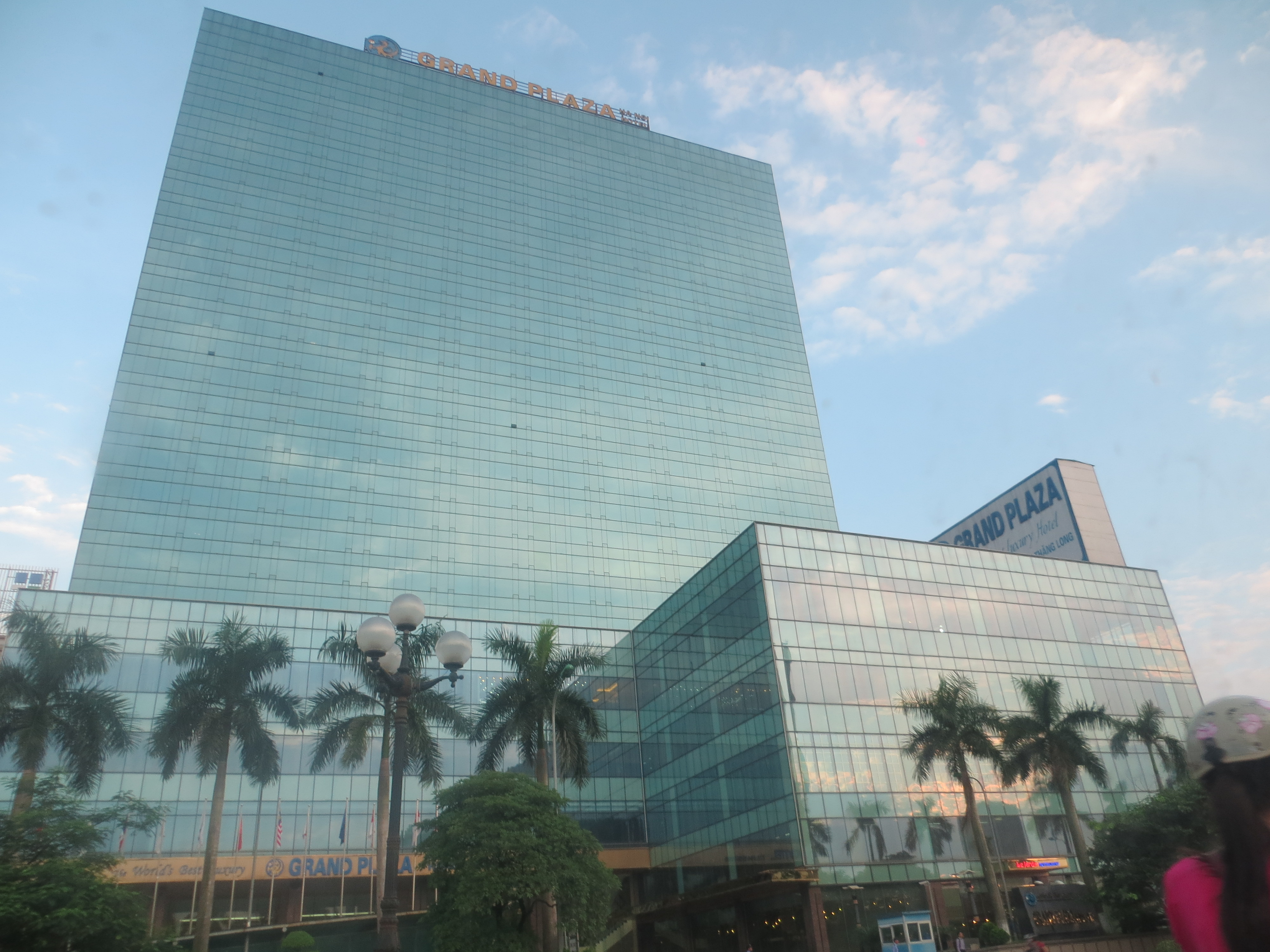
De nombreux grands hôtels sont situés dans l'Ouest de Hanoï, où le foncier était disponible.
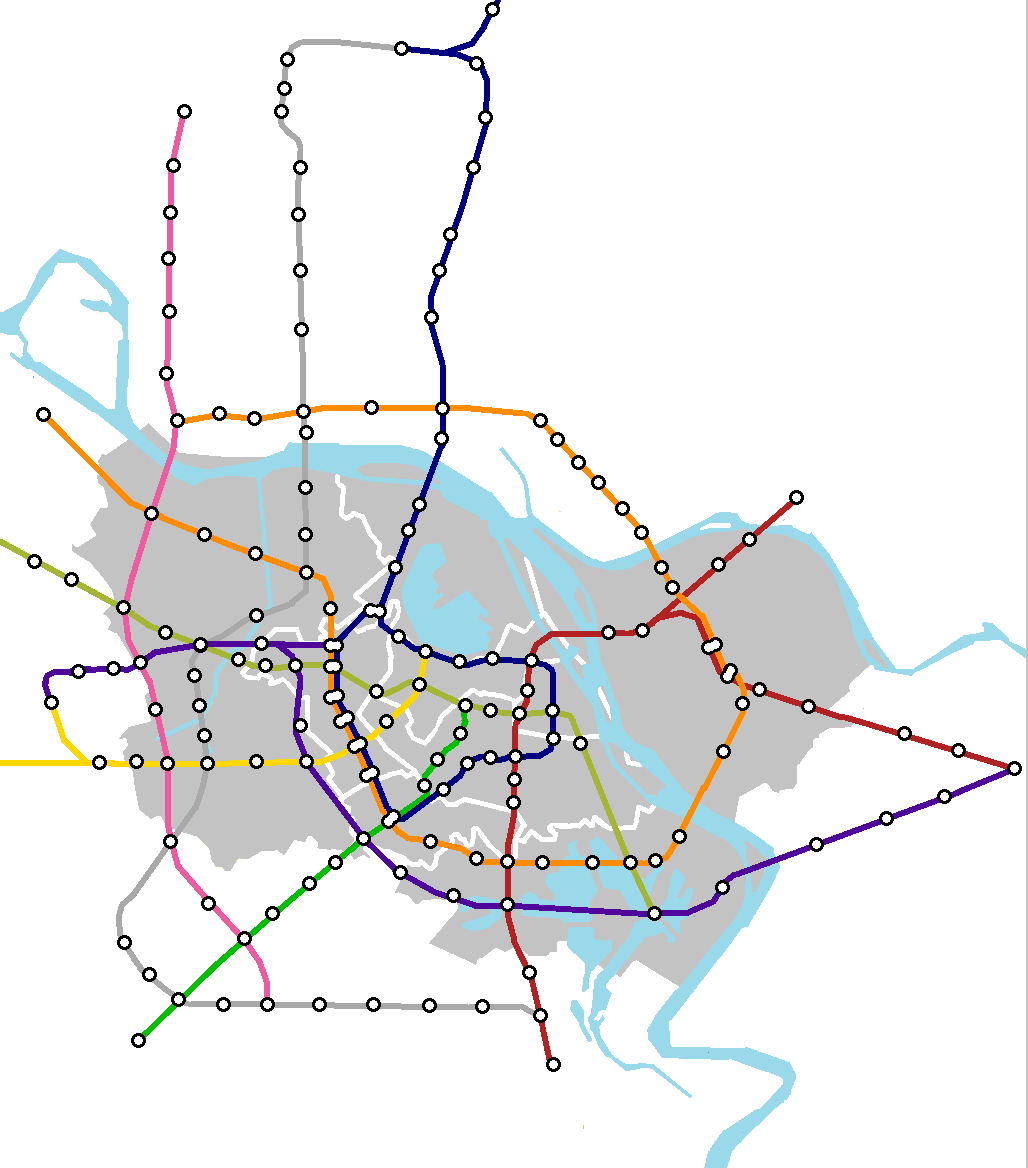
Le plan du réseau du métro de Hanoï prévu pour 2030.

### Patrimoine naturel

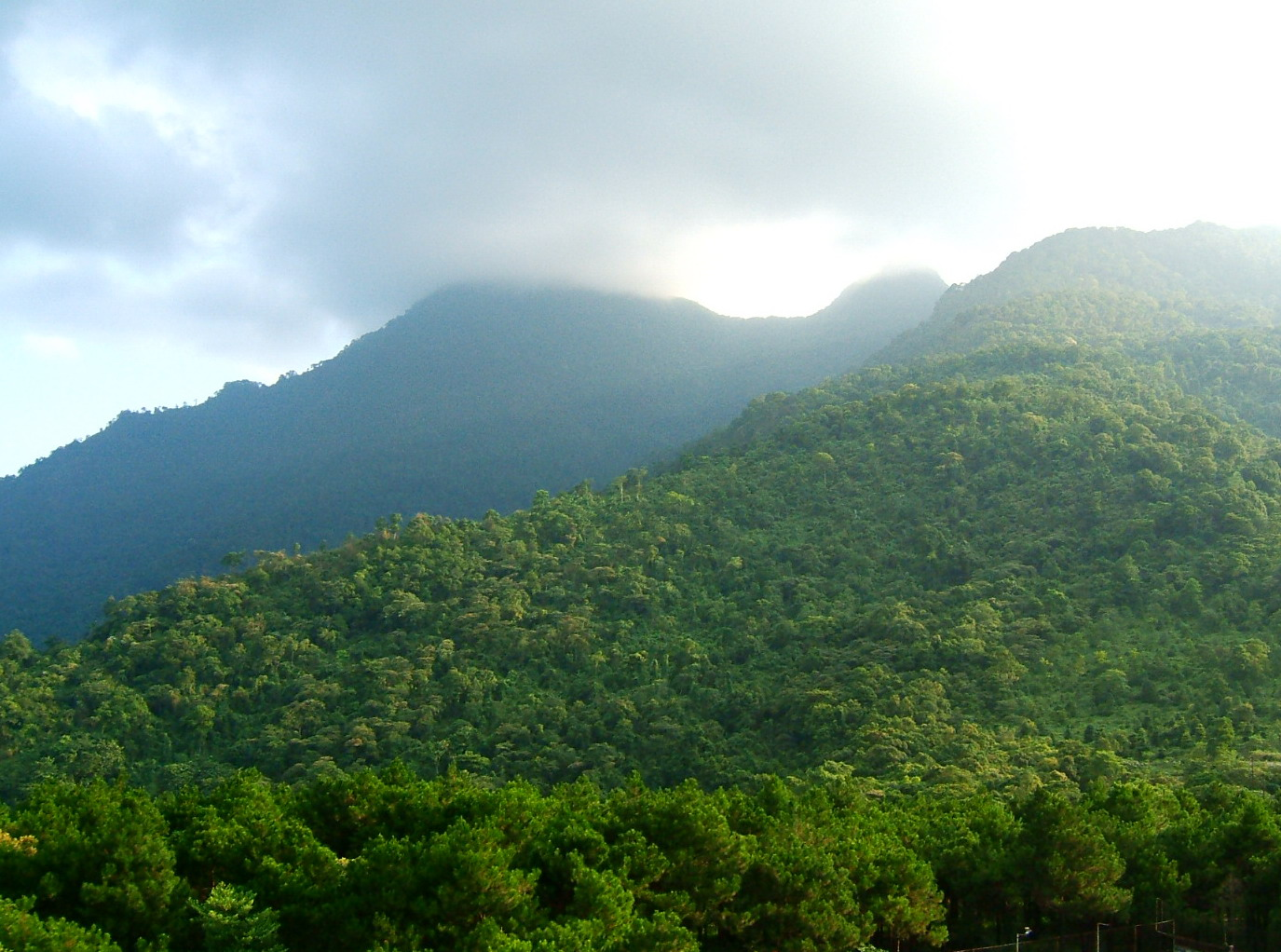
Le parc national de Ba Vi

La ville de Hanoï dispose d'un important patrimoine naturel composé de nombreux lacs issus de l'ancien lit du fleuve Rouge. Ces lacs contribuent à la singularité paysagère de Hanoï et permettent d'aérer la ville en constituant d'importantes aires de promenades au cœur de la ville. Le parc botanique de Hanoï (Vườn bách thảo Hà Nội) est l'un des plus importants et des rares parcs urbains de la capitale ; grignoté par l'urbanisation depuis sa création en 1890, il s'étend aujourd'hui sur à peine dix hectares. Il concentre environ une soixantaine d'arbres natifs du Vietnam, ainsi que des espèces importées d'autres régions de l'Asie, d'Australie, d'Afrique et des Amériques.
Le patrimoine arboricole est aussi très important, comme en témoignent les avenues bordées de milliers d'arbres, dont certaines portions comportent de remarquables arbres centenaires : avenues Hoàng Diệu, Nguyễn Tri Phương, Lý Nam Đế, Phan Đình Phùng, Lê Thái Tổ, Đinh Tiên Hoàng et Lò Đúc. Les plus vieux arbres de Hanoï sont des banians situés dans les temples et les pagodes. Le plus ancien d'entre-eux se situe au niveau du 14 Lê Thái Tổ.
Enfin le territoire de Hanoï abrite le parc national de Ba Vì (Vườn quốc gia Ba Vì) situé à 48km à l'Ouest du centre-ville de Hanoï. Le parc fait près de 10 815 hectares et comporte plusieurs sommets d'une hauteur dépassant les 1000m d'altitude. Cette aire abrite une riche et diverse faune et flore tropicale et subtropicale. Des vestiges de l'ancienne station d'altitude construite par les Français sont aussi présents.

### Patrimoine culturel

#### Musées

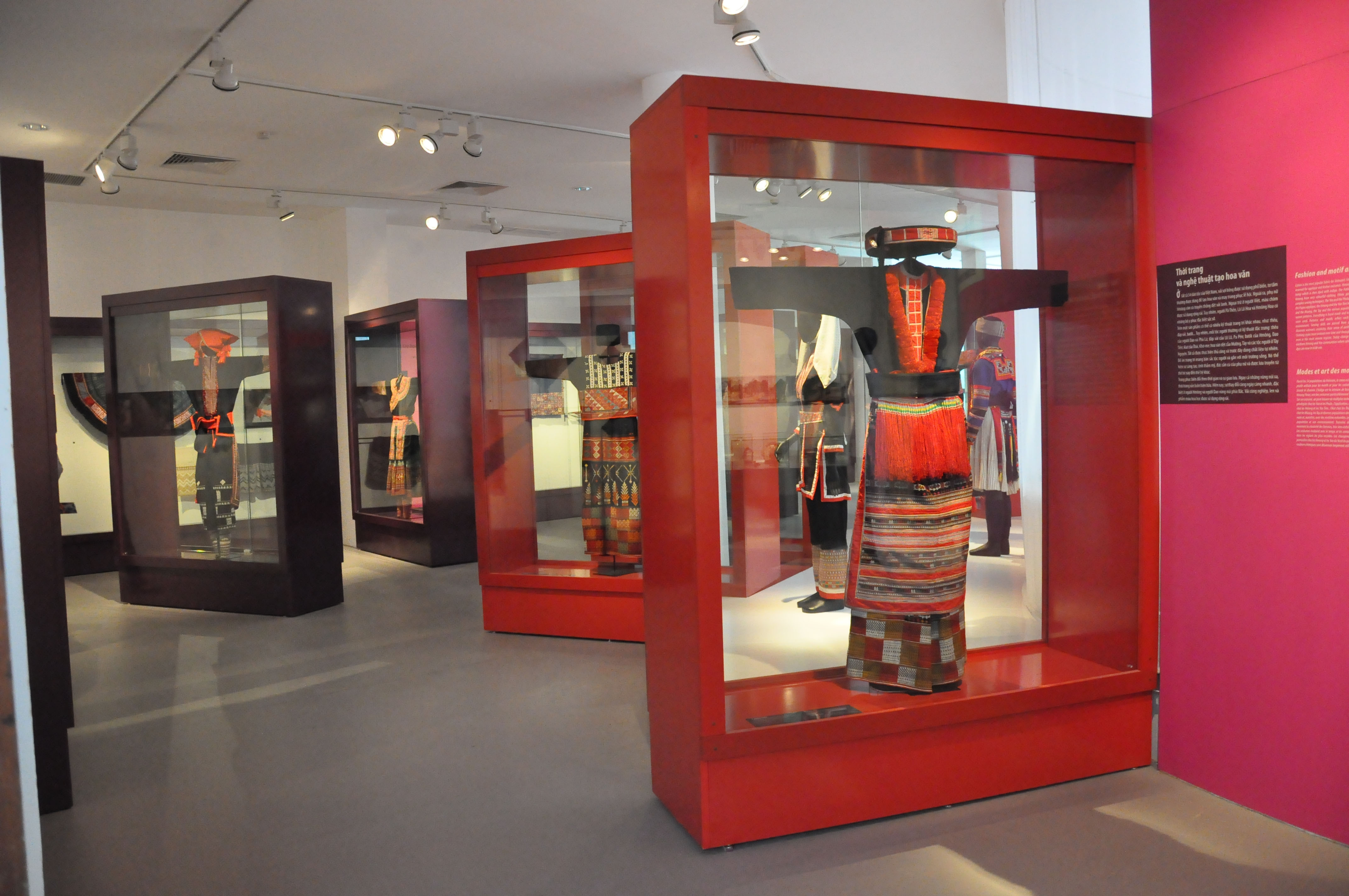
Musée des femmes du Vietnam

- Musée national d'Histoire du Vietnam : installé dans un bâtiment à l'architecture indochinoise éclectique, ce musée présente une collection allant de la préhistoire, aux dynasties impériales, en passant par la sculpture Cham. Parmi les pièces remarquables, une très ancienne statue de Bouddha en bois datant du IVe siècle/VIe siècle et une Avalokitesvara (Kuan Yin) avec de nombreux yeux et des bras datant de 1656 en bois cramoisi et doré. L'arrière du musée comporte un square avec une belle collections de bonsaïs.
- Musée d'ethnographie du Viêt Nam : conçu par l’architecte vietnamien Hà Đức Linh, membre de l’ethnie Tày. L’ameublement a été conçu par l’architecte française Véronique Dollfus. Il présente l'architecture, la croyance et la culture des 53 minorités ethniques reconnues par le Vietnam. Un remarquable espace extérieur présente de nombreuses reconstitutions de maisons traditionnelles d'ethnies[89].
- Musée des beaux-arts du Viêt Nam, présente l'art vietnamien à travers des peintures, sculptures et arts décoratifs.
- Musée Hồ Chí Minh, présente l'histoire récente du Vietnam sous un angle politique. Le musée présente une collection importante de documents historiques, ainsi que de nombreux objets de propagande.
- Musée des Femmes du Viêt Nam, qui présente les femmes à travers ses rites et coutumes selon les ethnies du pays, son artisanat, son économie, son histoire à travers les résistantes des guerres d’indépendances et ses costumes traditionnels[97].
- Prison Hỏa Lò, construite par l'administration coloniale française. Ce musée est constitué de trois bâtiments de deux étages. Ils contiennent les cellules communes pour hommes et pour femmes, des cellules isolées pour les condamnés, les cachots et des salles d'exposition. Le site est entouré des murs de pierre originaux de 5 mètres de haut.
- Musée de Hanoï : situé dans un beau bâtiment contemporain, le musée présente des artefacts de l'histoire des 1 000 ans de Hanoï ainsi que sur l'histoire, la culture, le patrimoine et l'architecture du Vietnam.
- Musée des forces aériennes populaires du Vietnam
- Centre d'Art contemporain Vincom de Hanoï

#### Culte

##### Confucéen, Taoïste
- Temple de la Littérature de Hanoï
- Temple Ngoc Son
- Temple de Quan Thanh

##### Bouddhiste
- Pagode Môt Côt
- Pagode Trấn Quốc
- Pagode des Ambassadeurs
- Pagode des Parfums
- Pagode Thầy
- Pagode Tây Hồ
- Pagode Bà Ngô
- Pagode Bà Đá
- Pagode Kim Liên
- Pagode Kiến Sơ
- Pagode Hòe Nhai
- Pagode Thiên Niên
- Pagode Tây Phương
- Pagode Vạn Niên

##### Catholique
Hanoï est le siège de l'archidiocèse d'Hanoï fondé en 1960, héritier du vicariat apostolique du Tonkin, érigé en 1659.
- Cathédrale Saint-Joseph, messes en français à 9h30 et 11h.
- Église des Martyrs
- Église Saint-Antoine-de-Padoue

##### Musulman
- Mosquée Masjid Al Noor de Hanoï[98]

#### Loisirs

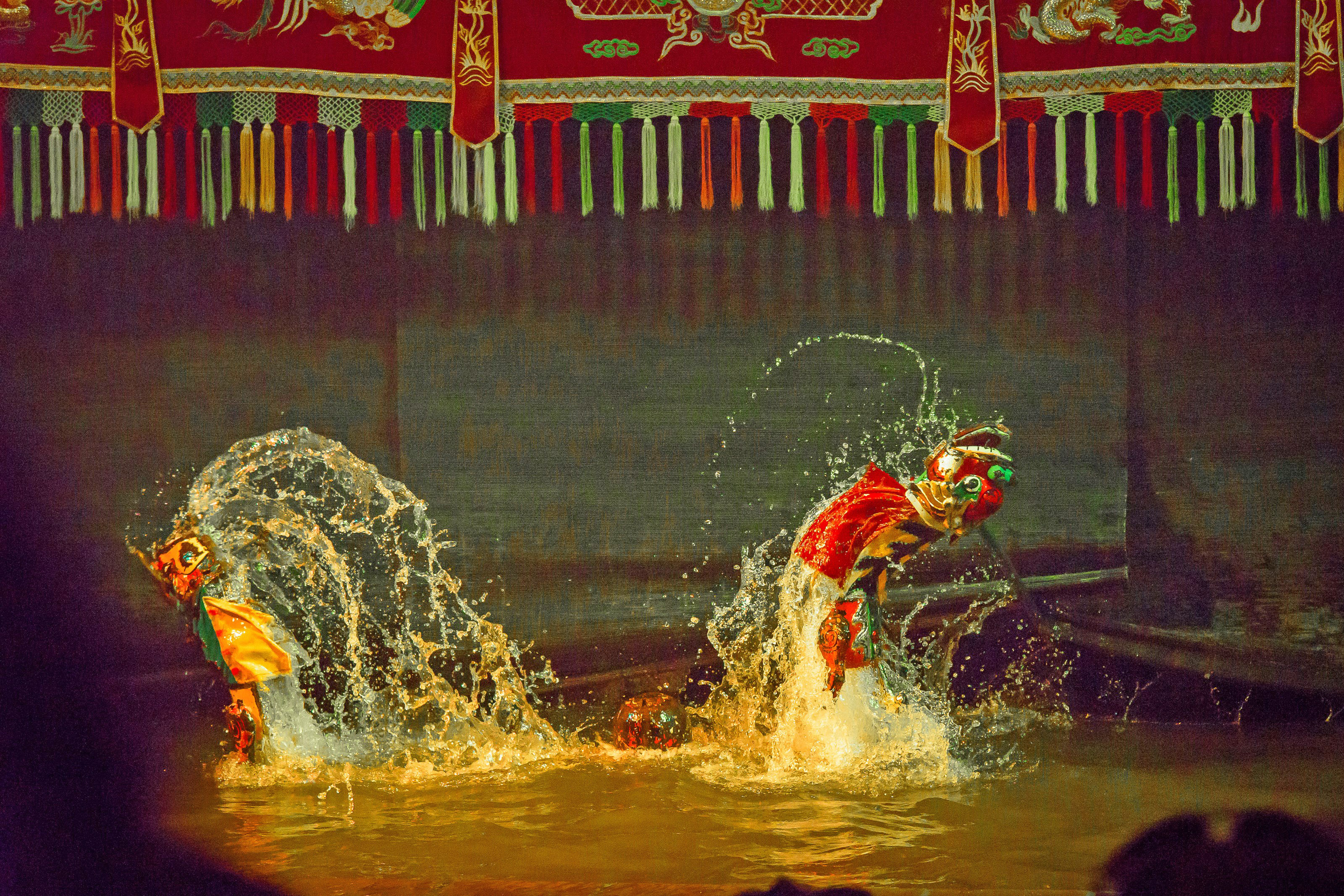
Spectacle de marionnettes sur l'eau

La ville possède de nombreux traditionnels et modernes théâtres, galeries d'art de particuliers, complexes cinémas, karaokés, bars, cafés-jazz, boîtes de nuit et des bowlings. L'Opéra de Hanoï offre toujours des représentations artistiques et culturelles. Les nombreux instituts étrangers contribuent à l'offre culturelle de la ville, notamment via l'Espace (Institut français), Korean Culture center, The Japan Foundation et l'Institut Goethe allemand.
Les grands événements se tiennent au stade national Mỹ Đình et au Palais national des congrès du Vietnam. Les sports les plus populaires au Vietnam sont le football et le foot-plume.
L'art le plus représentatif de Hanoï et de sa région, est le spectacle des marionnettes sur l'eau. Né au XIIe siècle, ce théâtre rural invoque la pluie, bénéfique pour la riziculture. La scène est une étendue d’eau derrière laquelle se trouve la chambre des montreurs. C’est à partir d’ici que les marionnettistes, à moitié plongés dans l’eau et cachés derrière un rideau de bambou, manipulent les comédiens en poupées par un mécanisme fait de perches, de tiges, de gaines et de charnières.

#### Artisanat
L'artisanat de Hanoï et de sa région est réputé à travers tout le Vietnam et de plus en plus à l'étranger. Il existe encore aujourd'hui autour de Hanoï, une centaine de villages d'artisanat, dont les plus connus sont Bát Tràng, spécialisé dans la porcelaine, Vạn Phúc, spécialisé dans la soierie, Chuông, pour ses chapeaux coniques, Hạ Thái, spécialisé dans le travail de la laque, ou encore Phú Vinh, spécialisé dans la vannerie.
Ces objets se retrouvent dans de nombreuses boutiques du centre-ville perpétuant cette tradition marchande séculaire entre la vieille ville marchande et sa périphérie. Ces babioles sont aujourd'hui prisés pour la décoration intérieure et en tant qu'objets souvenirs pour les touristes.

#### Marchés

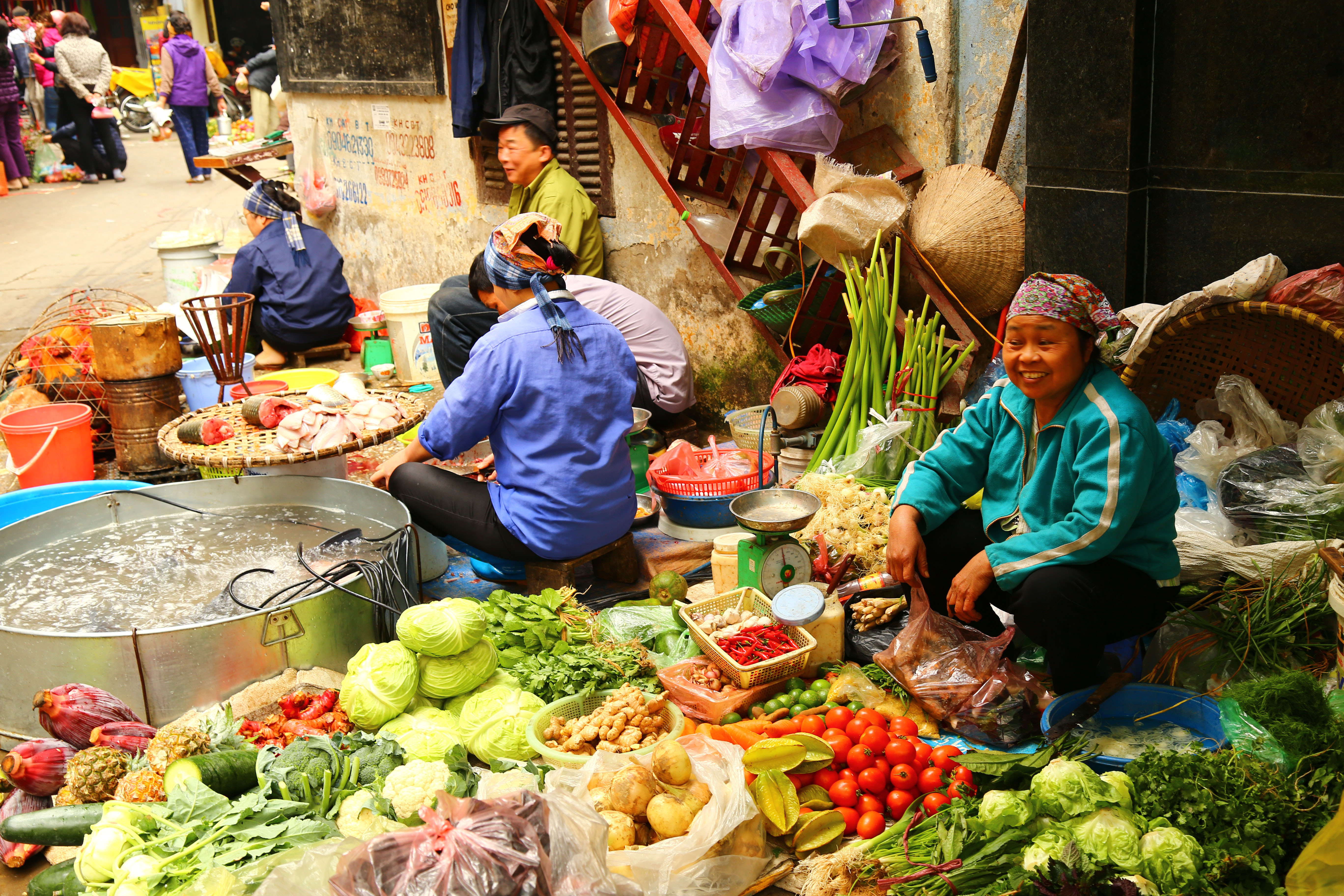
Chaque quartier possède son marché

Résultante de son histoire, Hanoï est une ville extrêmement commerçante. Au-delà de ses différentes rues du vieux centre qui se divisent par métiers, la capitale vietnamienne possède de nombreux marchés tant généralistes que spécialisés. Chaque quartier possède son petit marché. Parmi les plus connus :
- Le marché Đồng Xuân, établi dans les anciennes halles construites par les Français. Il est situé au nord du quartier des 36 rues et corporations.
- Le marché de Long Biên, principal marché de gros de la ville, il se situe sous le pont Long Biên et a lieu de nuit.
- Le marché aux fleurs de Quang Ba, situé au nord de la ville, il alimente l'ensemble de la ville de ses bouquets de fleurs. Il a lieu aussi de nuit.
- Le marché aux plantes et aux animaux domestiques de Bưởi, tout le long de la rue Hoàng Hoa Thám.
- Le marché de Chau Long
- Le marché de Hang Da
- Le marché de Yên Phụ
- Le marché Ngo Si Lien
- Le marché aux tissus de Hom
- Le marché des objets votifs de Hang Ma

#### Gastronomie

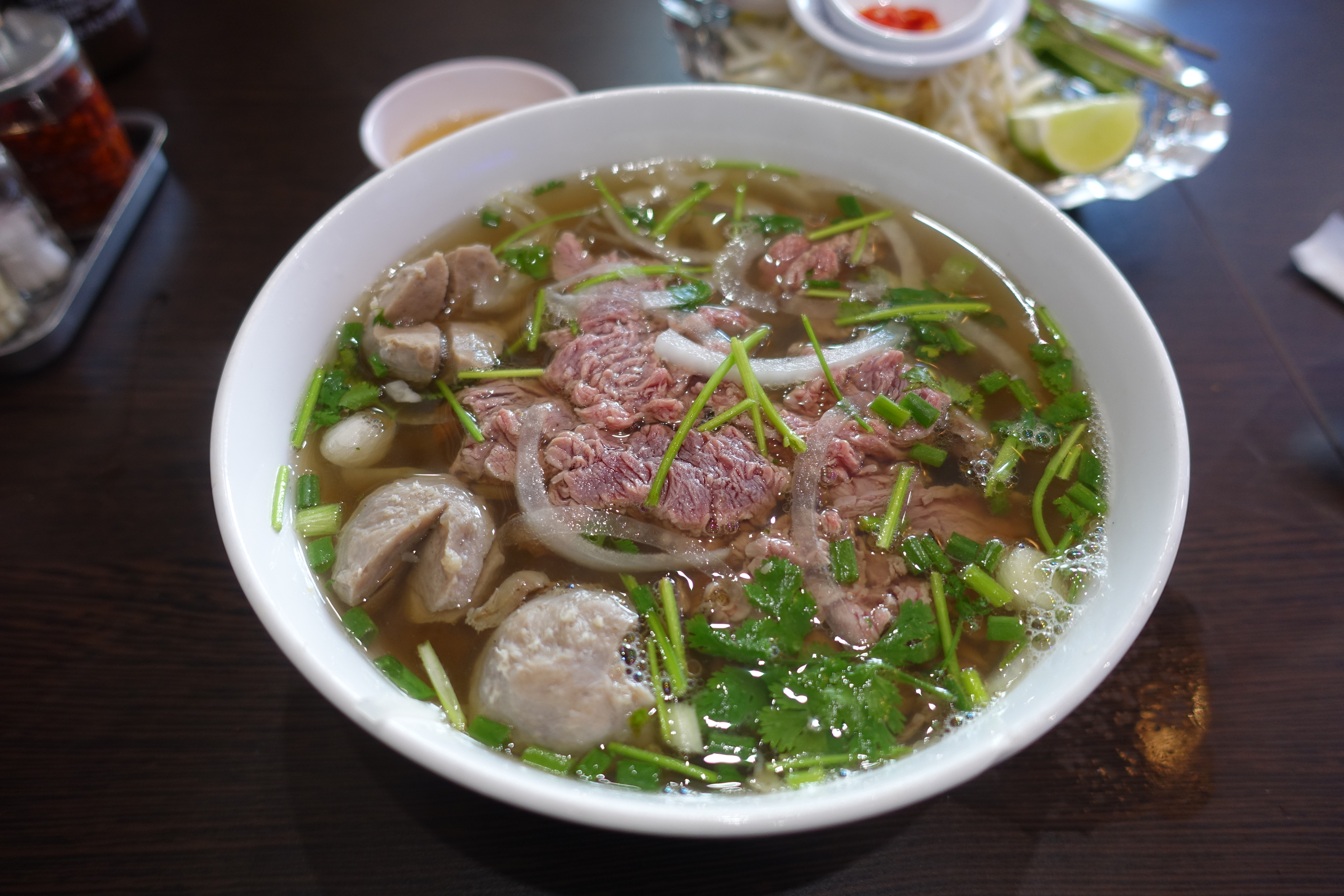
Un phở bò

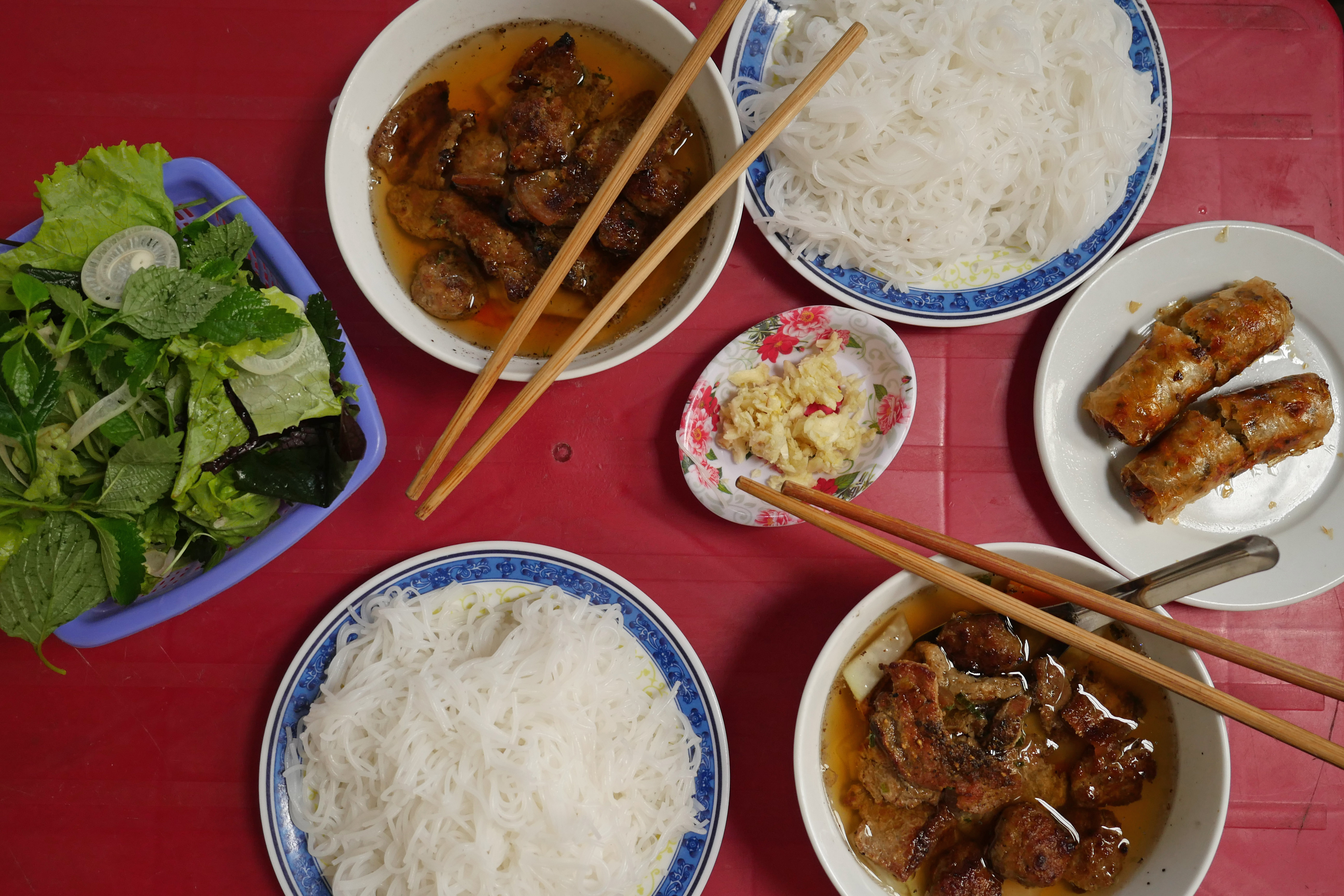
Un bún chả

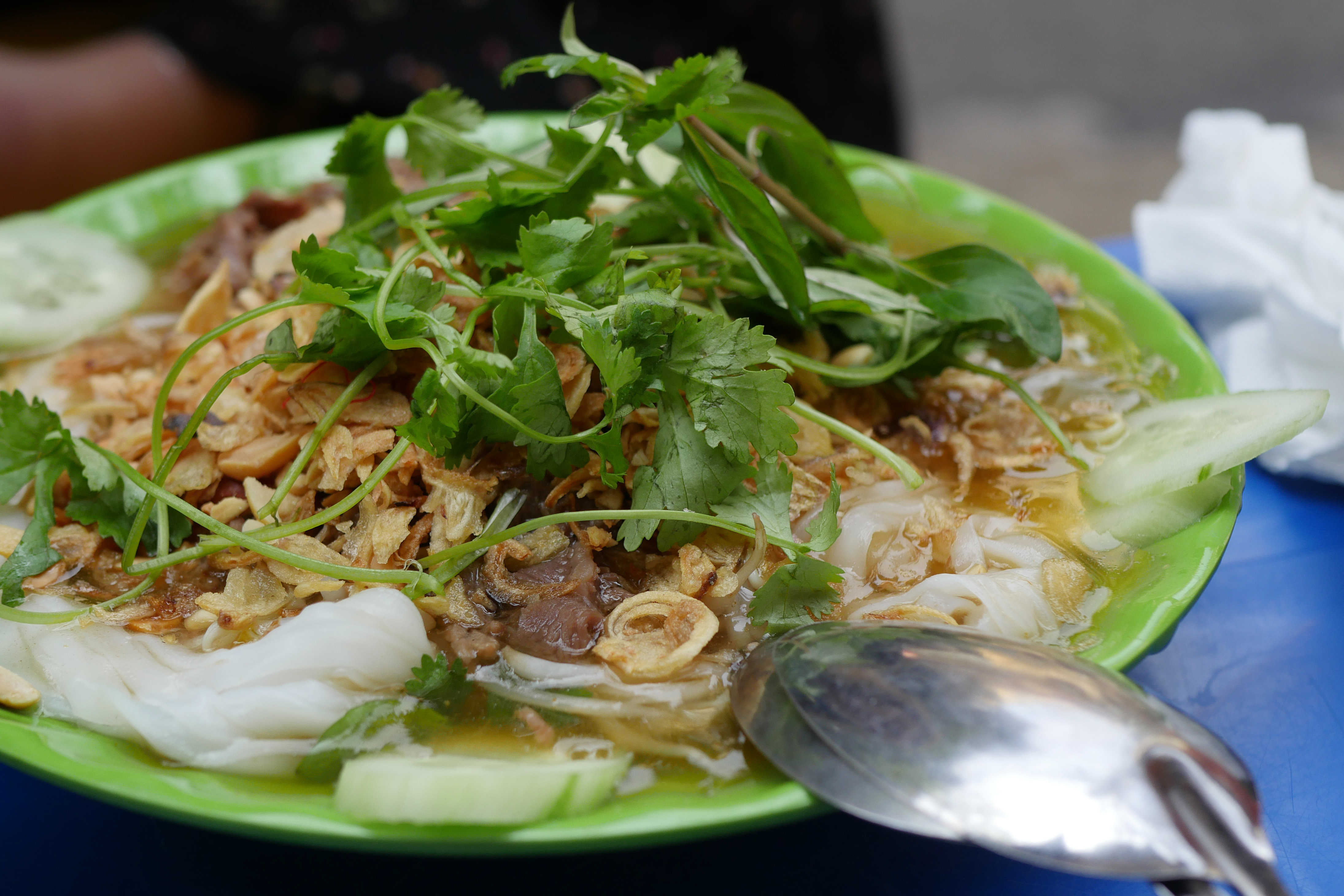
Un bánh cuốn

Hanoï est riche de traditions culinaires. La cuisine du Nord-Vietnam est ancienne et fait appel à de nombreuses soupes, grillades et produits d'eau douce et saumâtre (poissons, crevettes et escargots des rizières et des lacs). À travers l'ensemble de la ville, on retrouve de très nombreuses gargottes de rues (ou "boui boui") où l'on mange à même le trottoir sur des chaises et des petites tables en plastique, pour une somme modique. De nombreux plats de la cuisine vietnamienne ont une origine hanoïenne. Parmi les plus connus on retrouve :
- Bánh chưng[110] : gâteau de riz gluant à la pâte de haricots mungo et au lard cuit à la vapeur. Enveloppé dans une feuille dong, il est notamment consommé durant le nouvel an lunaire vietnamien (Tết Nguyên Đán).
- Bánh cuốn : crêpe très fine faite à base de farine de riz enroulée et garnie principalement avec de la viande de porc haché et des champignons noirs.
- Bún chả : morceaux de poitrine de porc grillés et boulettes de porc avec des nouilles blanches de riz (bún), des herbes aromatiques et des morceaux de papaye marinés.
- Bún đậu mắm tôm : assortiment de poitrine et d'abats de porc, vermicelles blanches, tofu grillés, à tremper dans la pâte aux crevettes ou du nuoc mam.
- Bún thang : soupe de vermicelles de riz avec de l'omelette et du poulet en julienne[111].
- Cá kho : poisson grillé et cuit au caramel avec des morceaux de lards et du piment. Il y a des variantes de ce plat, avec du porc ou de la poitrine de porc, avec du poulet, du bœuf. Il y a également une version sans caramel mais avec du nuoc-mâm et du gingembre, par exemple.
- Chả cá : poisson frit au curcuma sur lit d'aneth et de ciboulette que l'on déguste avec des galettes de riz grillées, des nouilles de riz (bún), de la pâte de crevettes fermentée et des cacahuètes.
- Cốm : grains de riz gluant jeune pilés, grillés et débarrassés de leurs balles[112].
- Giò lụa ou chả lụa : pâté de porc vietnamien cuit à la vapeur dans une feuille de bananier. Il y a également une version de pâté frit, du pâté à la cannelle ou encore du pâté de porc à la couenne de porc, du pâté de bœuf à l'aneth.
- Miến lươn : soupe de vermicelles aux anguilles frites.
- Mì xào : nouilles de blé frites avec garniture variée.
- Nem rán (nem) : rouleau de galette de riz frit, farci à la viande de porc haché ou crevette et crabe, vermicelles transparentes, champignons noirs.
- Phở : la soupe nationale du pays, composé de vermicelles de pâte de riz blanche, de cébette, au boeuf ou au poulet, prise au petit déjeuner, ainsi qu'à n'importe quelle heure de la journée. Le bouillon se compose essentiellement de carcasse de poulet ou d'os à moelle[113].
- Phở cuốn : rouleaux de galettes de pâte de riz, avec des morceaux de viande de porc, ainsi que des herbes. Spécialité du quartier Truc Bach.

On retrouve aussi des plats insolites, comme :
- Hột vịt lộn : œuf de cane, de poule ou de caille cuit à la vapeur. L'œuf est incubé et l'embryon est déjà formé.
- Chân gà : pattes de poulet cuites à l'eau bouillante, marinés dans du vinaigre pimenté et à la citronnelle ou grillés sur un barbecue.
- Thịt chó : viande de chien, notamment dans la rue Phùng Hưng et dans les zones rurales.

#### Boissons

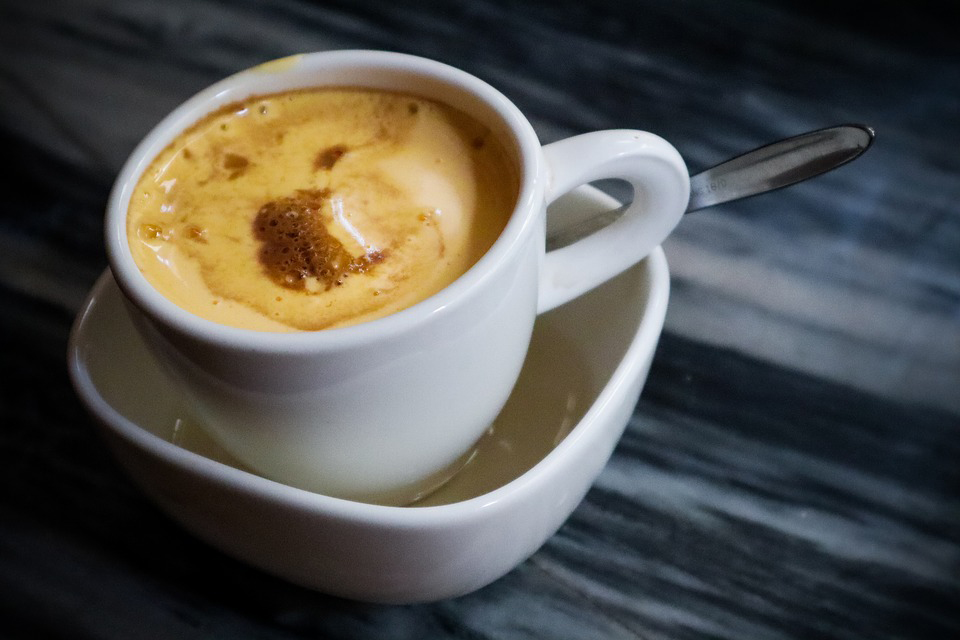
Le café à l’œuf

Les boissons les plus populaires sont :
- Cà phê trứng : café à l’œuf, né dans les années 1920 à Hanoï, dans une période de privations de lait. En effet, durant la guerre d’Indochine le lait était une denrée rare, c’est pourquoi la recette de base du cappuccino a été modifiée pour donner le café aux œufs. Nguyen Van Giang, barman au Sofitel Legend Métropole Hanoï l'a donc remplacé par le jaune d’œuf qu'il a mêlé au café[114].
- Bia hơi : la bière fraîche bue dans de nombreuses gargotes de rues et des restaurants populaires. La bière locale est brassée, chauffée à 70 degrés puis refroidie et filtrée immédiatement, débarrassée de ses levures. La mousse est apportée par des cartouches d'azote, qui peuvent être ajoutées directement sous forme de capsule dans le container, soit par la tireuse[115].
- Trà đá : le thé glacé qui se boit notamment durant la saison chaude à Hanoï. La boisson est le résultat d'une infusion de feuilles de thé vert, ainsi que d'un peu de sucre et parfois du citron. On y ajoute de la glace pilée.
- Sinh tố : sorte de milkshake composé de fruits tropicaux mixés (mangue, ananas, jacquier, banane, avocat notamment), avec un peu de lait, de lait concentré et de la glace pilée.
- Rượu gạo : l'alcool de riz, parfois aromatisé aux fruits tropicaux.
- Rượu rắn : l'alcool de serpent, né au Vietnam, cette boisson contient un ou plusieurs serpents souvent venimeux et dont l'éthanol dénature le venin.

## Enseignement

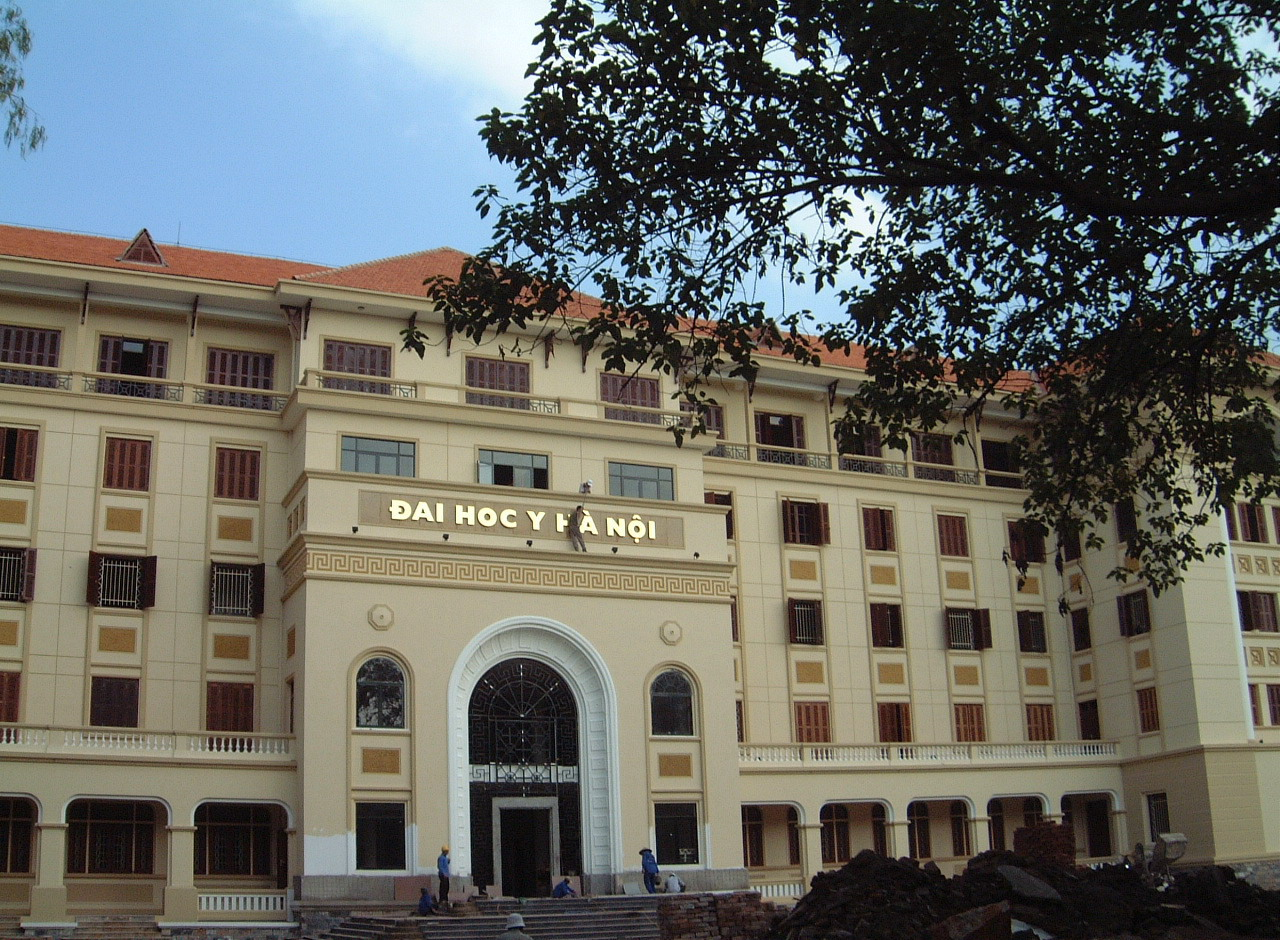
La nouvelle université de médecine de Hanoï.

### Grandes universités
- Université de médecine de Hanoï (Trường Đại học Y Hà Nội)
- Université nationale d'économie (Trường Đại học Kinh tế Quốc dân)
- Université polytechnique de Hanoï (Trường Đại học Bách Khoa Hà Nội)
- Université nationale d'éducation de Hanoï (Trường Đại học Sư Phạm Hà Nội)
- Université d’agriculture de Hanoï (Trường Đại học Nông nghiệp Hà Nội)

### Universités publiques
- Université de Hanoï (Trường Đại học Hà Nội)
- Université des ressources naturelles et de environnement de Hanoï (Trường Đại học Tài nguyên và Môi trường Hà Nội)
- Université des beaux-arts du Vietnam (Trường Đại học Mỹ thuật Việt Nam)
- Université d'architecture de Hanoï (Trường Đại học Kiến trúc Hà Nội)
- Université des arts industriels (Trường Đại học Mỹ thuật Công nghiệp)
- Université de commerce du Vietnam (Trường Đại học Thương mại)
- Université de commerce extérieur (Trường Đại học Ngoại Thương)
- Université de culture de Hanoï (Trường Đại học Văn Hoá Hà Nội)
- Université de droit de Hanoï (Trường Đại học Luật Hà Nội)
- Université d'éducation artistique (Trường Đại học Sư phạm Nghệ thuật Trung ương)
- Université de génie civil de Hanoï (Trường Đại học Xây Dựng)
- Université d'industrie de Hanoï (Trường Đại học Công Nghiệp Hà Nội)
- Université des mines et de géologie (Trường Đại học Mỏ - Địa chất)
- Université de pharmacie de Hanoï (Trường Đại học Dược Hà Nội)
- Université de santé publique de Hanoï (Trường Đại học Y tế Công cộng)
- Université de théâtre et cinéma de Hanoï (Trường Đại học Sân khấu – Điện ảnh Hà Nội)
- Université de transport et communications (Trường Đại học Giao thông Vận tải)
- Université de travail et des affaires sociales (Trường Đại học Lao động và Xã hội)
- Université maritime du Vietnam (Trường Đại học Hàng hải Việt Nam)
- Université des sciences et des technologies de Hanoï (Trường Đại học Khoa học và Công nghệ Hà Nội), établissement d’enseignement supérieur franco-vietnamien

### Universités privées
- Université FPT (Trường Đại học FPT)
- Université Dai Nam (Trường Đại học Đại Nam)
- Université Dong Do (Trường Đại học Đông Đô)
- Université de commerce et technologie de Hanoi (Trường Đại học Kinh Doanh và Công Nghệ Hà Nội)
- Université de finance et banque de Ha Noi (Trường Đại học Tài chính – Ngân hàng Hà Nội)
- Université internationale Bac Ha (Trường Đại học Quốc Tế Bắc Hà)
- Université Nguyen Trai (Trường Đại học Nguyễn Tất Thành)
- Université Phuong Dong (Trường Đại học Phương Đông)

## Économie

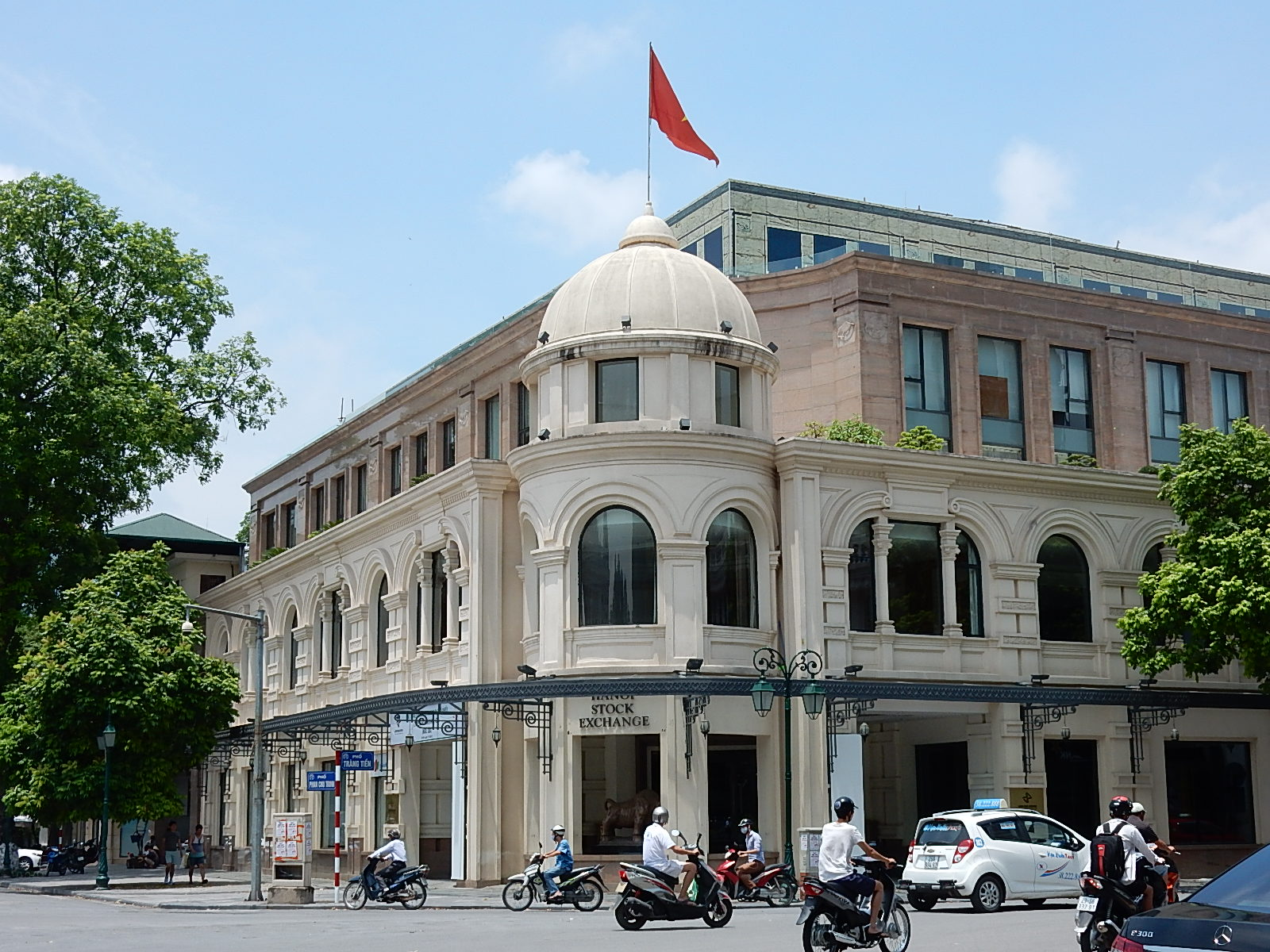
La bourse de Hanoï (HNX)

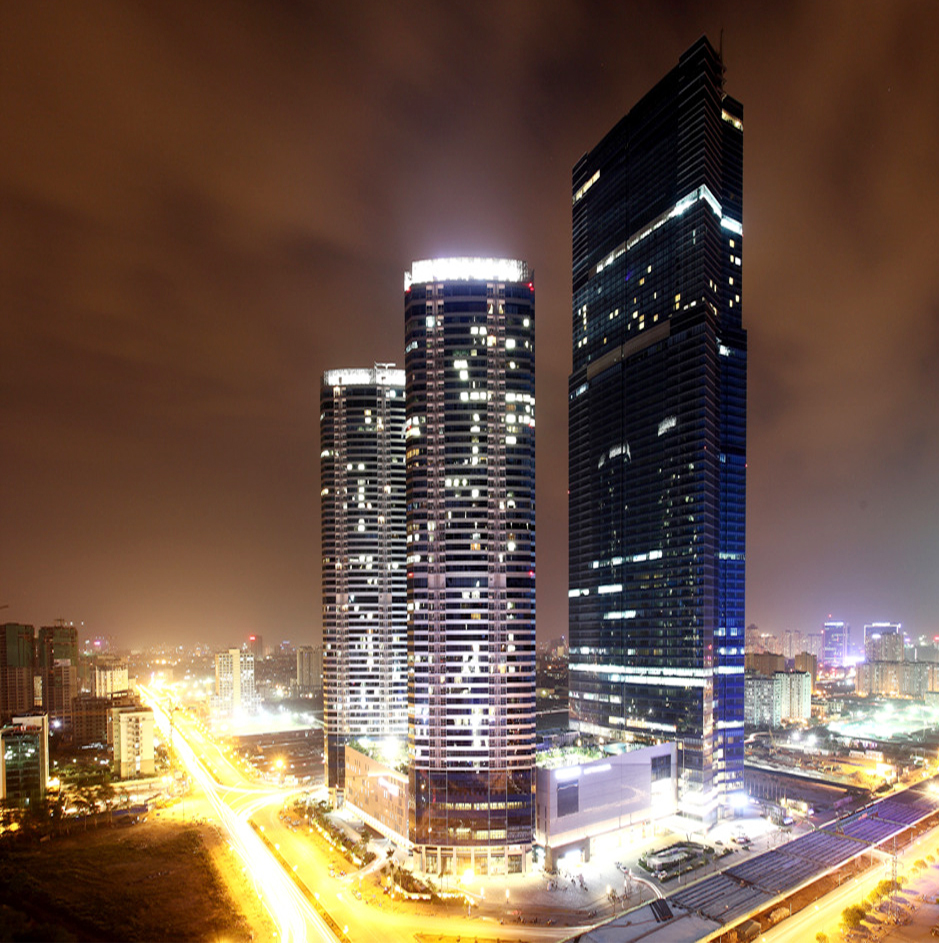
La tour Keangnam dans l'Ouest de Hanoï

Selon le GSO (General Statistics Office), Hanoï présente plus de 2000 projets ayant des IDE (Investissements directs étrangers), soit 16,8% du total des projets du pays. Avec le capital accumulé au 31 décembre 2011, Hanoï concentre près de 11,9% du capital total du pays avec 23,6 billions USD. Cependant la ville est derrière Hô Chi Minh-Ville, considérée comme la métropole économique du Vietnam. La bourse de Hanoï se situe face à l'Opéra, elle regroupe les 50 valeurs les mieux côtées des bourses HNX et HOSE (bourse d'Hô Chi Minh-Ville).
Depuis les années 2000 et jusqu'en 2007, la courbe des investissements étrangers a bondi avec un coefficient de 12,8. Ceci montre l’attractivité de la capitale de Hanoi, spécialement depuis la fin de l’embargo américain dans les années 1990. Après l'élargissement des limites administratives, ces investissements se sont maintenus mais se sont stabilisés. La baisse des contrats Business cooperation illustre la mondialisation générale du Vietnam, ainsi que sa dépendance vis-à-vis des capitaux étrangers.
Les provinces et villes voisines industrielles de Thái Nguyên et Hải Phòng figurent parmi les trois provinces attirant le plus d’IDE avec respectivement 15,7 % et 12,1 % des capitaux enregistrés du pays, ce qui fait ainsi de l’aire métropolitaine de Hanoï le leader économique du pays.
Grâce à l'ouverture économique à partir des années 1990 (Đổi mới), le nombre d'entreprises non-étatiques a été multiplié par 6 entre 2000 et 2007. De nouveaux supermarchés et firmes internationales se sont installées à Hanoï : Lotte, Big C, Circle K, Auchan, Décathlon, etc.
L’importation/exportation est aussi un des éléments reflétant l’intégration à l’économie internationale. À Hanoï, le chiffre d’affaires des importations a augmenté entre 2000 et 2007 d’un coefficient de 4,7 et celui des exportations d’un coefficient de 3,5.
Longtemps tirée par le secteur agricole, l’économie de Hanoï se caractérise par sa mutation (industrialisation et tertiarisation) et son dynamisme. En 2016, son PIB a ainsi crû de près de 8,3 %. Il s’agit de la plus importante progression de l’activité économique à Hanoï en six ans, ce qui lui a permis de rivaliser ponctuellement avec Hô Chi Minh-Ville, dont la croissance ralentit (+8,1 %). Le secteur des services est en pleine expansion à Hanoï et a connu une croissance importante (+8,1 %) pour une économie encore récemment dominée par l’agriculture (+2,2 %). L’industrie a poursuivi sa progression (+8,8 %). En complément des zones industrielles existantes, les autorités ont construit 5 grandes zones industrielles et 16 zones de taille petite et moyenne supplémentaires. Ces zones possèdent parfois des avantages fiscaux ordonnés par le gouvernement communiste.
À plus petite échelle, l'économie de Hanoï repose sur de nombreuses petites activités économiques. En effet, avec la diversité des espaces urbains et semi-ruraux, les activités s'échelonnent de l'artisanat traditionnel, de l'agriculture aux espaces destinés aux services. De plus, l'architecture traditionnelle vietnamienne transforme les lieux d'habitations en véritables maisons urbaines "multifonctions" avec des commerces, services et structures de loisirs au pied des immeubles. On note aussi une part notable de travailleurs mobiles, comme les travailleurs immigrants pour les chantiers, les moto-taxis, les vendeurs ambulants ou les colporteurs. Pendant la période 2004-2009, Hanoï a accueilli environ 300 000 migrants, soit un peu moins de 7 % de la population totale en 2009 (General Statistics Office 2009).

## Transports

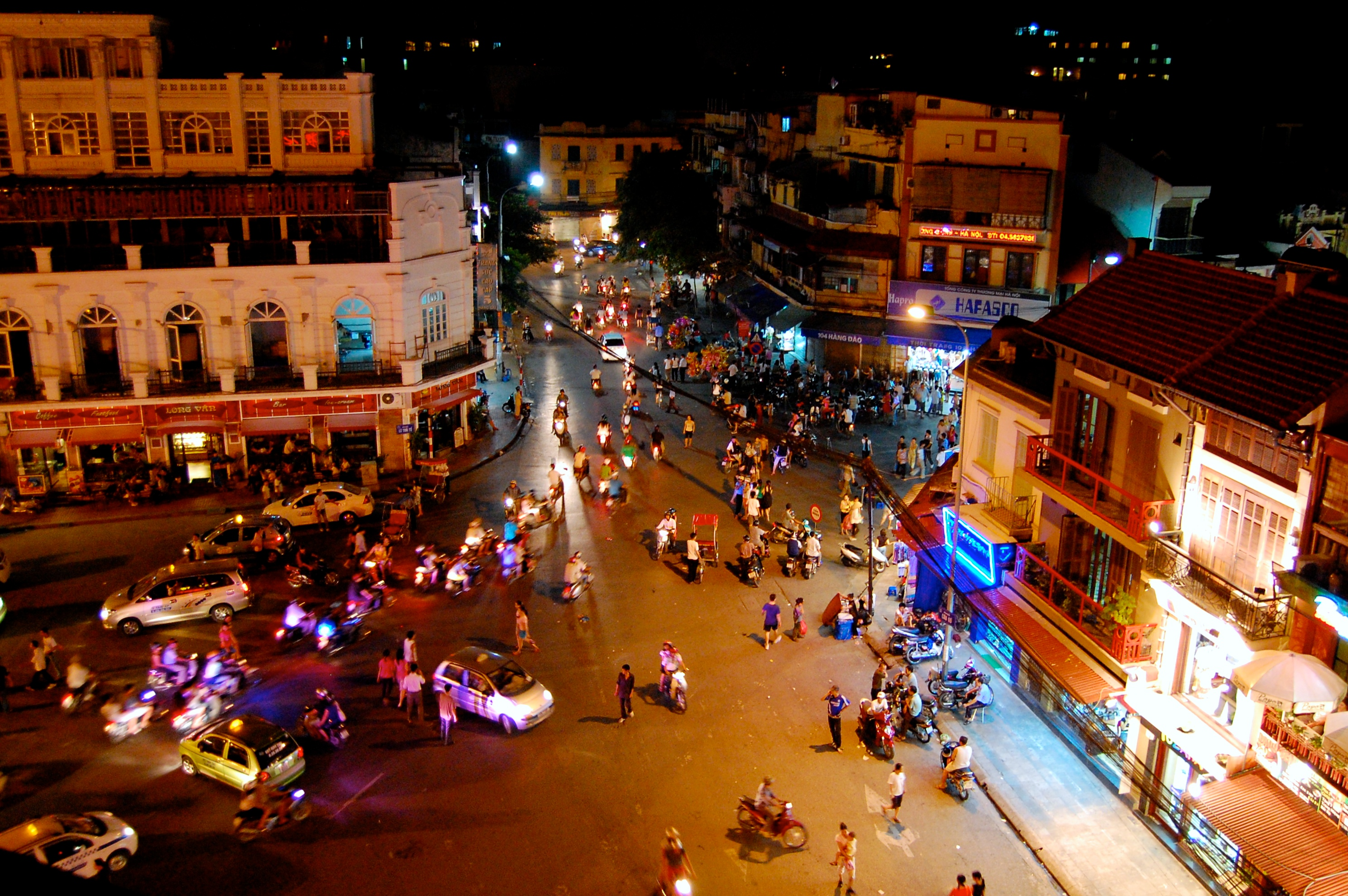
La circulation à Hanoï est dense et souvent anarchique.

### Transports aériens
Hanoï est desservie par l'aéroport international de Nội Bài, qui comprend deux terminaux, l'un pour les vols internationaux, l'autre pour les vols intérieurs. Le terminal T2 se trouve à environ 30–45 minutes du centre-ville, il a été ouvert récemment, et est opérationnel depuis 2015.
Le premier aéroport de la ville fut l'aéroport de Gia Lâm, situé dans le district de Long Bien. Ouvert en 1936, il est aujourd'hui cerné par l'urbanisation et est destiné aux vols privés.

### Transports ferroviaires
La gare de Hanoï est le terminus pour le transport passager des trains de la ligne de chemin de fer Nord-Sud, ainsi que des trains desservant les villes du Nord-Est du Viêt Nam, dont Lào Cai, gare la plus proche de Sa Pa. À partir de la gare centrale de Hanoï, il est également possible de se rendre à Pékin avec un changement de train à la frontière sino-vietnamienne.
La gare de Long Biên se situe dans Hanoï.

### Transports routiers
Hanoï est le centre d'un réseau routier en extension constante.
On peut quitter Hanoï par l'autoroute Hanoï–Hoa Binh, l'autoroute Hanoï-Lang Son ou l'autoroute Hanoï–Hải Phòng.
La route nationale 1A traverse tout le pays.
La route nationale 21 vers Nam Dinh, la route nationale 2 jusqu'à Ha Giang, la route nationale 3 jusqu'aux provinces de Cao Bằng, et Thai Nguyen.
La route route nationale 5 mène à Hai Phong, la route nationale 17 à Quang Ninh, la route nationale 6 et la route nationale 32 conduisent vers les provinces du Nord-Ouest.

### Liaisons par autocars
Comme dans de nombreuses villes d'Asie du Sud-Est, il existe de nombreuses compagnies d'autocar qui desservent Hanoï. Transport peu onéreux et plébiscité par les locaux pour relier les villes régionales et villages entre-eux, le réseau de minibus appelés « limousines » et d'autocars est dense. Pour les destinations lointaines comme la province de Ha Giang, des bus couchettes sont disponibles.
Le réseau autoroutier et routier est en amélioration, mais les heures de transport sont souvent longues, et les chauffeurs pas toujours prudents concernant le respect du code de la route.
Les principales gares routières de Hanoï sont Lương Yên, Gia Lâm, Long Biên, Mỹ Đình et Giáp Bát.

### Transports urbains
L'expansion urbaine de Hanoï et la multiplication des pôles fonctionnels créent de nouveaux problèmes dans la qualité de vie des citadins. En effet, on assiste depuis deux décennies à une congestion progressive du réseau viaire, une dégradation inquiétante de la pollution atmosphérique, des problématiques liées à la sécurité routière et en conséquence, des problèmes de santé publique. C'est dans ce contexte, qu'un plan d’aménagement des transports de la capitale a été approuvé en 2008 par le Premier Ministre vietnamien, présentant une série de solutions techniques, visant à l’amélioration et à la modernisation des infrastructures routières, ferroviaires et fluviales et la structuration des transports collectifs urbains.
Proportionnellement en 2008, la moto était utilisée pour plus de 80% des déplacements urbains contre 11% en transport public et 4% en voiture. Alors qu'en 1995, 47% des déplacements se faisaient à vélo.

#### Réseau de bus
La course de bus à Hanoï est très bon marché, avec 7 000 dongs la course en 2015, à payer une fois dans le bus et les véhicules sont climatisés. Il existe un plan de réseau officiel disponible au terminus central, toutefois les trajets et arrêts peuvent varier selon les fantaisies des conducteurs. Les arrêts de bus ne sont pas toujours très visibles.
Cependant depuis le début des années 2000, de nombreux efforts financiers et humains ont été fournis pour améliorer le réseau d’autobus. Les actions conduites ont porté sur la régularisation du service (temps d’attente réduit à 5 minutes sur les lignes les plus chargées aux heures de pointe), la diffusion de cartes d’abonnement mensuel, la mise en place d’une tarification où l’usager est soumis à contribution, l’achat de nouveaux bus et l’amélioration de la signalisation.
Même si les actions engagées doivent se poursuivre, les résultats sont présents : le réseau d’autobus accueille un nombre de passagers croissant : de 12 millions en 2000, on recense 300 millions de passagers en 2005 et plus de 400 en 2008, soit 600 000 usagers transportés par jour ; le nombre de passagers à l’année a donc été multiplié par 30 en 8 ans.

#### Taxis
Il y a de nombreuses compagnies de taxi, toutes avec des tarifs différents. Les clients sont pris en charge sur la rue, à des stations de parcages qui sont réservées aux taxis ou sur commande par téléphone à la centrale. La plupart des véhicules sont équipés de compteurs. Le prix de la course peut également se négocier avant. De nos jours, il existe de nombreuses applications mobiles pour réserver une course en taxi, la plus connue est Grab.

#### Motos taxis (xe ôm)
On trouve des xe ôm (prononcez sè ôm) à chaque coin de rue. Littéralement xe veut dire : « moyen de locomotion » et ôm : « embrasser, enlacer ». Les conducteurs attendent les clients souvent aux carrefours, sur ou à côté de leur moto et essaient de convaincre de potentiels clients de prendre une course avec eux. Comme pour tout au Vietnam, le prix se négocie. On peut réserver sa course de xe ôm via les applications Grab et Go Viet.

#### Cyclo
Les habitants locaux ne se déplacent plus vraiment en cyclo et leur préfèrent les taxi-motos, plus rapides et se faufilant plus facilement dans la circulation. Les cyclos restent un moyen de visiter la ville pour les touristes. On les trouve principalement près des lieux touristiques (lac Hoan Kiem, quartier des 36 rues notamment). Beaucoup d'hôtels et de tours-opérateurs organisent des tours en cyclo.

#### Réseau de métro
Deux lignes du métro de Hanoï sont en cours de construction,, dans le cadre d'un réseau qui devrait voir le jour à l'horizon 2030. Cependant celui-ci accuse de nombreux retards. Il faut compter 6 à 8 ans de délais (incluant les phases d’études et la construction) pour la réalisation d’une ligne de métro. Cela est dû à la difficile coordination des acteurs vietnamiens (ministères, agences publiques, services municipaux), à la hausse du coût des matières premières, ainsi qu’au coût de l’expropriation et des compensations financières relatives à l’acquisition des emprises foncières, dans une ville à l'urbanisation très dense et à la géologie instable (souterrains composés de tourbières, nécessitant des lignes aériennes avec constructions de viaducs). La première ligne de 13 km est inaugurée le 6 novembre 2021.

## International

### Jumelages et accords de coopération
Hanoï est membre des associations Asian Network of Major Cities 21 et C40 Cities Climate Leadership Group. Hanoï est jumelé avec les villes ou régions suivantes :
| Ville | Ville                          | Pays | Pays         | Période                    |
| ----- | ------------------------------ | ---- | ------------ | -------------------------- |
|       | 16e arrondissement de Budapest |      | Hongrie      |                            |
|       | Ankara                         |      | Turquie      |                            |
|       | Astana                         |      | Kazakhstan   |                            |
|       | Bangkok                        |      | Thaïlande    | depuis 2004                |
|       | Indre-et-Loire                 |      | France       | depuis 2000                |
|       | Jakarta                        |      | Indonésie    |                            |
|       | Kiev                           |      | Ukraine      |                            |
|       | Montréal                       |      | Canada       |                            |
|       | Palerme                        |      | Italie       | depuis 2000                |
|       | Phnom Penh                     |      | Cambodge     |                            |
|       | préfecture de Fukuoka          |      | Japon        | depuis 2008                |
|       | Pékin                          |      | Chine        |                            |
|       | Seychelles                     |      | Seychelles   |                            |
|       | Séoul                          |      | Corée du Sud |                            |
|       | Toulouse                       |      | France       |                            |
|       | Varsovie                       |      | Pologne      | depuis 2000                |
|       | Victoria                       |      | Seychelles   |                            |
|       | Yokohama                       |      | Japon        | depuis le 16 novembre 2007 |
|       | Île-de-France,                 |      | France       | depuis 1989                |

### Événements internationaux
- Novembre 1997 : VIIe Sommet de la Francophonie, organisé par l'Organisation internationale de la francophonie (OIF)[137].
- 17 et 18 novembre 2006 : Sommet de l'APEC (Forum de coopération économique Asie-Pacifique)[138].
- 1er au 10 octobre 2010 : Célébration du millénaire de Hanoï[6].
- 28 juillet au 4 août 2012 : 97e congrès mondial d'espéranto, dont le thème était « L’espéranto, un pont vers la paix, l’amitié et le développement »[139].
- 27 et 28 février 2019 : Sommet entre la Corée du Nord et les États-Unis[140].
- 2020 : Le premier Grand Prix Formule 1 du Vietnam aurait dû avoir lieu mais a été annulé en raison de la pandémie de Covid-19[141].